# Glosar de agricultură
Prezentul glosar de agricultură conține termeni din domeniile culturii plantelor, creșterii animalelor, din domenii conexe ca: agrotehnică, agrochimie, medicină veterinară, fitopatologie, sericicultură, apicultură, pedologie, horticultură, pomicultură, viticultură, silvicultură, piscicultură, dar și din domeniul politicii și dreptului agricol național și comunitar.
| Cuprins |
| Ab - Af • Ag - Am • An - Ar • As - Az • Ba - Bl • Bo - Bz • Ca - Câ • Ce - Ci • Cl - Co • Cr - Cz • Da - De • Di - Dz • E • F • G • H • I • J • K • L • M • N • O • P • Q • R • Sa - Se • Sf - Sp • St - Sz • T • U • V • Y • Z |
| Vezi și • Legături externe |

## A

### Ab - Af

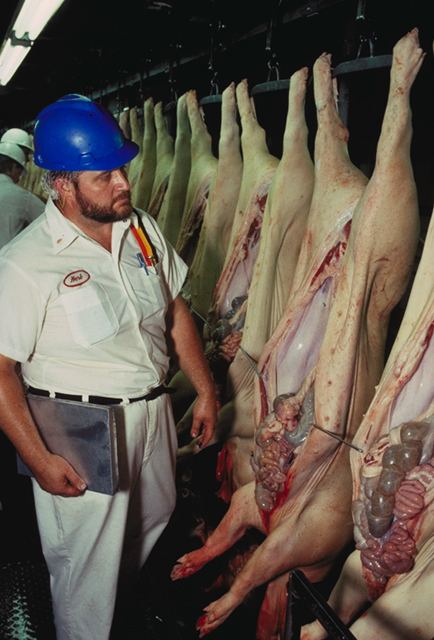
Abator de porci

- abataj

– sacrificare cu vărsare de sânge a animalelor în abator;
- totalitatea operațiilor efectuate în abator, de la sacrificarea animalelor până la tranșarea cărnii.
- abator – incintă unde se sacrifică animalele și se prepară carnea destinată consumului.
- Aberdeen-Angus – rasă de bovine, crescută pentru producția de carne.
- abrastol - sare de calciu a naftolului, folosită ca substanță antiseptică în vinificație.
- absorbție:

- pătrunderea apei din sol, împreună cu sărurile minerale și gazele dizolvate în ea, în corpul plantei;
- metodă de încrucișare a unei rase perfecționate cu una neameliorată și prin care, după mai multe generații, se obține treptat o îmbunătățire radicală.
- absorbție specifică - raportul dintre cantitatea de apă care poate fi reținută în sol și cantitatea de apă totală când solul este saturat.
- acaret - construcție auxiliară care ține de o gospodărie agricolă.
- acarieni – artropode din clasa arahnidelor, multe din ele dăunătoare agriculturii, altele paraziți ai omului; exemplu căpușele.
- acarioză:

- dermatoză contagioasă, comună omului și animalelor, provocată de acarieni;
- umflare patologică a mugurilor, cauzată de înțepăturile unor acarieni.
- acarioza albinelor - boală parazitară, provocată de acarianul Acarapis Woodi, care poate fi mortală pentru albine.
- acetoză - boală la rumegătoare, determinată de prezența în exces a corpilor cetonici în organism.
- aciditate a solului – însușirea solului spălat de baze de a se comporta ca un acid slab, datorită predominării ionilor de hidrogen.
- acidofilin – lapte fermentat cu Lactobacillus acidophilus împreună cu Streptococus lactis, în scopul îmbunătățirii calităților.
- acru – măsură agrară folosită un unele țări anglo-saxone.
- actinobaciloză - boală frecventă la taurine, asemănătoare actinomicozei, caracterizată prin adenopatie și abcese în țesuturile moi.
- actinomicoză:

- boală infecțioasă (mai ales la cornutele mari) provocată de unele ciuperci microscopice și bacterii; vezi și actinobaciloză;
- boală a plantelor produsă de bacterii patogene, de exemplu actinomicoza cartofului sau râia cartofului (provocată de bacteria Actinomyces scabies).
- acvacultură:

- ramură a agriculturii ce are ca scop creșterea de animale și plante acvatice în vederea comercializării; cuprinde ramurile: piscicultura, conchilicultura, creșterea crustaceelor, algocultura;
- cultură, fără pământ, într-o soluție de săruri minerale.
- acvasol - sistem prin care se realizează împrăștierea mecanică în sol a unor particule solide sau lichide.
- adăpător - loc unde se adapă animalele; jgheab sau instalație (automată) pentru adăpat.
- adăpost – loc de refugiu și de protecție contra intemperiilor, pentru oameni sau pentru animale.
- adâncime critică – adâncime deasupra căreia, dacă se ridică nivelul pânzei freatice, se produce salinizarea solului.
- adâncime de îngheț - nivelul cel mai coborât de la suprafața unui teren la care apa interstițială se transformă în gheață la temperaturi scăzute.
- adelfogamie - metodă de ameliorare și formare a unor rase noi de animale.
- adezivi – substanțe care se adaugă în preparatele pentru combaterea bolilor și dăunătorilor, în scopul fixării acestora pe suprafața plantelor.
- aerare - pătrunderea aerului în spațiile libere dintre particulele solide ale substanței glomerulate sau într-un mediu lichid, fie în mod natural, fie prin acțiunea omului (exemplu: aerarea cerealelor depozitate pentru evitarea fenomenului de încingere).
- aerarea solului - procedeu prin care se realizează schimbul permanent de gaze dintre sol și atmosferă; se realizează prin lucrări agrotehnice de mărunțire și afânare a acestuia.
- aerotaxație – metodă utilizată în silvicultură care constă în determinarea caracteristicilor arboretelor, fie prin observare directă, fie folosind fotograme aeriene sau aparate stereoscopice.

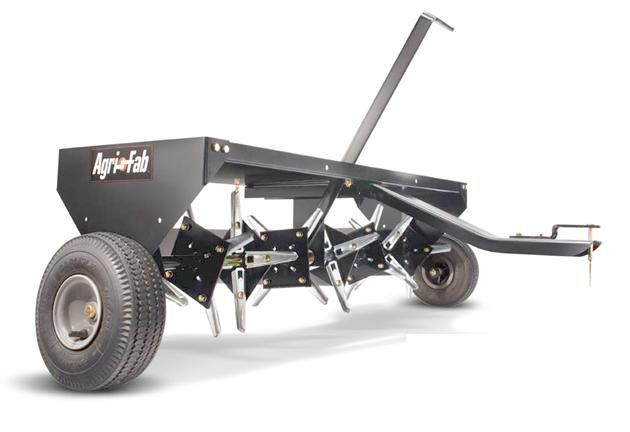
Plug pentru afânarea solului

- afânarea solului – lucrare agricolă executată cu grapa, cultivatorul, prășitoarea, în scopul aerisirii solului și distrugerii buruienilor (sinonim: mobilizarea solului).
- Afrikaander - rasă de taurine cu cocoașă, originară din Africa de Sud.
- aftă – leziune a pielii și a mucoaselor, constând într-o veziculă cu lichid opalescent (exemplu: pe ugerul vacilor).
- afumător - utilaj apicol care produce fum pentru liniștirea familiei de albine, în perioada când se lucrează la stup.
- Afuz-ali – soi de viță de vie originar din Asia Mică, al cărui rod este apreciat ca strugure de masă.

### Ag - Am
- agalactie contagioasă – boală provocată de microbul Mycoplasma agalactiae, care provoacă încetarea secreției lactate la oi și capre.
- Agen – soi de prun originar din Franța.
- Agenția de Plăți pentru Dezvoltare Rurală și Pescuit - instituție subordonată Ministerului Agriculturii și Dezvoltării Rurale, care, după aderarea României la Uniunea Europeană, îndeplinește funcția de plată pentru proiectele de investiții, finanțate din Fondul European pentru Agricultură și Dezvoltare Rurală
- Agenția de Plăți și Intervenție pentru Agricultură -  instituție subordonată Ministerului Agriculturii și Dezvoltării Rurale, care derulează fondurile europene pentru implementarea măsurilor de sprijin finanțate din Fondul European pentru Garantare în Agricultură (abreviere APIA).
- Agenția Națională de Consultanță Agricolă - instituție care organizează acțiuni de popularizare, consultanță, asistență tehnică, instruire și pregătire profesională (abreviere: ANCA).
- Agenția pentru Finanțarea Investițiilor Rurale - instituție care a preluat în totalitate atribuțiile "Agenției de Plăți pentru Dezvoltare Rurală și Pescuit", conform OUG 41/2014 (abreviere: AFIR).
- Agenția SAPARD - organismul descentralizat din România (definită conform OUG 142/2000), care a asigurat implementarea tehnică a Programului și plata proiectelor SAPARD.
- agitator – organ de mașină ce servește la amestecarea lichidelor în mașinile de stropit, pulverizat, semănat etc.
- agregat – component elementar al structurii solului, rezultat prin lipirea particulelor primare din sol.
- agresivitate – însușire a unor agenți patogeni de a ataca mai multe specii de plante.
- agribusiness - termen care se referă la diversele tipuri de afaceri din domeniul producției agroalimentare: activitățile agricole din fermă, aprovizionarea, produsele chimice și mașinile agricole, îngrășăminte, distribuția, procesarea, marketing-ul și vânzările.
- agricultură:

– ramură a economiei care cuprinde producția vegetală și creșterea animalelor.
- activitate productivă care are ca obiect cultivarea pământului și creșterea animalelor în scopul obținerii de produse alimentare și materii prime; totalitatea lucrărilor și a metodelor întrebuințate în acest scop.
- agricultură alternativă - mod de abordare a activităților agricole prin care sunt avantajate procesele naturale și se folosesc în mod selectiv îngrășămintele, și pesticidele pentru a asigura eficiența producției și conservarea solului, apei, energiei și a resurselor biologice (vezi și agricultură organică).
- agricultură biodinamică - mod de abordare a agriculturii prin care se reduce chimizarea și se ține cont de fenomenele naturii (principii antropozofice); solul este fertilizat numai prin mijloace naturale (resturi vegetale și animale).
- agricultură biologică - vezi agricultură organică.
- agricultură conservativă - mod de agricultură care conservă, îmbunătățește și utilizează mai eficient resursele naturale printr-un management integrat al resurselor disponibile, combinate cu stimuli externi; vezi și lucrare conservativă.
- agricultură convențională - sistem de practici agricole, tipice fermelor mari, care utilizează în mod intensiv metode chimice și mecanizate, în contrast cu practicile alternative sau durabile.
- agricultură ecologică - vezi agricultură organică.
- agricultură extensivă - sistem de agricultură în care se investește o cantitate relativ redusă de muncă și capital pe unitatea de suprafață; de obicei, implică suprafețe mai întinse.
- agricultură intensivă -  formă a agriculturii care se bazează pe consum și producție ridicate pe unitatea cubică de suprafață de teren.
- agricultură organică - mod de abordare a agriculturii în deplină corelație cu conservarea și dezvoltarea mediului, în care nu se folosesc substanțe chimice de sinteză sau organisme modificate genetic, în scopul realizării de produse agricole și alimentare proaspete și autentice (sinonime: agricultură ecologică, agricultură biologică; vezi și agricultură alternativă).
- agricultură pe verticală - practica creșterii culturilor pe straturi suprapuse și la care se face apel la tehnici agricole fără sol, precum hidroponia, acvaponia și aeroponia.
- agricultură durabilă - sistem de practici agricole care urmărește să producă hrană într-un mod ecologic, economic și social responsabil, asigurând protecția mediului, bunăstarea comunităților rurale și viabilitatea economică pe termen lung.

- agrimensură - tehnica măsurătorilor topografice și cadastrale simple ale terenurilor agricole.
- agroalimentar - (despre produse) care provine din agricultură, care se referă la producția sau la comercializarea alimentelor de origine agricolă.
- agrobiologie – știință care studiază legile biologice care acționează în agricultură, constituind, totodată, baza teoretică a științelor agronomice.
- agrobotanică - studiul plantelor agricole; botanică agricolă.
- agrochimie – știință care se ocupă cu studiul circulației substanțelor în agricultură și cu procesele chimice care se petrec în sol, plante și animale, în scopul ameliorării producției și al îmbunătățirii calității produselor.
- agroclimatologie - ramură a climatologiei care se ocupă cu studiul climei ca factor de influență a producției agricole.
- agroecologie - ramură a ecologiei care se ocupă cu studiul influenței factorilor de mediu abiotici asupra creșterii și productivității plantelor de cultură; ecologie agrară.
- agroecotip - ecotip rezultat în urma lucrărilor de ameliorare, fiind format din soiuri și hibrizi ameliorați.
- agrofizică - știință care se ocupă cu studiul metodelor fizice de cercetare a condițiilor în care se dezvoltă plantele, al proceselor fizice ce au loc în plante etc.
- agrofond – sol cultivat pe care se aplică măsurile agrotehnice în scopul creării condițiilor optime pentru producție.
- agrogeologie - vezi pedologie.
- agroindustrial - referitor la agricultură, la prelucrarea industrială a produselor agricole și la industriile conexe.
- agrologie - știință agricolă care se ocupă cu studiul solului ca rezultat al acțiunii factorilor naturali și cu influența pe care o are solul asupra plantelor; vechea denumire a agrotehnicii.
- agrometeorologie – știință care cercetează condițiile meteorologice, climatice și hidrologice, în scopul folosirii lor în agricultură.
- agrominim - totalitatea lucrărilor agronomice minime fixate pentru creșterea producției agricole; complex de cunoștințe agronomice necesare creșterii producției agricole.
- agronomie – complex de științe pe care se bazează producția agricolă și care se împart în mai multe grupe: științe biologice (pedologia, agrotehnica, fitotehnica ș.a.), științe mecano-tehnice, științe despre lucrările de îmbunătățiri funciare, științe economico-organizatorice.
- agropedologie - disciplină care se ocupă cu aplicarea metodelor de sporire continuă a fertilității solurilor.
- agrotehnică – ramură a agronomiei care se ocupă cu studierea factorilor care contribuie la realizarea unei producții superioare; vezi și agrologie.
- agrozootehnică (sau agrozootehnie) - tehnică a cultivării plantelor furajere și a creșterii animalelor domestice.
- alac – (Triticum monococcum) specie de grâu cultivat încă din preistorie.
  - Alac spelt - (sau spelta, de asemenea: grâu spelt - Triticum aestivum subspecia spelta) specie de grâu, înrudit apropiat cu grâul moale.
- alaman – un fel de plasă pentru capturat pești mari.

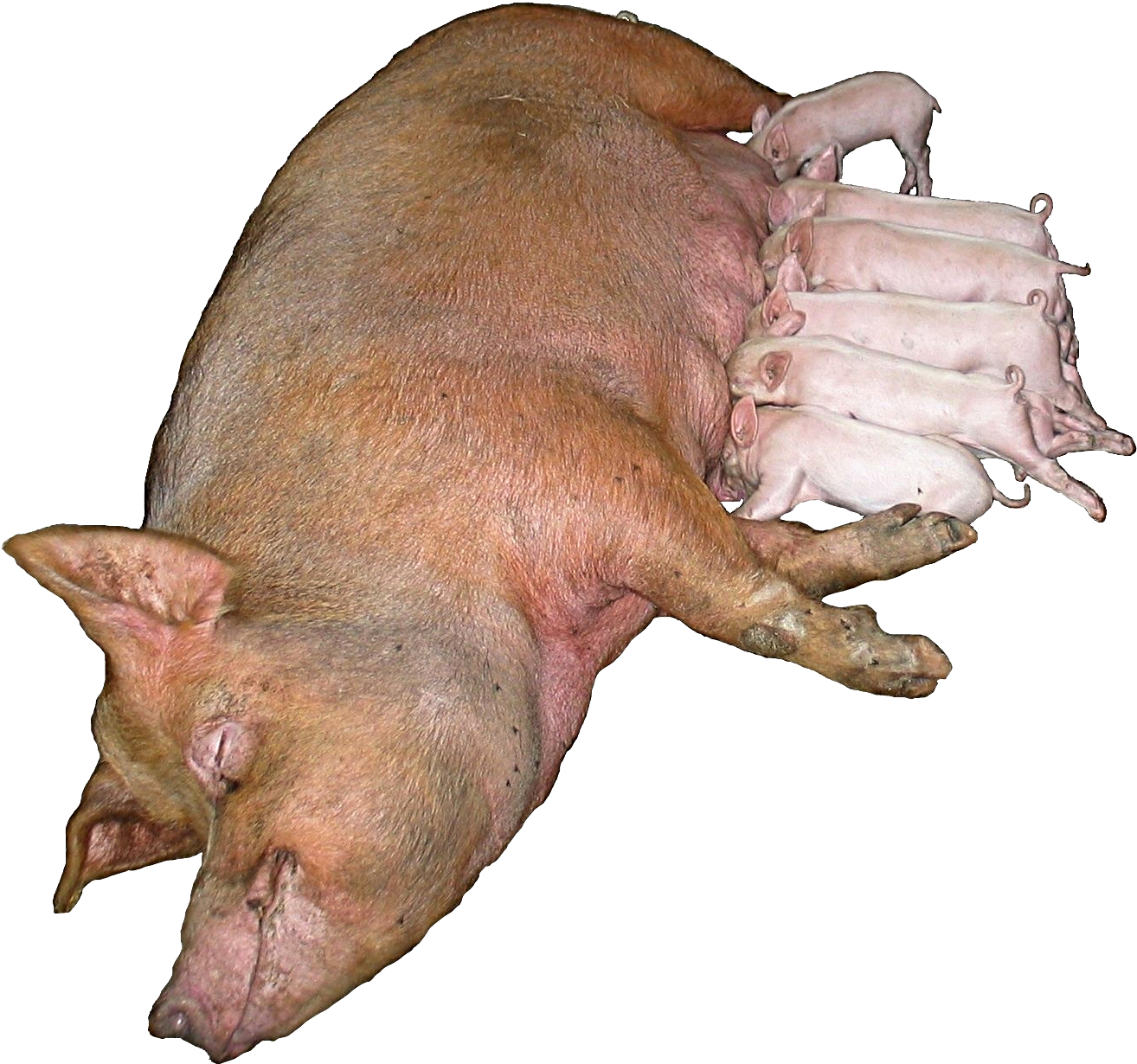
Scroafă alăptând

- alăptare – hrănirea puilor de mamifere cu laptele secretat de glandele mamare ale mamei.
- Alb mijlociu – rasă de porci originară din Anglia.
- Alb de Banat – rasă de porci provenită din încrucișarea raselor Mangalița, Berk, Edelschwein, Alb mijlociu.
- Alb ucrainean – rasă de porci creată prin încrucișarea porcilor din Ucraina cu Marele alb.
- Alb de carne românesc  - rasă de porci creată prin încrucișarea rasei Stocli cu Marele alb.
- Alba de Băneasa – tip de găină creată prin încrucișarea raselor Rhode, Sussex și Leghorn.
- albăstreala lemnului – boală a lemnului de rășinoase, provocată de ciupercile din genul Ophiostoma.
- albiliță – (Pieris brassicae) fluture alb, dăunător culturilor de varză și conopidă (sinonim: fluture de varză).

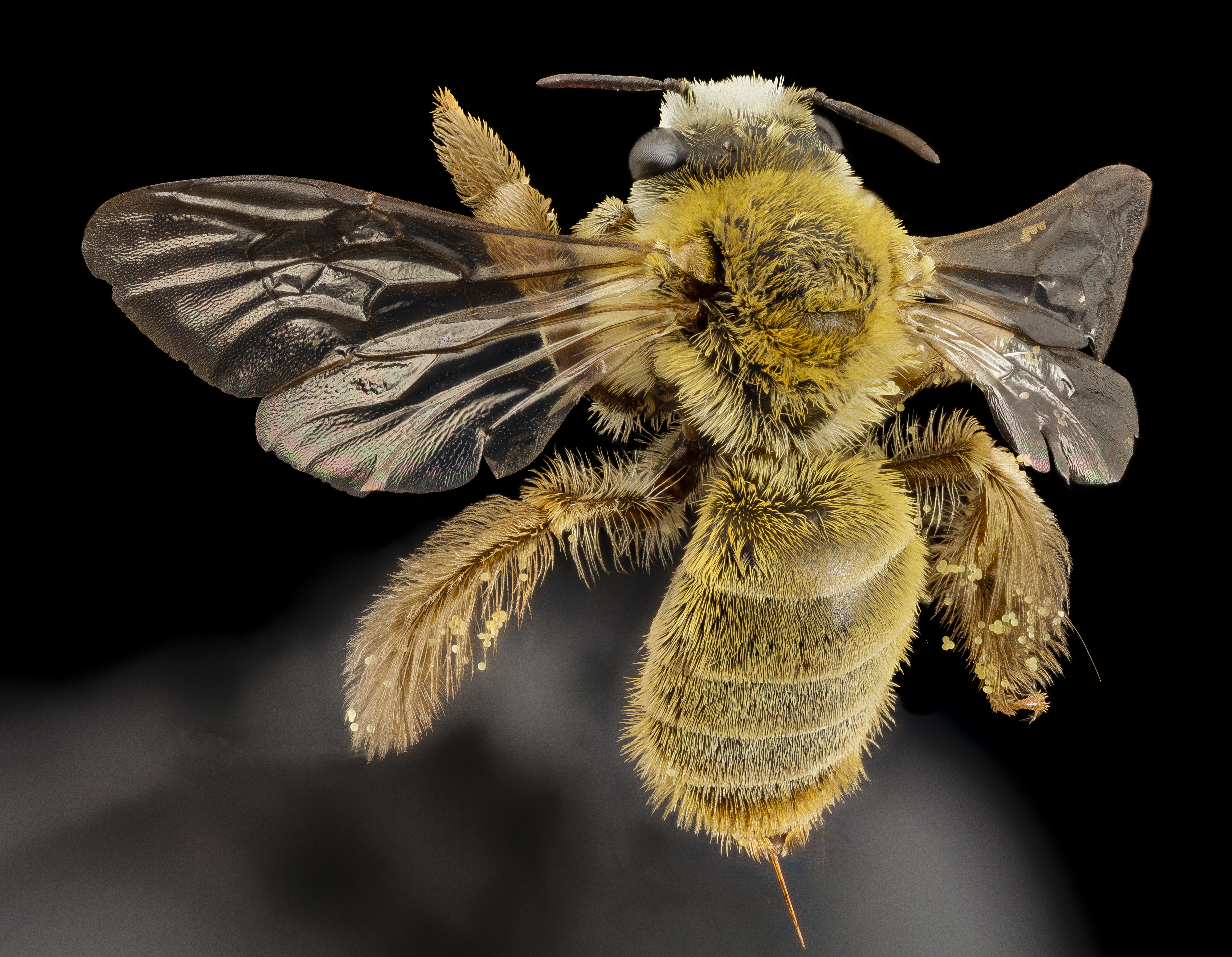
Albină

- albină – (Apis mellifica) insectă din familia apidelor, care prezintă o importanță deosebită pentru mierea și ceara pe care o produce.
- albinărit – vezi: apicultură.
- albineț - varietate de grâu, cu bobul mare, care se cultivă în Banat.
- albișoară:

- varietate de viță-de-vie cu struguri albi, timpurii, de masă;
- varietate de prune de culoare albă- gălbuie.
- albumeală – boală provocată de ciupercile din genul Cystopus, care apare mai ales la plantele din familia cruciferelor.
- alcalin - (despre soluri) cu conținut mare de săruri de sodiu și cu reacție puternic alcalină.

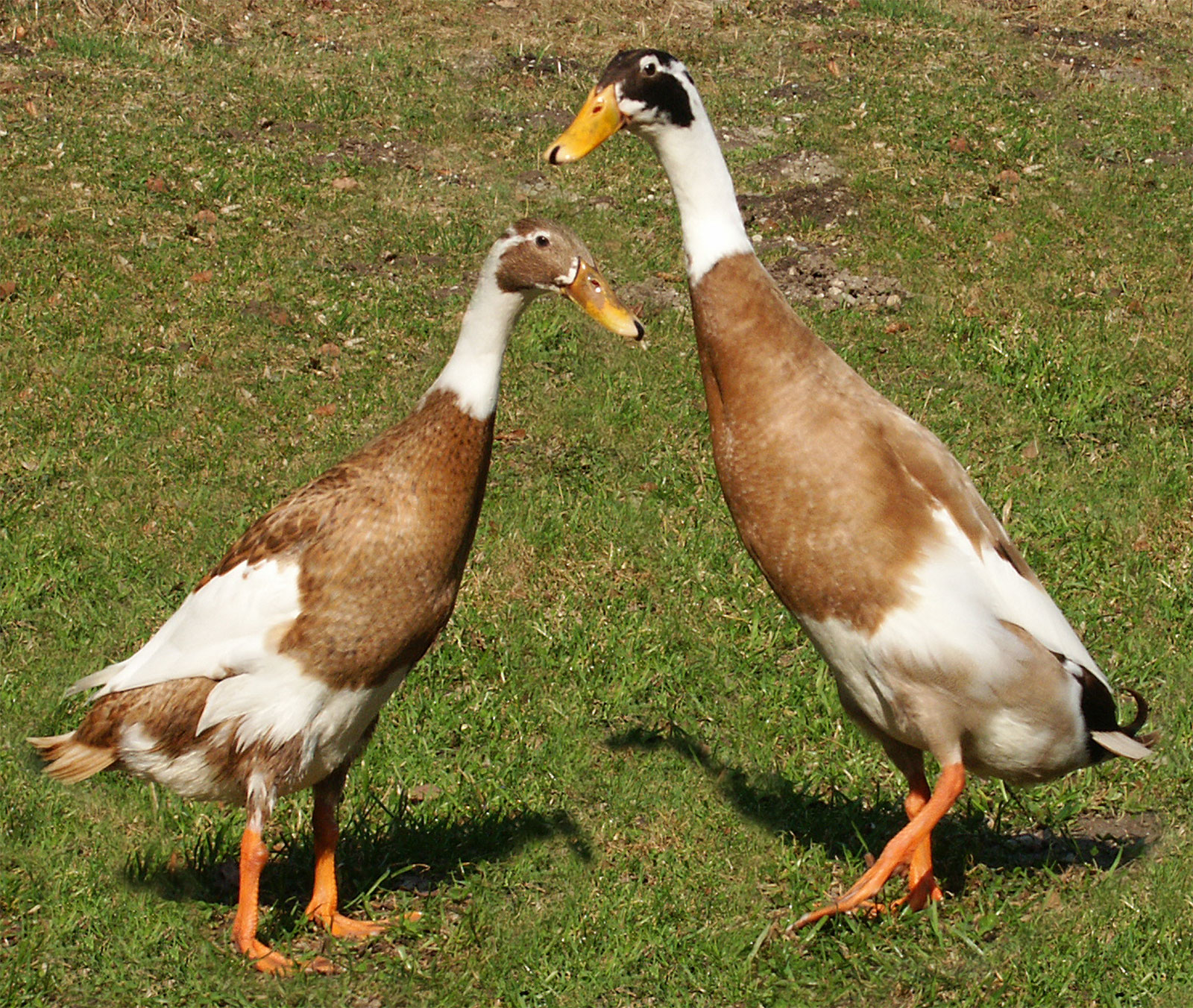
Rațe rasa Alergătoare indiană

- Alergătoare indiană – rasă de rațe originară din India.
- algocultură - tip de acvacultură care se referă la cultivarea algelor marine, în scop alimentar sau farmaceutic.
- algicid - biocid destinat combaterii algelor în orezării.
- Alianța producătorilor din pădurile tropicale (în engleză: "Rainforest Alliance") - organizație al cărei scop este conservarea biodiversității, a resurselor naturale și asigurarea pe termen lung a stabilității și sănătății economice a comunităților din pădurile tropicale, protejarea ecosistemelor, siguranța comunităților locale și să le îmbunătățească productivitatea.
- Alicante - soi de viță-de-vie, originar din regiunea spaniolă Alicante, puțin rezistent la frig, cu strugurii de mărime mijlocie și cu boabele roșietice, sferice uniforme.
- Aligoté – soi de viță de vie originar din provincia franceză Bourgogne, cu strugurii de culoare albă-verzuie, cu boabele mici și cu miez zemos.
- Allgäu – varietate a rasei de vaci Schwyz, crescută în ținutul Allgäu.
- alură – mod de deplasare al unui patruped; de exemplu, la cal, alurile principale sunt: pasul, trapul, buiestrul și galopul.
- alterarea alimentelor - modificarea structurală a alimentelor sub acțiunea mediului înconjurător.
- alternare - rotație, succesiune a culturilor.
- alternarioză - boală a plantelor, provocată de ciuperci din genul Alternaria.
- altoi - ramură cu 1-3 muguri sau numai mugur, care, în urma altoirii, crește cu portaltoiul.
- altoire - metodă prina care se realizează concreșterea unei porțiuni de plantă, numită altoi, cu o altă plantă, aflată pe rădăcini proprii, numită portaltoi.
- aluviuni - material detritic transportat de apele curgătoare; solurile cu depuneri aluvionare sunt favorabile culturilor de orez, legume etc.
- alveolă:

- vezi celulă;
- fiecare dintre găurile de la baza distribuitorului unei semănători în rânduri.
- ameliorare - proces de creare a unor noi rase de animale și a unor noi soiuri de plante de cultură sau de îmbunătățire a raselor și a soiurilor existente.
- ameliorații - vezi: îmbunătățiri funciare.
- amenajament forestier - sistem de măsuri prin care se studiază și se organizează procesul de producție forestieră în vederea asigurării unei producții continue și sporite.
- amenajament pastoral - măsurile privitoare la organizarea, folosirea și îmbunătățirea unei pășuni pe o anumită perioadă.
- amenajament silvic - documentul de bază în gestionarea pădurilor, cu conținut tehnico-organizatoric și economic, fundamentat ecologic, întocmit pe o perioadă de 10 (5) ani și aprobat de autoritatea publică centrală care răspunde pentru silvicultură.
- amendament:

- operație de îmbunătățire a proprietăților fizico-chimice ale solului cultivat, pentru obținerea unor recolte mai mari.
- substanță care îmbunătățește în mod indirect condițiile de nutriție ale plantelor, prin schimbarea unor însușiri nefavorabile al solului.
- amestec grupat - mod de distribuție a arborilor într-o pădure prin care buchetele de specii diferite alternează.
- amidon - polizaharid extras din cartofi, porumb, orez și utilizat la fabricarea spirtului, glucozei, în farmacologie etc.
- amnar - (sens regional) dispozitiv cu ajutorul căruia se ridică sau se coboară fierul lat al plugului, pentru a se fixa adâncimea la care se ară pământul.
- amofos - serie de îngrășăminte complexe, formate din amestecuri de fosfat primar de amoniu, fosfat secundar de amoniu, fosfați bruți, uneori și din sulfat de amoniu, al căror conținut în azot și fosfor variază în funcție de compoziția amestecului.
- amofosca - îngrășământ chimic complex, care conține azot, fosfor și potasiu.
- amoniac - compus al azotului, format în mod natural prin acțiunea anumitor bacterii; se poate obține și pe cale sintetică, fiind utilizat la fabricarea îngrășămintelor chimice azotoase.
- amonificare - descompunere în amoniac a protidelor și a altor compuși organici din sol.
- ampelografie - știință care se ocupă cu studiul genurilor, speciilor și soiurilor de viță de vie.
- ampelologie - știință care se ocupă cu experimentarea și cultivarea varietăților de viță-de-vie.
- ampeloterapie - folosirea strugurilor în scop terapeutic; cură de struguri.

### An - Ar
- an agricol - perioadă de timp (de un an) care începe odată cu lucrările de toamnă și se termină în toamna următoare.
- analiza solului - cercetarea solului la diferite adâncimi, din punct de vedere fizico-chimic, biologic etc., pentru a-i cunoaște compoziția și proprietățile
- analiză biologică - măsurarea eficacității produselor chimice destinate combaterii bolilor și dăunătorilor.
- analiză mecanică - (în pedologie) separarea în grupe a particulelor minerale din sol după diametrul acestora și stabilirea ponderilor în raport cu masa probei analizate.
- anaplasmoză - boală parazitară la rumegătoare, provocată de unele protozoare.
- ANCA - vezi Agenția Națională de Consultanță Agricolă.
- ancoră - triplu cârlig de undiță.
- andisol - tip de sol dezvoltat din cenușă vulcanică și care poate stoca mari cantități de apă, fiind foarte fertil.
- anemie infecțioasă - (la cai) boală infecțioasă la solipede, provocată de un virus și care evoluează în mod cronic.
- Angora:

- nume dat unor specii de animale (pisici, iepuri, capre) cu păr lung și mătăsos, aparținând unor rase originare din Turcia asiatică
- părul unora dintre aceste animale, folosit în industria textilă (obținerea mohairului).
- animale de blană - animale prețioase pentru blana acestora și care prezintă utilitate economică.
- animale-matcă - efectivul de femele dintr-o anumită specie de animale care, în afara exploatării lor pentru lapte, lână, ouă, constituie nucleul de bază pentru reproducerea speciei respective în cadrul unei exploatări agricole.
- Anna Späth - soi de prun originar din Germania, cu fruct mare, ovoid, violaceu.
- ansilaj - vezi însilozare.
- antebraț - parte a membrelor anterioare la animale, având ca bază anatomică oasele radius și cubitus.
- antetren - vehicul pe două roți, care se cuplează cu o mașină agricolă etc. pe care o tractează.
- antetrupiță - parte a unor pluguri, mai mică decât trupița și fixată înaintea acesteia, cu rol de a răsturna pe fundul brazdei stratul de pământ de deasupra și de a îngropa resturile vegetale.
- anticriptogamic - produs chimic destinat protecției plantelor împotriva bolilor produse de ciuperci.
- antimăluric - preparat chimic pentru combaterea mălurii la grâu.
- antiser - ser extras din sângele unui animal injectat cu o bacterie fitopatogenă sau cu un virus și care cuprinde anticorpii formați (sinonim: ser specific).
- antofitoză - boală a plantelor provocată de unele plante parazite (exemple: cuscută, vâsc).
- antonomaj - acțiune de strângere și de distrugere a gărgărițelor care atacă florile de măr.
- antracnoză - boală a unor plante provocată de anumite ciuperci parazite din genul Colletotrichum, Ascochyta și se manifestă prin pete de diverse culori pe frunze.
- antravon - dispozitiv pentru imobilizarea calului în vederea unei operații.
- antrax - boală infectocontagioasă, comună omului și animalelor, produsă de bacilul Antrax. Animalele se pot îmbolnăvi prin furaje și iarbă sau prin înțepătura insectelor (denumiri populare: dalac, cărbune).
- antrenament - exercițiu metodic și progresiv la care este supus un organ sau un animal pentru obținerea unei producții superioare.
- apa din sol - apa care ocupă spațiile poroase ale unui sol și care provine din apa subterană, din topirea zăpezii și precipitații (vezi și apă accesibilă).
- apă accesibilă - apa din sol care poate fi folosită de plante.

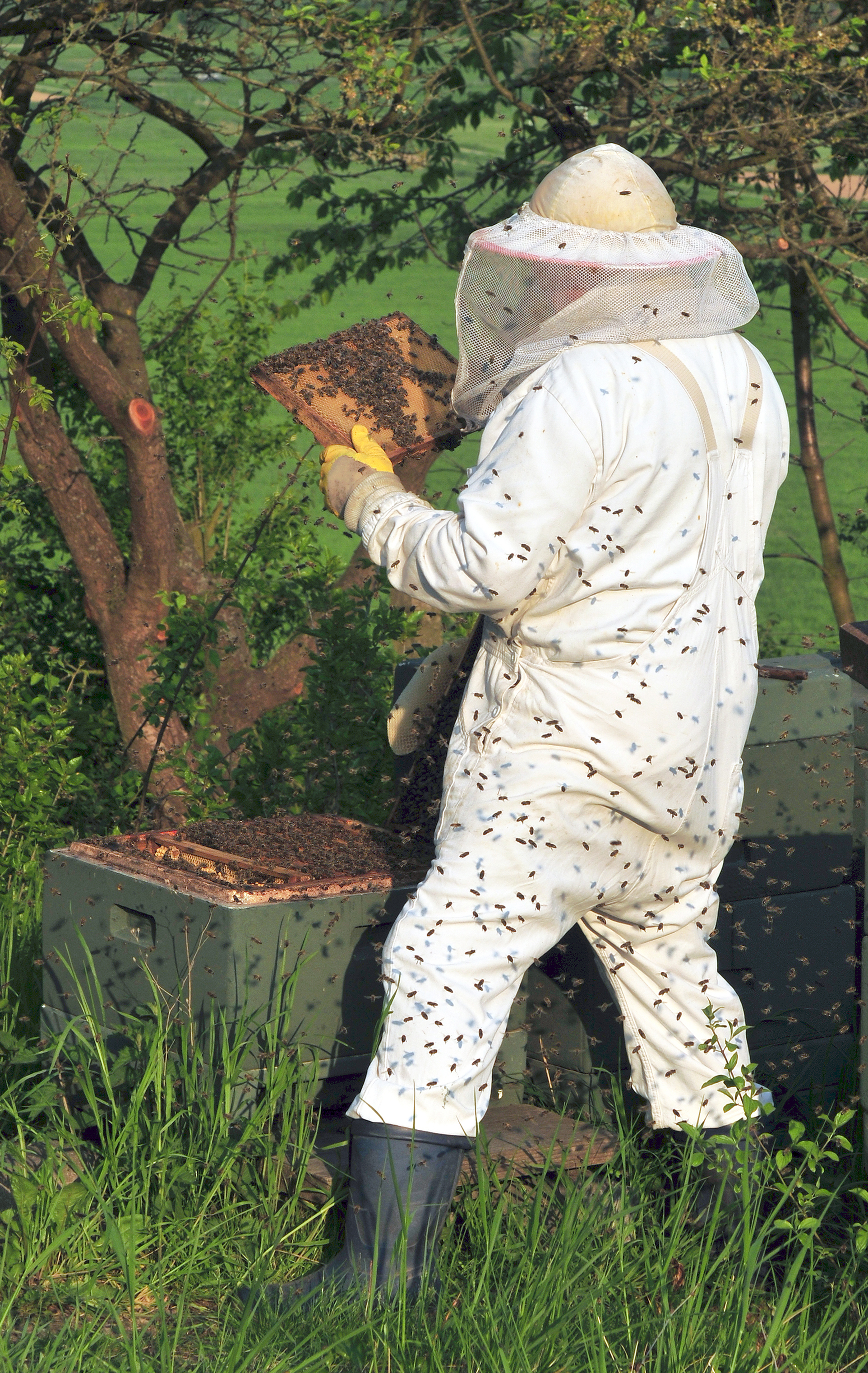
Apicultor în echipament de protecție

- apă capilară - apa reținută în sol în jurul plantelor, sub acțiunea tensiunii superficiale, fiind principala rezervă de apă accesibilă vegetației.
- apă celestă - soluție cu proprietăți fungicide obținută prin tratarea hidroxidului de cupru (II) cu amoniac; se mai numește zeamă cupru-amoniacală.
- apă distrofică - apă săracă în substanțe nutritive și care conține o mare cantitate de substanțe humice.
- apă freatică - primul strat de apă, care se găsește la adâncimi mici și care influențează formarea și proprietățile solului.
- apă gravitațională - apa care nu poate fi reținută de sol și, sub acțiunea forței de gravitație, se infiltrează liber spre adâncime (apă de infiltrație) sau se scurge la suprafața pantelor (apă de spălare).
- apă higroscopică - apa reținută de un sol uscat adus într-o atmosferă umedă; circulă în sol numai prin trecere în vapori și nu poate fi folosită de plante.
- apă interstițială - apa care este reținută în spațiile situate între particulele solide.
- apă osmotică - vezi apă peliculară.
- apă peliculară - apă care îmbracă particulele de sol de deasupra stratului de apă higroscopică; este reținută prin forțe de coeziune, se mișcă liber de la peliculele mai groase spre cele mai subțiri și este numai parțial accesibilă plantelor (sinonim: apă osmotică).
- APIA - vezi: Agenți de Plăți și Intervenție în Agricultură.
- apicultură

- știință care se ocupă cu creșterea și îngrijirea rațională a albinelor;
- creșterea și îngrijirea albinelor (sinonim: albinărit).
- aplomb - poziție și direcție a membrelor animalelor în raport cu pământul și cu planul median al corpului, fiind un criteriu de selecție a exemplarelor.
- apoplexie - boală a plantelor caracterizată prin uscarea bruscă a acestora din cauza căldurilor excesive.
- apoplexia caisului - boală a caisului care apare datorită unui complex de factori (climatici, microorganisme etc) și care duc la distrugerea pomului.

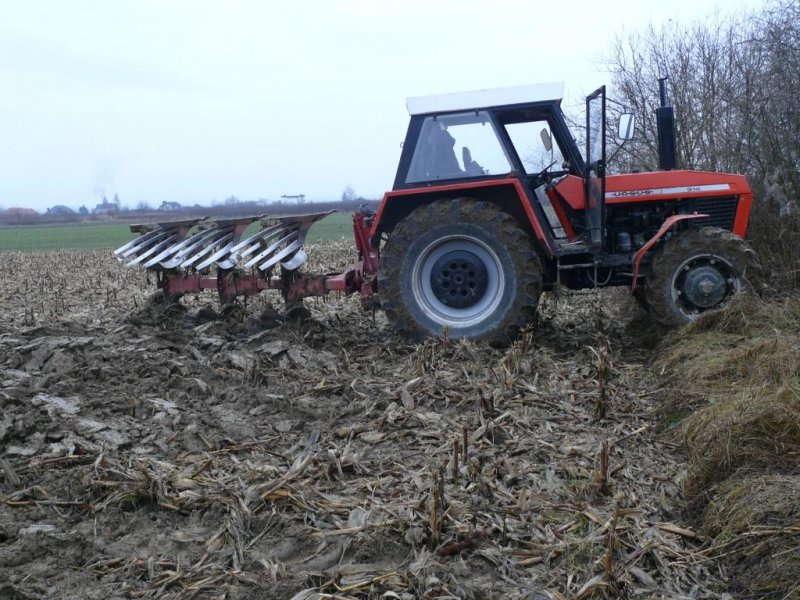
Arătură efectuată cu tractorul

- ar - unitate de măsură pentru arie, egală cu 100 m2.
- arabil - (despre pământ) care se poate ara, care este bun de arat și de cultivat; cultivabil.
- arac - par lung (înalt de 1-2 m) și subțire care, înfipt în pământ, servește la susținerea viței-de-vie, a fasolei, a ramurilor pomilor etc.
- arătură

- lucrare executată cu plugul, care constă în tăierea brazdelor și răsturnarea lor;
- teren pe care s-a efectuat lucrarea descrisă anterior.
- arboret - porțiune de pădure cu o vegetație omogenă, deosebită de restul pădurii din jur.
- arbust - plantă lemnoasă, de obicei cu mai multe tulpini care pornesc de la nivelul solului sau puțin deasupra lui și se ramifică puternic.
- arcaci

- despărțitură pentru separat oile în grupuri mici;
- îngrăditură în apă pentru păstrarea peștelui iarna.
- arcan - laț pentru prinderea sau pentru priponirea animalelor, în special a vitelor.
- arcuirea ramurilor - încovoierea crengilor și a lăstarilor unui pom cu scopul de a mări numărul de muguri de rod și de a grăbi fructificarea.

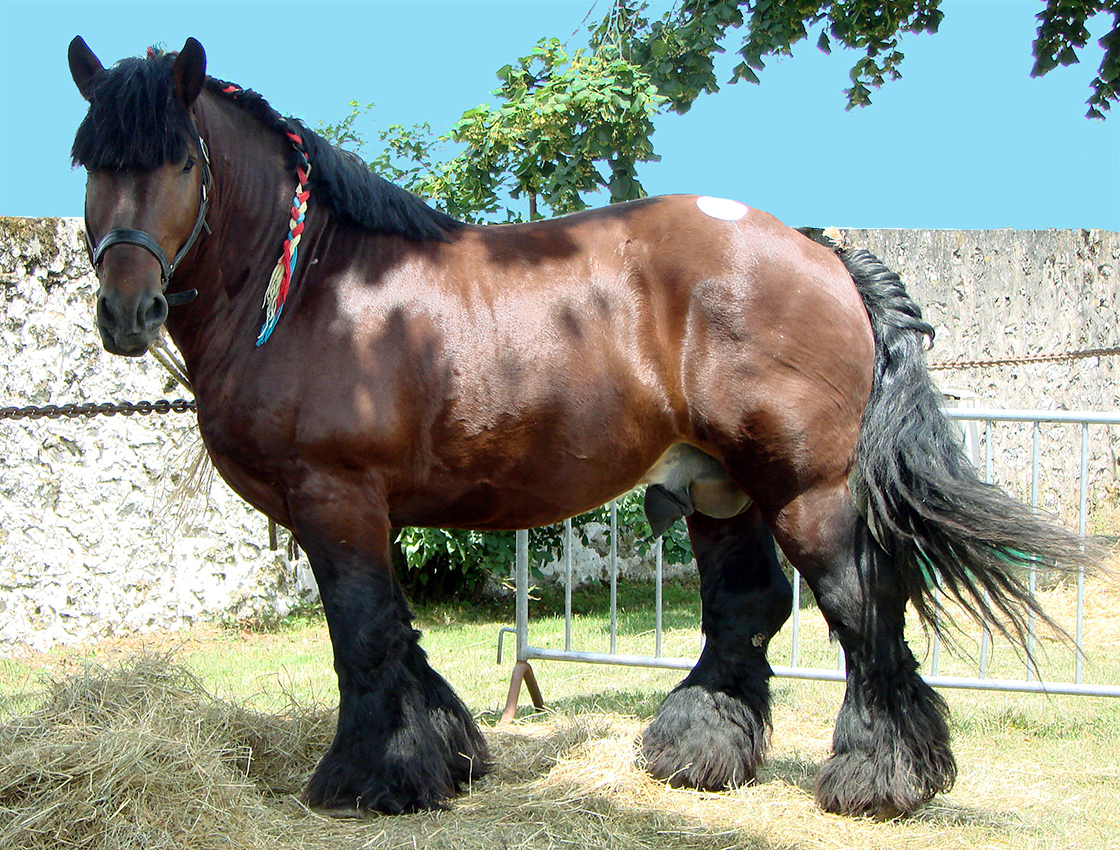
Cal rasa Ardenez

- Ardenez - varietate a unei rase belgiene de cai de tracțiune, puternici, cu corpul masiv (talia 150-160 cm și greutatea 650-670 kg), folosiți pentru transporturi grele.
- arendare - contract prin care un proprietar cedează celeilalte părți contracarante (arendașul), în anumite condiții, folosirea temporară a unui teren agricol.
- arendă - cedare temporară a dreptului de exploatare a unor bunuri, în schimbul unei plăți și care presupune folosirea, exploatarea bunului astfel cedat.
- argat - (în trecut) muncitor agricol salariat.
- arhar - (Ovis ammon) ovină sălbatică, considerată strămoș al majorității raselor actuale de oi cu coada lungă (Merinos, Țigaie, Țurcană, Caracul).
- ariceală

- boală de piele la cai, localizată la picioare;
- boală a viței de vie provocată de bacteria Agrobacterium tumefaciens, care duce în final la uscarea butucilor de viță.
- aridisol - sol caracterizat de umiditate scăzută, conținut redus de material organic și prezența sărurilor, întâlnit în regiunile cu climă aridă și semiaridă, necesitând adesea irigație și practici agricole specifice pentru a susține producția vegetală.
- arie - (în trecut) suprafață de teren amenajată pentru treieratul plantelor cultivate (sinonim: arman).
- armán: (termen învechit)

- casă (sau pe câmp) unde se treieră, se pune fânul sau paiele, se închid vitele etc.;
- conac în care locuia administratorul unei ferme și unde se înmagazina recolta.
- armurare - denumire populară pentru o boală a vitelor, care se manifestă prin umflături și chiar paralizie la picioarele posterioare; altă denumire: dalac.
- arnăut - specie de grâu de primăvară cu bobul mare și lunguieț, de culoare galben-deschis.
- arpacaș - produs alimentar obținut prin decorticarea, degerminarea boabelor de grâu, orz sau mei.
- arpagic:

- plantă perenă, mică și robustă, din familia Liliaceae, înrudită cu ceapa  (Allium schoenoprasum);
- ceapă mică obținută prin însămânțare deasă, păstrată iarna în locuri uscate pentru însămânțare primăvara; sinonime: ceapă de sămânță, ceapă măruntă.
- arsură - boală a unor plante (din cauze bacteriale sau datorită insolației excesive), cu simptome asemănătoare cu cele produse de ardere.
- arșic - os al articulației piciorului, deasupra copitelor, la vite; os al articulației genunchiului, la picioarele (de dinapoi ale) mieilor și caprelor.

### As - Az
- asanare - anasamblu de lucrări destinate îndepărtării apei în exces de pe un teren.
- ASAS  - Academia de Științe Agricole și Silvice „Gheorghe Ionescu-Șișești”.
- ascaridioză- boală parazitară provocată prin localizarea în intestinul subțire a diferitelor specii de limbrici (vezi și helmintiază).
- ascochitoză - boală a plantelor, manifestată prin pete de diverse culori, pe frunze, tulpini, fructe.
- asolament:

- împărțirea terenului în mai multe tarlale (sole) și repartizarea, prin rotație, a fiecărei plante pe o solă anumită;
- alternare periodică a culturilor agricole de pe un anumit teren, ceea ce asigură creșterea fertilității solului și creșterea productivității.
- asomare - procedeu aplicat la abatoare animalelor înainte de sacrificare, care determină pierderea imediată a cunoștinței și care se realizează cu scopul de a diminua suferințele.
- asomator - persoană care execută operația de asomare (într-un abator); aparat, instalație pentru asomarea animalelor înainte de sacrificare.
- aspergiloză - boală provocată la om și la animale (mai ales la păsări și albine) de ciuperca Aspergillus fumigatus, caracterizată prin apariția de leziuni pulmonare cu hemoptizie, leziuni cutanate etc.
- aspersiune - stropire a solului cu apă sau cu o soluție lichidă sub formă de picături (asemănătoare cu ploaia); sinonim: ploaie artificială.
- aspersor - dispozitiv de irigare prin aspersiune, care pulverizează apa pe suprafața de irigat.
- aspirant - (în silvicultură) arbore de cea mai bună calitate, selecționat dintre candidații unui arboret.
- astacicultură - ramură a acvaculturii care se ocupă cu creșterea și exploatarea rațională a racilor.
- Astrahan (sau Astragan) - piele de miel Caracul, cu lâna mătăsoasă, foarte fină și buclată.
- astrahan-alb - varietate de mere văratice, cu coajă albă-verzuie, cu dungi roșii și cu miez alb.
- astrahan-roșu - varietate de mere văratice, cu coaja roșu-închis și cu miezul roșiatic.
- atelaj - ansamblu format din unul sau mai multe animale de tracțiune împreună cu harnașamentul necesar și cu vehiculul respectiv.
- atractanți - substanțe produse de insecte (sau de alte organisme) pentru a atrage indivizi de sex opus, polenizatori ori pradă, sau sintetizate în laborator și industrial pentru a fi folosite în combaterea dăunătorilor.
- aucuba - mozaicul ~: boală a cartofului, tutunului și altor plante, provocată de virusul Solanum virus.
- autofertilitate - proprietate a unor specii de pomi fructiferi de a lega rod în urma fecundației cu polenul propriu.
- autoînsămânțare - însămânțare pe cale naturală a plantelor din pajiști prin scuturarea semințelor.
- automat - (în zootehnie) dispozitiv pentru hrănirea animalelor, cu deschidere la partea superioară pentru umplere și una la partea inferioară, pe unde curge hrana, pe măsura consumării.
- autoreceptare - uscare a tulpinii puieților din cauza lipsei luminii (sau din altă cauză naturală).
- autoselector - incubator pentru clocirea icrelor, cu circulație lentă de apă, care permite selectarea și evacuarea de la sine a ouălor moarte.
- auxine - substanțe chimice cu înaltă activitate fiziologică, având o mare importanță în activitatea vitală a plantelor, motiv pentru care se mai numesc și hormonii de creștere ai plantelor (sinonim: fitohormoni).
- avantren - partea anterioară a plugurilor și a semănătoarelor cu tracțiune animală, compusă dintr-o osie care menține direcția și pe care se sprijină capătul anterior al grindeiului plugului sau cadrul semănătorii.
- avă - unealtă de pescuit constituită din fâșii de plasă subțire.
- avertizare - anunțarea datelor optime când trebuie să se aplice tratamentele chimice la diferite plante.
- avicultură

- știință care se ocupă cu elaborarea metodelor privitoare la creșterea, hrănirea, întreținerea, înmulțirea și îmbunătățirea speciilor și raselor de păsări în scopuri economice;
- ocupația referitoare la creșterea păsărilor domestice.
- aviochimic, tratament ~ - tratament modern al plantelor cu substanțe chimice împrăștiate din avion.
- avioprăfuitor -  avion echipat cu un aparat de prăfuit culturile agricole.
- aviostropitor -  avion echipat cu un aparat de stropit culturile agricole.
- azotat de amoniu - îngrășământ agricol, sare de amoniu a acidului azotic, fiind cel mai răspândit îngrășământ chimic.
- azotat de calciu - îngrășământ folosit mai ales în timpul vegetației plantelor.
- azotat de potasiu - îngrășământ pentru vița de vie, pomi fructiferi, tutun și cartofi (sinonim: salpetru de India).
- azotat de sodiu - îngrășământ utilizat înainte de semănat sau în timpul vegetației.
- azotobactér - bacterie aerobă care poate fixa în sol azotul atmosferic.
- azotobacterín (sau azotogen) - îngrășământ bacterian format dintr-o cultură de azotobacter cu care se tratează semințele sau puieții înainte de însămânțare.

## B

### Ba - Bl

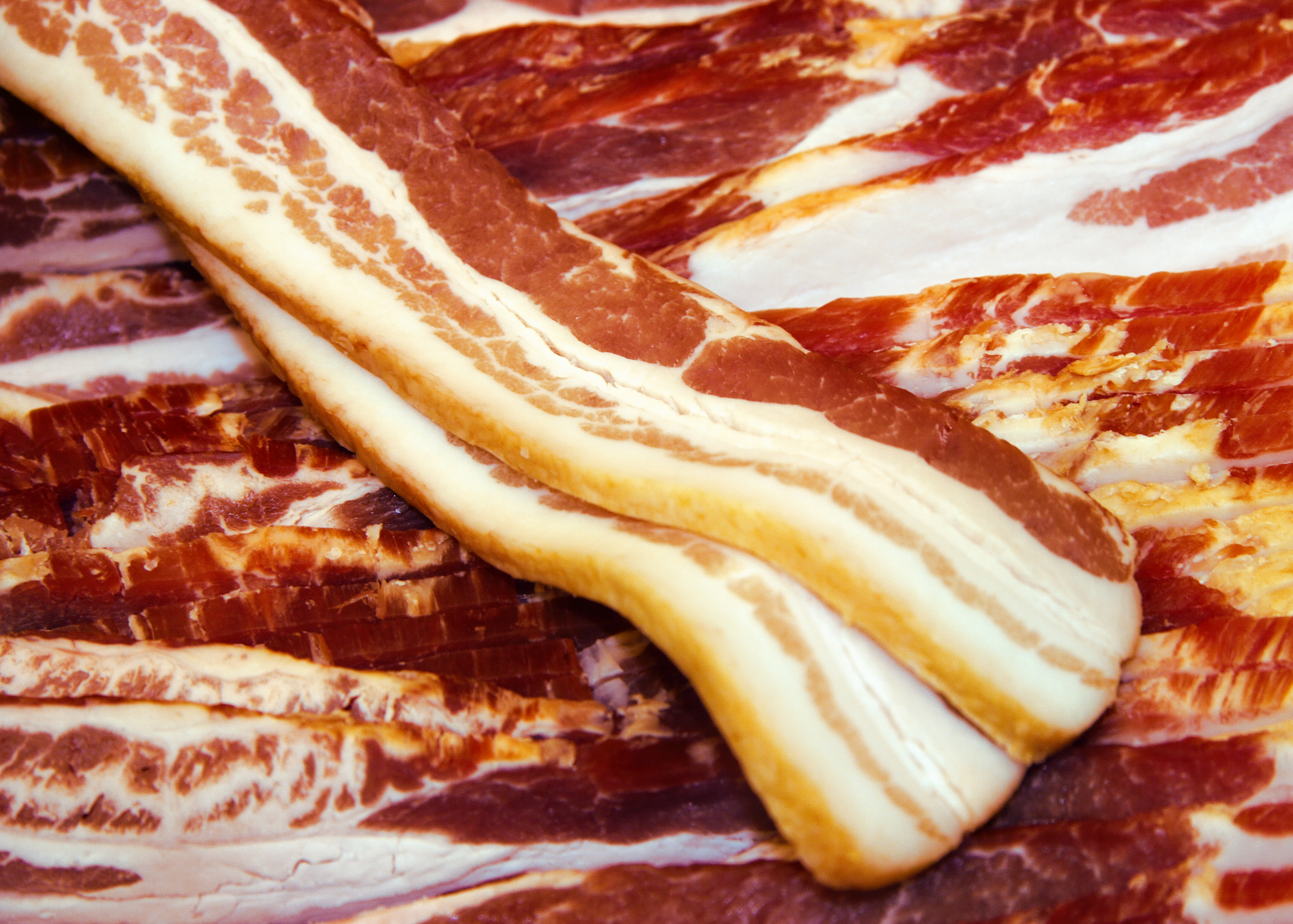
Fâșie de bacon

- Bacator – soi de viță de vie, cu struguri rămuroși, cu boabele de culoare roșie-deschis.
- bacon – carne de porc, obținută în urmă îngrășării porcilor după un sistem specific de hrană și a unei prelucrări speciale.
- bacterii fixatoare de azot - bacterii care au capacitatea de a converti azotul atmosferic în forme pe care plantele le pot utiliza (fixarea azotului), cum ar fi amoniacul sau nitrații, proces esențial pentru circuitul azotului în natură; altă denumire diazotrofe.
- bacteriocecidie – deformație produsă prin creșterea anormală a țesuturilor unei plante, în urma acțiunii unei bacterii.
- bacterioză – nume generic dat bolilor infecțioase și contagioase ale plantelor, produse de bacterii fitopatogene.
- badijonare - ungere cu o soluție specială a scoarței arborilor, pentru a distruge insectele și ouăle acestora.
- badlands - teren al cărui sol este impropriu agriculturii.
- bagasă - material fibros, reziduu în urma extragerii conținutului trestiei de zahăr.
- baligă - excrement al animalelor mari (taurine, cabaline etc), având diverse utilizări ca îngrășământ, ca sursă de energie (biogaz) etc.; vezi și băligar.
- balotadă - mișcare de dresaj, în care calul execută cu toate picioarele deodată o săritură în sus și înapoi, fiind suspendat în aer.
- banc de pești – grupare de pești, de aceeași specie, vârstă și mărime, în timpul migrațiilor de reproducere, hrănire, iernare.
- Bantam - rasă de găini pitice, originare din insula Java, ai cărei cocoși sunt folosiți pentru lupte.
- barbă - țepii sau țepușele de la spicele cerealelor; de exemplu: barba grâului.
- bardou - hibrid obținut prin încrucișarea dintre armăsar și măgăriță (Equus hinnus).
- barimetrie - determinare aproximativă a greutății animalelor vii prin calcularea dimensiunilor corpului și organelor lor.
- Baset:

- rasă franceză de găini cu picioarele foarte scurte;
- câine de vânătoare cu corpul lunguieț, cu labele scurte, cu urechile lungi, cu pete roșietice sau negre pe corp, folosit pentru scoaterea din vizuină a vulpilor și a bursucilor.
- batal – berbec castrat în scopul îmbunătățirii producției de carne și de lână.

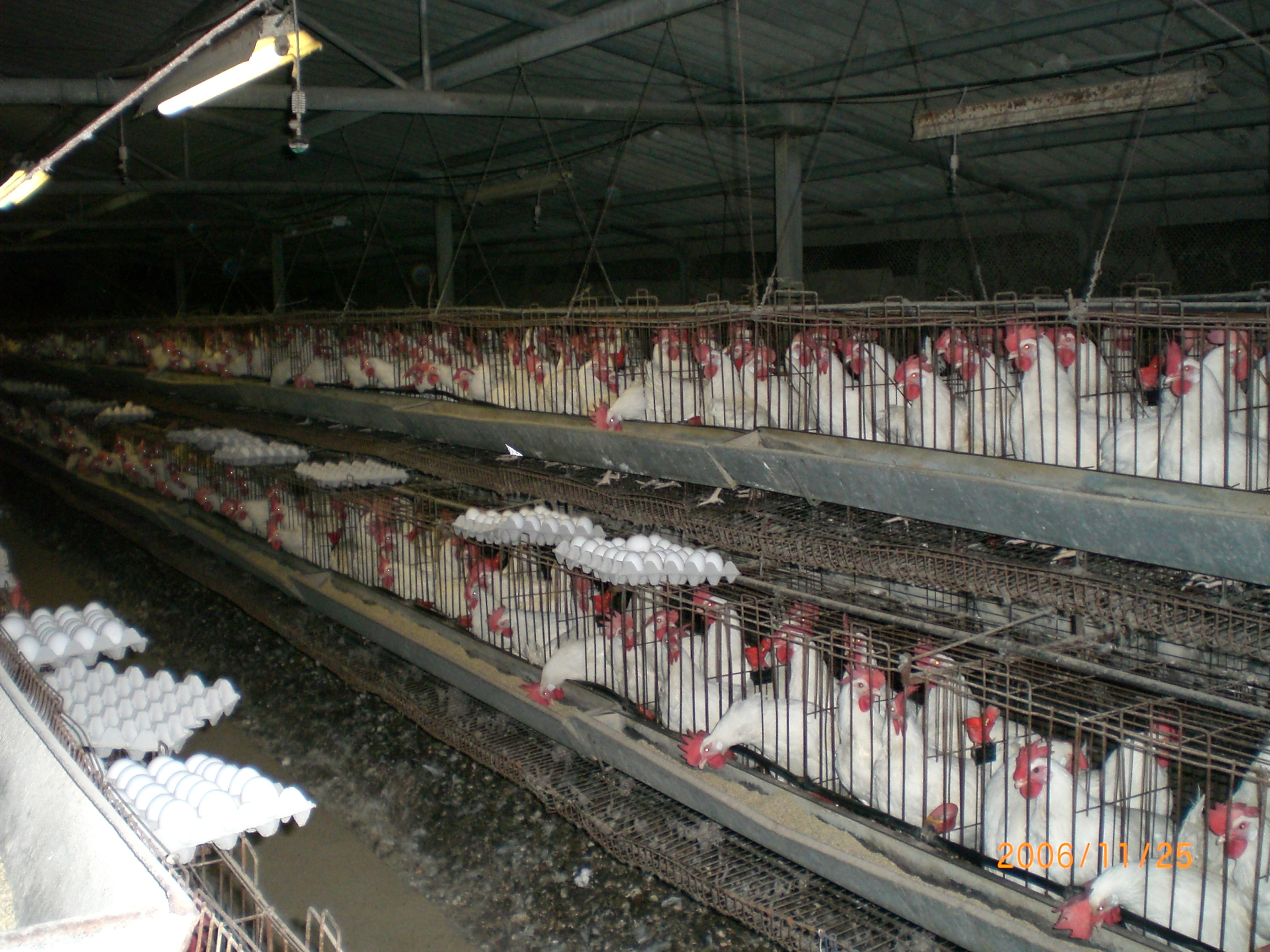
Baterii de creștere

- baterii de creștere - ansamblu de cuști suprapuse, care se folosesc la creșterea artificială a puilor pentru consum și la creșterea intensivă a găinilor, purceilor, iepurilor de casă etc.
- batoză - mașină agricolă care desface boabele din spice, păstăi, știuleți și le separă de celelalte părți ale plantelor.
- batracocultură - ramură a agriculturii care se ocupă cu creșterea broaștelor de baltă comestibile; altă denumire: ranicultură.
- bază de recepție - clădire special amenajată pentru primirea și păstrarea produselor agricole colectate; depozit.
- bază furajeră - totalitatea resurselor de hrană care pot fi valorificate economic pentru hrana animalelor și care se compune din producția pajiștilor naturale, a plantelor cultivate și din deșeurile rezultate din diferite industrii.
- bazin pomicol - teritoriu caracterizat prin condiții pedoclimatice favorabile culturii pomicole.
- Bazna - varietate de porci creată prin încrucișarea rasei Mangalița cu raza Berk.

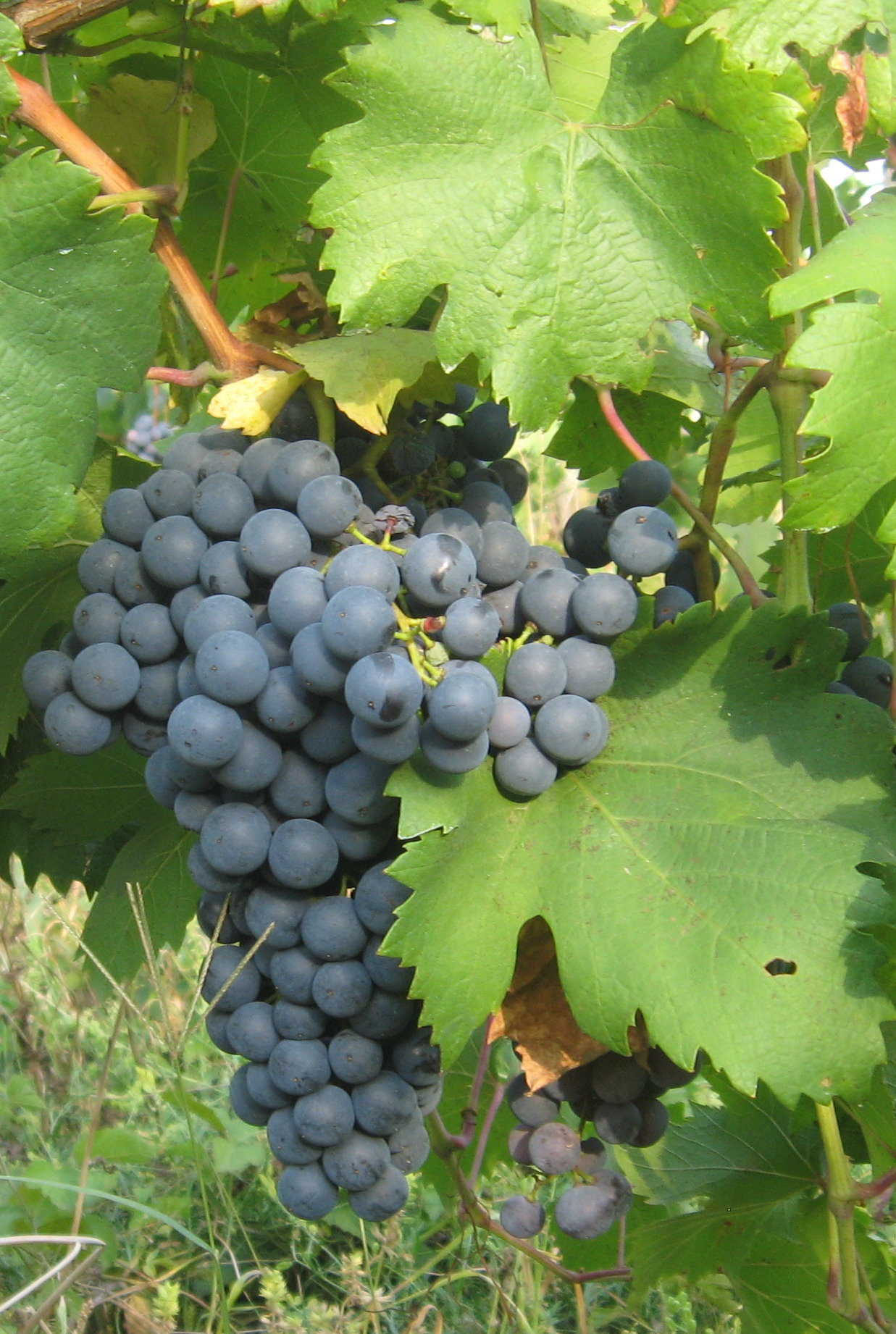
Strugure de Băbească Neagră

- Băbească neagră - soi de viță de vie cu struguri rămuroși, boabe rotunde, puțin turtite, de culoare neagră-albăstruie.
- băligar - amestec compus din excrementele animalelor (baligă), urină și paie, reprezentând cel mai important îngrășământ natural.
- băloșire - boală a vinurilor sărace în alcool și tanin, în urma căreia băutura devine tulbure, vâscoasă și se întinde ca uleiul.
- Băltăreț - rasă de porci răspândită în lunca Dunării.
- bălțat - (despre animale sau păsări) care are părul, penele, pielea de mai multe culori, care are dungi sau pete de altă culoare, de obicei mai deschise sau albe.
- Bălțata românească - rasă de taurine cu însușiri mixte (lapte și carne), obținută prin încrucișarea rasei Sure de stepă cu Simmental.
- Bărdace - soi de prune lunguiețe, puțin strangulate la coadă, roz-vinete.
- bășicare - boală a plantelor produsă de unele ciuperci din genul Taphrina, manifestată prin creșterea exagerată a unor porțiuni din frunze sau fructe.
- bătător - organ activ al batozelor și combinelor de cereale, care, împreună cu contrabătătorul, execută operația de treierat.
- bârsan - (despre oi) care are lână lungă și aspră.
- Bârsană - denumire dată oii țurcane din Țara Bârsei.
- bârsă - organe de plug pe care sunt montate brăzdarul, cormana și plazul, formând trupița plugului.
- berbec - masculul oii.
- Berbecel - soi de strugure cu boabe mici, dese, ruginii și dulci.
- Berk - rasă de porci de carne și grăsime, formată în Anglia și care are culoarea neagră a pielii și a părului.
- bianual - (despre plante) care poate da două recolte pe an.
- biberet - blană de culoare maro-roșcat, obținută prin sacrificarea mieilor Carnabat.
- bici - (în viticultură) coardă roditoare de un an, lăsată în prelungirea coardei de doi ani și având aceeași lungime.
- bienal - (despre plante) care dă roade în al doilea an de vegetație, de exemplu varza.
- bilon - coamă de pământ în care se plantează viță de vie altoită, butași pentru înrădăcinare sau legume.
- bioacumulare - proces de acumulare în sol a substanțelor organice în urma descompunerii resturilor vegetale și animale, care contribuie la fertilizarea solului.
- biocultură - cultură a plantelor fără a se utiliza produse chimice, bazându-se exclusiv pe folosirea îngrășămintelor organice.
- biofertilizatori - substanțele organice obținute pe cale naturală, aplicate pe sol în scopul menținerii sau îmbunătățirii fertilității; acestea includ gunoiul de grajd, culturi leguminoase și compost.
- biogen - îngrășământ obținut din culturi de bacterii bogate în azot.
- bioîngrășământ -  îngrășământ de tip biologic.
- biopreparat - preparat conținând microorganisme în stare latentă, folosit pentru combaterea insectelor dăunătoare.
- biosecvență - secvență de soluri asemănătoare care diferă între ele prin felul și numărul organismelor pe care le conțin.
- bistriț, prun ~ - varietate de prun care rodește prune brumării.
- bisturnaj - procedeu învechit de castrare la taur și berbec, prin torsionarea manuală a fiecărui testicul în interiorul pungii testiculare.
- biter - nume dat celor două organe active ale batozelor și combinelor de cereale, care au rolul de a uniformiza, dirija stratul de plante sau paiele.[1]
- blană - pielea unor animale care, împreună cu învelișul păros, este utilizată pentru confecționarea a diferite articole de îmbrăcăminte.

### Bo - Bz
- boabă - sămânță de cereale (sau de legume) care fac fructe păstăi; sinonim: bob.
- boala borhotului - boală care apare la animalele hrănite excesiv cu borhotul rezultat de la fabricile de spirt.
- boala edemelor - boală acută a purceilor, de obicei mortală, și care se manifestă prin umflături ale capului.
- boala lui Aujeszky - boală infecțioasă la animale, care se manifestă prin tulburări respiratori și avorturi la femele.
- boala lui Carré - boală acută infecțioasă a câinilor tineri, cauzată de un virus (sinonim: jigodie).
- boala respiratorie cronică a păsărilor - boală infecțioasă provocată de microbul Mycoplasma gallinarum, cu grad mare de mortalitate.
- boala Olandeză a ulmilor - se manifestă prin uscarea arborilor datorită atacului unei insecte xilofage și a unei ciuperci.
- boală fiziologică - dezechilibru produs în corpul plantelor sub influența factorilor nefavorabili, climatici sau de sol.

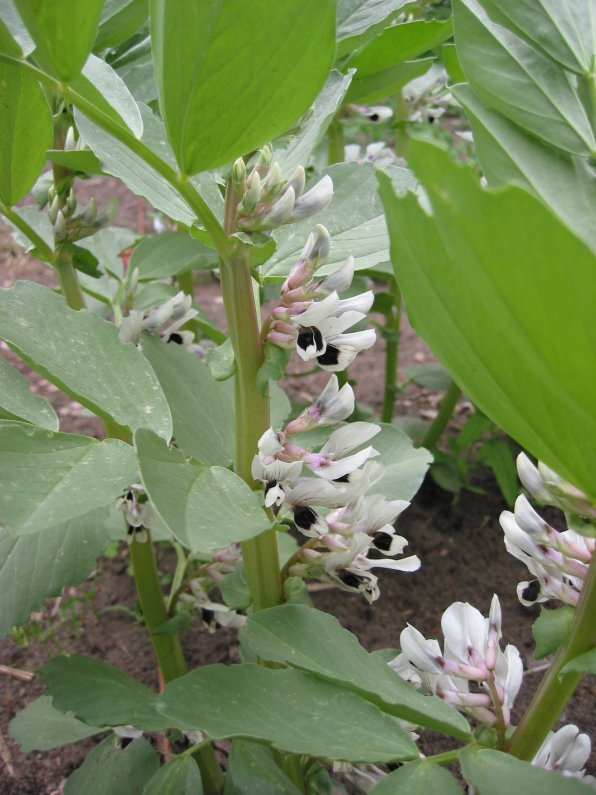
Vrej de bob înflorit

- bob:

- vezi boabă;
- (Vicia faba) plantă erbacee anuală din familia leguminoaselor, ale cărei fructe sunt bogate în proteine, intrând în compoziția furajelor.
- boboc - pui de gâscă sau de rață.
- bobovină - concrețiune sferică, alcătuită din oxizi metalici și întâlnită în solurile umezite excesiv.
- boiște - depunerea icrelor și fecundarea acestora.
- boli ale animalelor - boli specificate în lista de boli ale animalelor stabilită de Organizația mondială pentru sănătate animală sau în Anexa la Decizia Consiliului (CE) 470/2009.
- boncăire - emisie de sunete puternice și prelungi de către vite și alte animale erbivore mari, când acestea sunt furioase sau se află în perioada de împerechere.
- bonitare:

- aprecierea multilaterală a unui animal după productivitate, dezvoltare corporală, conformație și constituție etc.
- estimare a avantajelor unui sol pentru anumite utilizări.
- borceag - cultură de nutreț compusă din măzăriche (Vicia angustifolia) sau mazăre furajeră și o cereală păioasă.
- bordó - varietate de struguri cu boabele mari, de culoare neagră, care se cultivă în regiunea Bordeaux; vin roșu produs din acești struguri.
- boroană - vezi: grapă.
- boronit - vezi grăpat.
- bostană - loc unde se cultivă pepeni; pepenărie.
- boștină

- ceea ce rămâne după zdrobirea și tescuirea strugurilor;
- reziduu al fagurelui fiert, după ce s-a extras mierea și ceara.
- botanică agricolă - vezi agrobotanică.
- botcă - celulă specială în care se dezvoltă matca albinelor.
- botniță - apărătoare (din sârmă, sfoară sau curele etc), având formă de plasă, cu care se acoperă botul unor animale pentru a le împiedica să muște, să pască sau să sugă.
- botriomicoză - boală infecțioasă, provocată de specii parazitare din genul Botryomices, frecvent întâlnită cai (care se poate transmite și la om), care se manifestă prin apariția unor tumori la nivelul tegumentelor, asemănătoare cu fibroamele.
- bou - taur castrat, utilizat pentru carne și la tracțiune (Bos taurus).

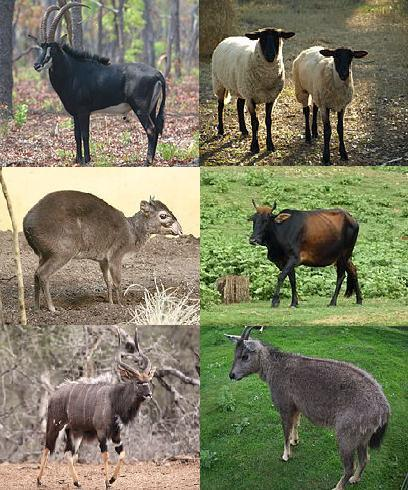
Membri ai familei bovide

- bovide - familie de mamifere rumegătoare, care prezintă apofize cornoase în zona osului frontal și care cuprind: boul, bivolul, capra, oaia.
- bovine - (Bovinae) subfamilie de rumegătoare, din familia bovidelor, care cuprind animale mari și care au coarne formate din apofize frontale goale, cele mai multe fiind în stare domestică, crescute în special pentru lapte (vezi și: taurine).
- boxă - compartiment în interiorul unui grajd, prin care animalele sunt separate unele de altele.
- Bradford - sistem englez de clasificare a tipurilor de lână, care indică lungimea firului tors dintr-o anumită cantitate de lână.
- braghină - varietate de struguri de culoare gălbuie, roșie sau neagră, cu boabele rare, foarte gustoase, care se coc timpuriu și din care se prepară un vin roșu-deschis.
- Brahma - rasă de găini mari, originară din China.
- branciog - sol negru sau brun-închis, format din pietrișuri calcaroase, de slabă fertilitate.
- braniște - pădure sau parte de pădure cu arbori bătrâni, în care este interzisă tăierea lemnelor.
- braț - partea superioară a membrelor anterioare la animale.
- brazdă:

- fâșie de pământ tăiată și răsturnată de plug;
- porțiune de teren pe care se cultivă legume.
- brazdă de udare - rigolă sau șanț mic, prin care apa de irigație este condusă din canale în interiorul câmpului.
- brăzdar:

- organ activ al plugului (montat pe bârnă, sub cormană) care taie și trage brazdele în pământ;
- parte la mașinile de semănat care introduce semințele în pământ.
- brâncă - vezi rujet.
- brânză - produs preparat din lapte prin coagularea acestuia cu ajutorul cheagului.
- breuvaj - introducere a unui medicament lichid în cavitatea bucală a unui animal cu ajutorul una stide cu gâtul lung.
- brezătură - (termen popular) pată albă pe fruntea vitelor.
- brichetă furajeră - nutreț combinat în stare presată, alcătuit din mai multe tipuri de nutrețuri (vezi și: furaje combinate).
- brigadă silvică - subunitate a ocolului silvic, condusă de un brigadier.
- brigadier - tehnician din administrația pădurilor care conduce o brigadă.
- bronhopneumonie enzootică - boală a aparatului respirator, frecventă la mânji, viței și purcei, favorizată de debilitatea congenitală a acestor animale.
- bruceloză - boală infectocontagioasă la ovine, bovine, porcine, transmisibilă și la om.
- brumat:

- (despre sol, plante, terenuri agricole etc.) acoperit cu un strat de brumă; peste care a căzut bruma;
- (despre fructe, plante etc) acoperit de o pojghiță fină, alburie;
- (despre lâna mieilor) de culoare albă-cenușie.
- Brumărie - varietate a oilor de rasă Caracul și Țurcană, apreciată în industria blănurilor.
- bubaline - (Bubalus) specie de vite cornute, înrudită cu taurinele, cu laptele bogat în grăsime (sinonim: bivoli).
- buba mânzului - vezi: gurmă.
- bub(ur)os - (despre fructe, legume, copaci, frunze etc.) care are pe suprafață denivelări, excrescențe, asemănătoare cu bubele.
- Bucălaie - varietate de oi de rasă Țigaie.
- buchet

- grup de arbori de aceeași specie, așezați împreună într-un arboret de altă specie;
- aromă specifică vinului de calitate superioară.
- buclaj - totalitatea buclelor de suprafața unei blăni de miel, criteriu de apreciere a valorii acesteia.
- Bucșan - tip de bovine făcând parte din varietatea moldovenească a rasei Sure de stepă.

- buhai - vezi: taur.

Cal mergând în buiestru

- buha-semănăturilor - fluture mic de noapte, de culoare cenușie, care dăunează semănăturilor (Agrotis segetum).
- buha-verzei - fluture nocturn de culoare cenușie, ale cărui larve distrug varza, conopida, sfecla etc. (Mamestra brassicae).
- buiestru - alură în care calul se deplasează prin mișcarea în același timp a membrelor laterale, astfel că se aud două bătăi ale copitelor.
- bulet - articulația gleznei calului sau a rumegătoarelor, situată între chișiță și osul fluierului.
- bulgăre - bucată solidă, compactă, dintr-o materie oarecare, mai ales de pământ.
- burbă - depunere rezultată după limpezirea mustului de struguri sau reziduu format din fragmente de pielițe, din pulpă, particule străine etc.
- burduf - peritoneul animalelor; stomacul animalelor erbivore (popular: burduhan).
- burelet - cută a pielii de la extremitatea inferioară a membrelor animalelor, care are rol de generator al părții cornoase a copitei.
- burghiu Pressler - instrument utilizat în silvicultură pentru examinarea țesutului lemnos al arborilor.
- bursă de rod - vezi: pungă de rod.
- buruiană - plantă străină într-o cultură agricolă, care produce pagube consumând apa și substanțele nutritive din sol.
- Busuioacă de Bohotin - vezi: Tămâioasă de Bohotin.
- butac:

- (regionalism, despre unele animale) care are coarne scurte și groase; (despre coarnele animalelor) care este scurt și gros;
- animal căruia i-a căzut un corn și i-a rămas numai unul.
- butaș - porțiune de coardă de viță de vie care, în condiții favorabile de lumină și umiditate, produce rădăcini.
- butășire - mod de înmulțire a plantelor pe cale vegetativă prin folosirea de butași.
- butirometru - instrument de sticlă gradat pentru măsurarea conținutului de grăsime din lapte și din produse lactate.
- butuc:

- denumire generală dată organelor aeriene și subterane ale viței de vie;
- individ izolat dintr-o plantație de viță cultivată.

## C

### Ca - Câ

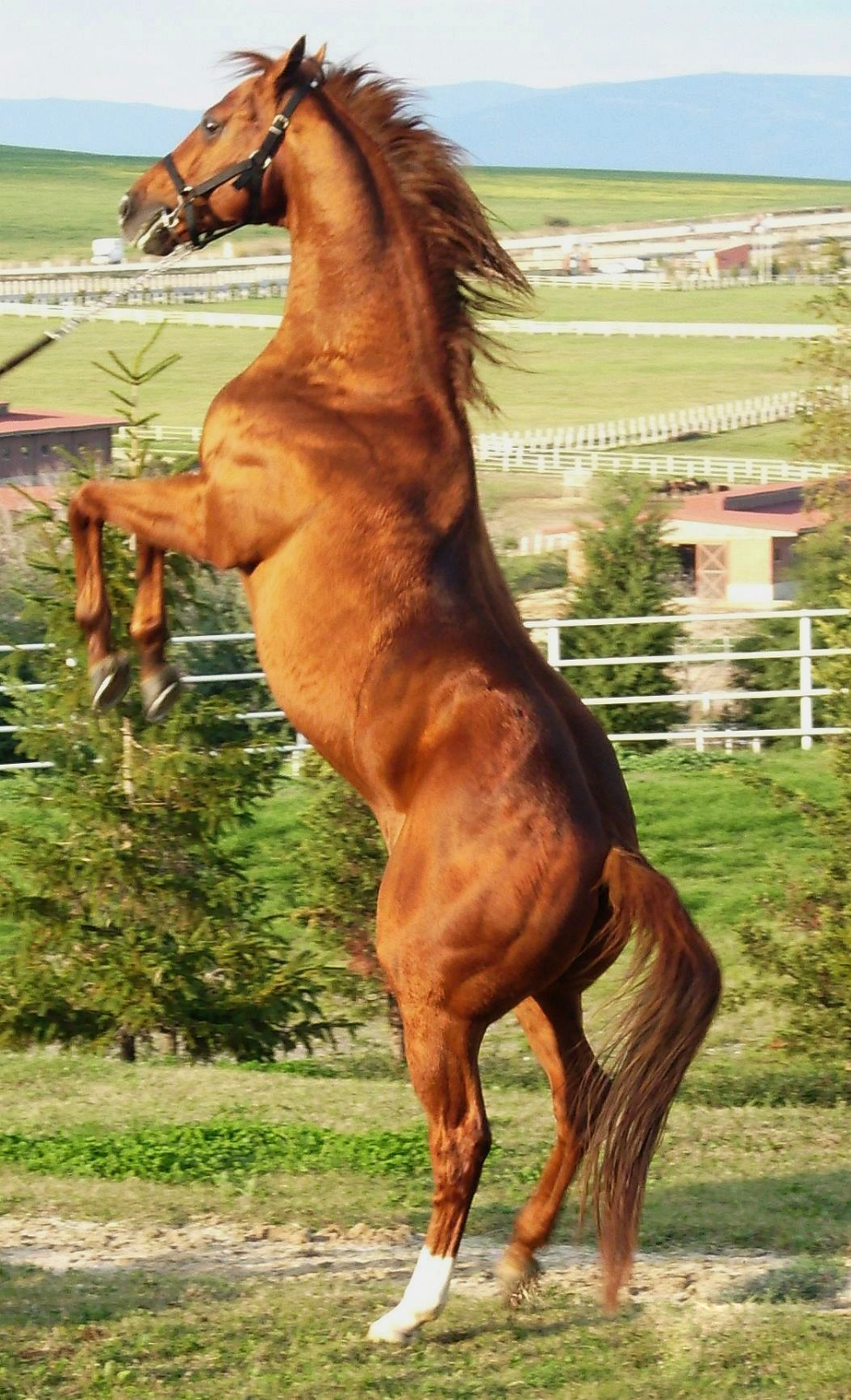
Cal în poziția cabrat

- cabaline – denumire generică dată, în limbaj științific, cailor.
- Cabernet - soi de viță de vie cu struguri mici de culoare neagră-albăstruie, cultivat pentru producerea vinurilor roșii de calitate superioară.
  - Cabernet Sauvignon– soi de viță originar din Bordeaux, cu struguri mijlocii, cu boabe de culoare neagră-albăstruie.
- cabrare – mișcare pe loc efectată de cai, care constă în ridicarea părții anterioare a corpului, sprijinindu-se numai pe membrele posterioare.
- cabriolă - salt al calului cu întoarcere pe loc.
- caciur – miel cu blăniță de culoare neagră pe trunchi și brumărie pe bot, pe urechi și pe extremitățile picioarelor.
- cadă - vas mare din doage, întrebuințat la prepararea vinului, a rachiului etc.
- cadastru – formă de inventar funciar care cuprinde date referitoare la imobile, destinația terenului (arabil, pășune etc.).
- caia - cui de oțel moale, folosit pentru prinderea potcoavelor la animale.
- cal:

– animal domestic erbivor utilizat la tracțiune, călărie, uneori și pentru carne de consum;
- presă la mașina de treierat care scutură paiele de boabe și le evacuează.
- - cal arab - cal de rasă pentru călărie și tracțiune ușoară, originar din Peninsula Arabică.
  - cal huțan - cal de munte foarte rezistent, răspândit în nordul Moldovei.
  - cal mocănesc - cal scund de munte.
- calaican - sulfat de fier divalent, sub formă de cristale albastre-verzi, monoclinice, solubil în apă, care este utilizat la combaterea dăunătorilor în agricultură.
- calcimetru - aparat cu ajutorul căruia se determină cantitatea de calciu din sol.
- calcizare - proces de încorporare a carbonatului de calciu în sol.
- calibrare - operația de sortare a semințelor după mărime sau a puieților după grosime.
- calibror - aparat pentru sortarea semințelor și a fructelor; instrument pentru măsurarea diametrului puieților.
- calibrat, mașină de ~: mașină agricolă de sortat semințe după forma și dimensiunile acestora.
- Calvil de zăpadă - soi de măr originar din Republica Moldova, cu fructul mare, galben.
- cámănă - odgonul de la partea inferioară a năvoadelor, de care se prind greutăți.
- campanie (agricolă) - perioadă dintr-un an care cuprinde timpul în care se recoltează un produs agricol sau în care se pregătește terenul, se face aprovizionarea cu materii prime etc.
- campat - (despre cai) cu aplomb defectuos.
- canabicultură - cultivare a cânepii de India, din care se extrage marijuana.
- canal de aducțiune - canal care conduce apele de la punctul de captare la cel de folosire.
- canal de coastă - lucrare pe un teren în pantă, în scopul reținerii apei și evitării distrugerii solului prin eroziune.
- canal de irigații - canal în cadrul unui sistem de irigație, constituit din canal de alimentare, de distribuție, de evacuare.
- cancer - (în fitopatologie) boală a plantelor produse de unele ciuperci și bacterii și care se manifestă prin tumori care apar pe rădăcini și tulpini.
- candidat - (în silvicultură) arbore de bună calitate, care rămâne în arboret după aplicarea măsurilor de curățare.
- cangrenă - boală a arborilor provocată de ciuperci, care distruge scoarța și partea lemnoasă.
- canicultură - ramură a zootehniei care se ocupă cu creșterea și dresajul câinilor; sinonim: cinologie.
- canisă - crescătorie de câini.
- caniș (sau caniche) - specie de câini cu părul creț.
- canton pastoral - grup de pășuni de munte  dat în grija unui tehnician.
- canton silvic - subunitate a brigăzii silvice, destinată să asigure paza pădurilor și să execut  diverse lucrări de întreținere.
- capacitate de alăptare - însușirea femelelor de a-și alăpta puii de la fătare până la înțărcare.
- capacitate de câmp - cantitatea de apă reținută de sol după scurgerea apei gravitaționale și după pierderea unei părți din apa capilară.
- capacitate de pășunat - numărul total de animale care pot fi hrănite pe un hectar de pajiște.
- capacitate de saturație în apă - capacitatea maximă de apă pe care o conține un sol; în acel moment, toți porii sunt ocupați de apă.
- capia - specie de ardei roșu, lung.
- capie - vezi cenuroză.
- capilaritatea solului - proces de ridicare a apei prin porii solului, asigurându-se apa necesară plantelor.
- caprificație - procedeu horticol constând în a poleniza smochinii cultivați de la cei sălbatici, pentru a favoriza fructificarea.
- car - vehicul rutier din lemn și cu tracțiune animală.

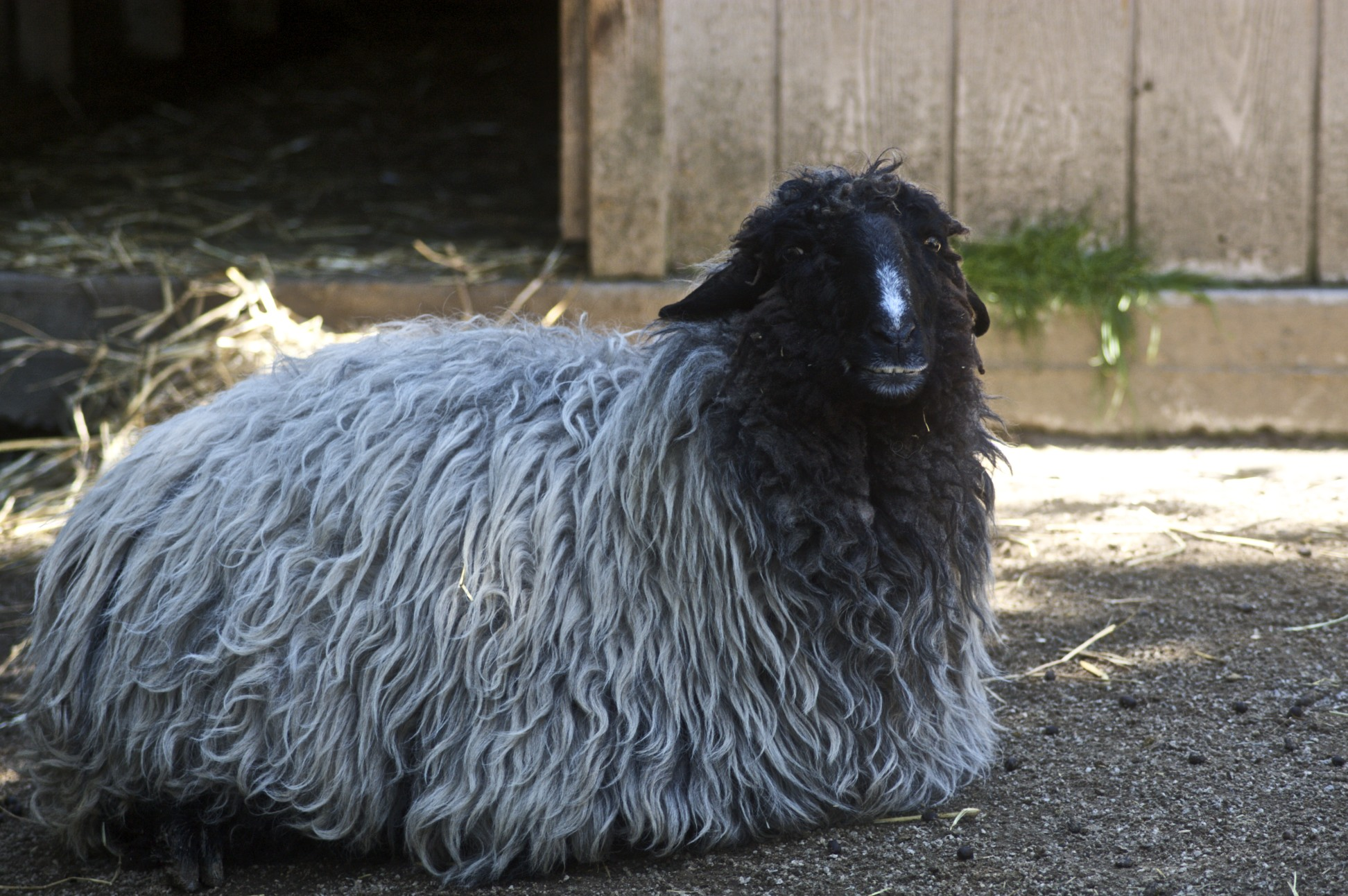
Oaie Caracul

- Caracul - rasă de oi, originară din Asia Centrală, cu lâna fină, din care se obține blana "Astrahan".
- carantină:

- totalitatea restricțiilor aplicate în vederea combaterii bolilor contagioase ale animalelor;
- (~ fitosanitară) complex de măsuri cu caracter preventiv, luate pentru a se opri pătrunderea bolilor plantelor, a dăunătorilor plantelor sau a unor buruieni dintr-o regiune și pentru a se limita răspândirea acestora în altă regiune.
- cardinal - soi de viță de vie, cultivată pentru struguri de masă.
- carmac - unealtă de pescuit formată din șiruri de cârlige, legate cu sfori de odgoane.
- Carnabat - rasă de oi orginară din Bulgaria, cu lâna semifină, de culoare roșcată-cafenie, a căror carne nu are mirosul caracteristic.
- carnalit - amestec natural de clorură de potasiu și de magneziu, folosit ca îngrășământ chimic.
- carpicultură - vezi: ciprinicultură.
- cartare:

- identificarea pe teren și reprezentarea pe hartă a diverselor tipuri de sol;
- identificare și delimitare a rezervațiilor dintr-un arboret, în vederea producției de semințe.
- cartof - plantă erbacee din familia solanaceelor, și ai cărui tuberculi, bogați în amidon, sunt folosiți în alimentație și ca furaj.
  - cartofi săpunari - soi de cartofi de calitate superioară, de formă lunguiață, cu miezul alb-roz.
- casă - boală a vinurilor, pe care acestea o capătă când ajung în contact cu aerul și care se caracterizează prin tulburare și prin schimbarea culorii.
- casă de vegetație - construcție specială, cu acoperiș și cu pereți de sticlă, folosită pentru experiențe de agrochimie, plantele fiind cultivate în vase de vegetație.
- castane - formațiuni cornoase de pe fața internă a membrelor calului.
- castel - varietate de struguri cu bobul alb, rotund.
- castel de apă - recipient plasat la înălțime, servind ca rezervor în sistemele de alimentare cu apă.
- castrare - eliminarea testiculelor sau ovarelor la un mamifer în scop economic.
- caș - produs alimentar obținut prin eliminarea zerului din laptele închegat cu cheag.
- cașcaval - brânză care se prepară din caș prin topire în apă fierbinte, sărare și maturare timp de 45 de zile.
- Cașmir - rasă de capre, originară din Cașmir, din a cărei blană se produce lâna din care se confecționează celebrele țesături de Cașmir.
- catâr - animal hibrid obținut prin împerecherea măgarului cu iapa.
- cazeină - principala proteină din lapte, de o mare valoare nutritivă.
- cazma - unealtă de săpat pământul, asemănătoare cu lopata, alcătuită dintr-o lamă metalică, ușor concavă, cu muchie ascuțită, fixată la o coadă dreaptă de lemn; altă denumire: hârleț.
- călăraș - coardă de rod la vița de vie, scurtată la 4-6 ochi și așezată deasupra coardei de doi ani, în spatele coardei de rod principale.
- călcâi - plaz al plugului.
- călduri - perioadă din ciclul sexual în care femelele manifestă dorința de a se împerechea, iar ovul prezintă capacitatea maximă de a fi fecundat.
- călirea plantelor - proces prin care trec plantele perene sau bienale și prin care se adaptează la temeperaturile scăzute din timpul iernii.
- căluș:

- bucată de lemn sau de metal care se pune între dinții dinainte ai unui animal pentru a-l forța să țină gura deschisă;
- parte a plugului pe care este fixat grindeiul, legat de un gânj de nuia, numit potâng;
- botniță cu cuie care se pune vițeilor și iezilor pentru a-i înțărca.
- căpială - vezi cenuroză.
- cărăbuș - insectă din ordinul coleopterelor, dăunătoare culturilor agricole, care apare la începutul lunii mai.
- cărbune emfizematos - boală infecțioasă acută la taurine, provocată de Bacillus anthracis și care poate produce moartea.
- cârnit - îndepărtarea vârfurilor de lăstar pentru a favoriza dirijarea substanțelor nutritive către fructe (vezi și: ciupit).

### Ce - Ci
- ceapă - plantă bianuală leguminoasă, utilizată drept condiment (Allium cepa).
  - ceapă de apă - ceapă cultivată prin răsad, care se recoltează în același an în care s-a semănat.
  - ceapă de sămânță (sau măruntă) - vezi arpagic.
- ceară - substanță de culoare gălbuie, cu miros plăcut, caracteristic, produsă de albine, care se recoltează prin topirea fagurilor.
- ceaslá:

- nume dat mai multor soiuri de viță de vie care produc struguri de masă;
- portaltoi hibrid pentru vița de vie, folosit pe solurile bogate în calciu; altă denumire: șasla.
- cecidie - creșterea anormală a țesuturilor de ape anumite părți ale unei plante, în urma acțiunii unor bacterii, insecte, ciuperci.
- cecidomyie - muscă dipteră ale cărei larve, producând cecidii, sunt dăunătoare pentru grâu și secară (Cecidomyia).
- cefar - partea superioară a jugului, în formă de bară cu două curburi, care se așază pe ceafa animalelor.
- celulă - spațiu hexagonal, mărginit de pereții de ceară ai fagurelui, în care albinele depun mierea; altă denumire: alveolă.
- centiar - unitate subdivizionară de măsură pentru terenuri, egală cu a suta parte dintr-un ar.
- cenuroză - boală parazitară care apare în special la oi, provocată de larva teniei Coenurus cerebralis, care se manifestă prin amețeli, convulsii și mișcări repezi și dezordonate și care poate duce la moartea animalelor; denumiri populare: capie, căpială.
- cep:

- coardă de viță de vie de un an care este lăsată la tăiere pentru a se asigura o recoltă bogată;
- porțiune din tulpina unui portaltoi, care se lasă deasupra altoiului, pînă la dezvoltarea acestuia pentru a-l proteja;
- nod în tulpina unui brad sau a unui molid din care crește ramura; ramură de brad sau de molid fără frunze.
- cepuit - tăierea crengilor de pe truchiurile de rășinoase pentru facilitarea manipulării acestora.
- cerbíce - depozit de țesut gras pe partea superioară a gâtului, la tauri și berbeci, format odată cu maturizarea sexuală (sinonim: grumaz).
- cercar - larvă a gălbezii, care trăiește în apă și care devine adultă în organismul vitelor cornute, unde pătrunde odată cu hrana.
- cercel - verigă de metal pusă în urechile animalelor domestice ca semn de proprietate sau de recunoaștere.
- cercosporioză - boală a plantelor produsă de ciupercile Cercospora și care se manifestă prin pete circulare brune sau albicioase.
- cereale - plante agricole anuale din familia gramineelor, folosite pentru hrana oamenilor și a animalelor, având o valoare nutritivă ridicată.
- cerealicultură - ramură a agriculturii care se ocupă cu studiul culturii cerealelor.
- cerificare - impregnare cu ceară.
- cerificator - dispozitiv pentru topirea și culegerea cerii cu ajutorul căldurii solare.
- cernoziom - grupă de soluri cu o bună fertilitate naturală, de culoare neagră sau brună.
- certificare - procedura prin care o terță parte acordă o dovadă că un produs agricol este în conformitate cu anumite standarde.
- certificare ecologică - proces prin care activitățile agricole, comercianții, distribuitorii și procesatorii alimentari sunt inspectați și revizuiți pentru a fi verificați, în conformitate cu standardele ecologice.
- certificator ecologic - organism oficial care verifică aplicarea normelor ecologice în agricultură.
- cetină:

- (ramură, creangă de) brad;
- nume dat speciilor de arbori și de tufe din clasa coniferelor.

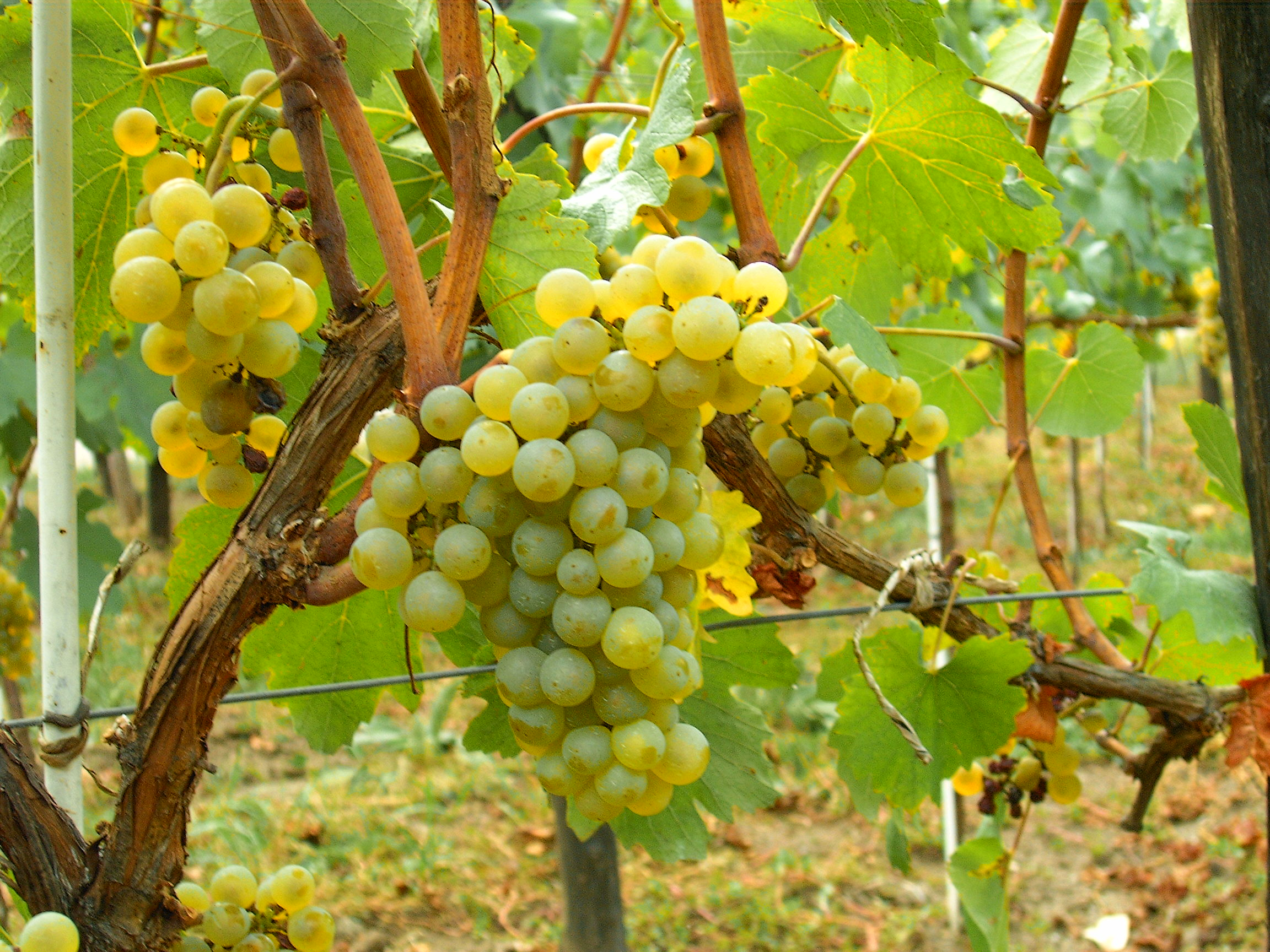
Strugure Chardonnay din Moldova

- Chardonnay - soi de viță de vie de origine franceză, cu boabe rotunde de culoare albă-verzuie.
- Chasselas (struguri) - grup de soiuri de struguri de masă, cu mai multe tipuri de boabe și arome.
- cheag

- una dintre cele patru despărțituri ale stomacului la rumegătoare;
- vezi: chimozină.
- cheloid - tumoare benignă a pielii, de culoare roșie-vineție, întâlnită mai ales la cai.
- chicheriță - insectă parazită, care trăiește în blana oilor, sugându-le sângele (Melaphagus ovinus).
- chimizarea agriculturii - utilizarea substanțelor chimice în agricultură, în scopul îmbunătățirii fertilității solului, combaterii dăunătorilor și a buruienilor.
- chinotehnie - ansamblul metodelor folosite pentru creșterea câinilor și ameliorarea raselor lor.
- chișiță:

- parte a piciorului la animale, situată deasupra copitei, între gleznă și coroană;
- moț de păr de deasupra copitei calului sau a boului.
- cianamidă de calciu - substanță chimică fololsită că îngrășământ și ca erbicid.
- cianhidrizare - tratare cu acid cianhidric a răsadurilor sau a puieților pentru a combate paraziții.
- cicatrizarea lemnului - acoperirea rănilor de pe tulpina arborilor în viață cu formații noi de țesuturi lemnoase.
- ciclu de producție - perioadă de la pregătirea terenului până la recoltarea, livrarea sau depozitarea produselor.
- cincantin - varietate timpurie de porumb, cu tulpina scurtă și subțire și cu bobul mărunt, de culoare portocalie.
- cinologie - vezi canicultură.
- cinopedie - creșterea câinilor de vânătoare.
- ciocan

- știulete de porumb (curățat de boabe); (regionalism) ciocălău;
- tulpina porumbului rămasă în pământ după cules;
- cotor de varză.
- cioinag:

- soi de viță-de-vie, cu strugurii roșii sau albi și cu frunzele crețe;
- cuțit de butășit via.
- ciclul azotului în natură - ansamblul de modificări suferite de azotul elementar sau de azotul atmosferic transformat în nitrați, precum și de azotul transformat în compuși azotați de către unele microorganisme.
- ciprinicultură - ramură a pisciculturii care se ocupă cu creșterea intensivă a crapului (sinonim: carpicultură).
- circuitul apei în natură - procesul complex de circulație a apei în învelișul geografic.
- cisticercoză - boală parazitară întâlnită la taurine și porcine, dar și la oameni, datorită localizării în organism a cisticercilor.
- cistită hemoragică - boală cronică a vitelor, caracterizată prin urinare cu sânge.
- ciuma de foc - vezi focul bacterian.
- ciupit - ruperea vârfului lăstarilor la unele plante, în apropierea perioadei de înflorire, pentru a dirija substanțele nutritive către inflorescențe (vezi și: cârnit).
- cizel - mașină agricolă ce sevește la lucrarea solului fără răsturnarea brazdei.

### Cl - Co
- clapon - cocoș castrat.
- cloroză - boală a plantelor care se manifestă prin decolorarea frunzelor.
- clupă - instrument pentru măsurarea grosimii arborilor.
- coacere:

- ajungere la maturitate a unui fruct sub acțiunea căldurii soarelui;
- ajungere a unei plante la stadiul de formare a sămânței.
- coamă - păr lung și stufos care crește pe partea superioară a gâtului sau de-a lungul coloanei vertebrale la unele animale.
- coapsă - (la animale) partea superioară a membrelor posterioare, delimitată sus de crupă, jos de gambă și graset, înainte de flanc, iar înapoi de fesă.
- coardă - ramură a butucului de viță de vie.
- Coarnă - soi de viță de vie, din care cea mai cunoscută este Coarna Neagră.

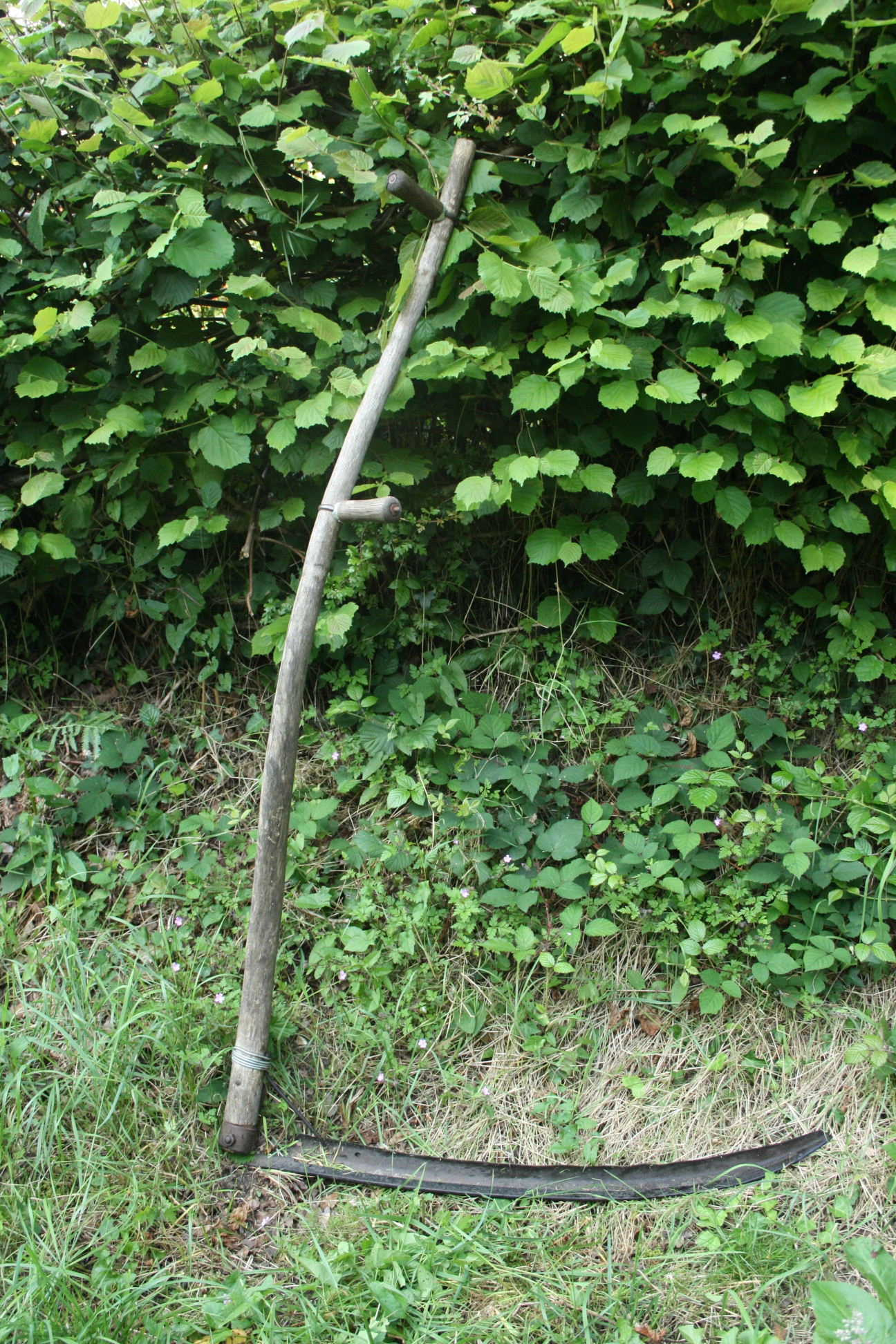
Coasă

- coasă:

- unealtă agricolă compusă dintr-o lamă metalică curbată fixată pe o coadă lungă, cu care se cosește;
-  acțiunea de a cosi; timpul când se cosește; recoltă de plante erbacee cosite.
- cocean:

- tulpină a unor plante cultivate, mai ales a porumbului, folosită ca nutreț;
- știulete desfăcut de boabe, folosit adesea drept combustibil.
- Cochinchina - rasă de găini originară din Extremul Orient.
- cocioc - baltă mică, izolată, în regiunea inundabilă a unui fluviu și care nu își primenește apa.
- coconieră - centru pentru colectarea și depozitarea gogoșilor de mătase destinate filaturii.
- codină - lână de calitate inferioară, scurtă și cu multe impurități.
- codinit - tunderea lânii din jurul ugerului și de pe coada oii.
- codru - pădure proventă din sămânță și destinată să fie menținută până la o vârstă înaintată.
- coeficient de higroscopicitate - cantitatea de vapori de apă adsorbită de solul uscat, în anumite condiții.
- coeficient de ofilire - conținutul procentual de apă al solului în momentul în care apare ofilirea ireversibilă a plantelor.
- coeficient de transpirație - vezi: consum specific.
- comarnic

- adăpost în care se pune cașul la stână;
- locul unde ciobanii mulg oile.
- Combatantă - rasă de găini, cu penaj bogat colorat, importantă pentru luptele de cocoși.
- combatere biologică - practica utilizării organismelor benefice – cum ar fi insectele prădătoare sau paraziții insectelor dăunătoare, agenți patogeni dăunători, păsările insectivore și liliecii – pentru păstrarea populațiilor de dăunători la un nivel acceptabil.

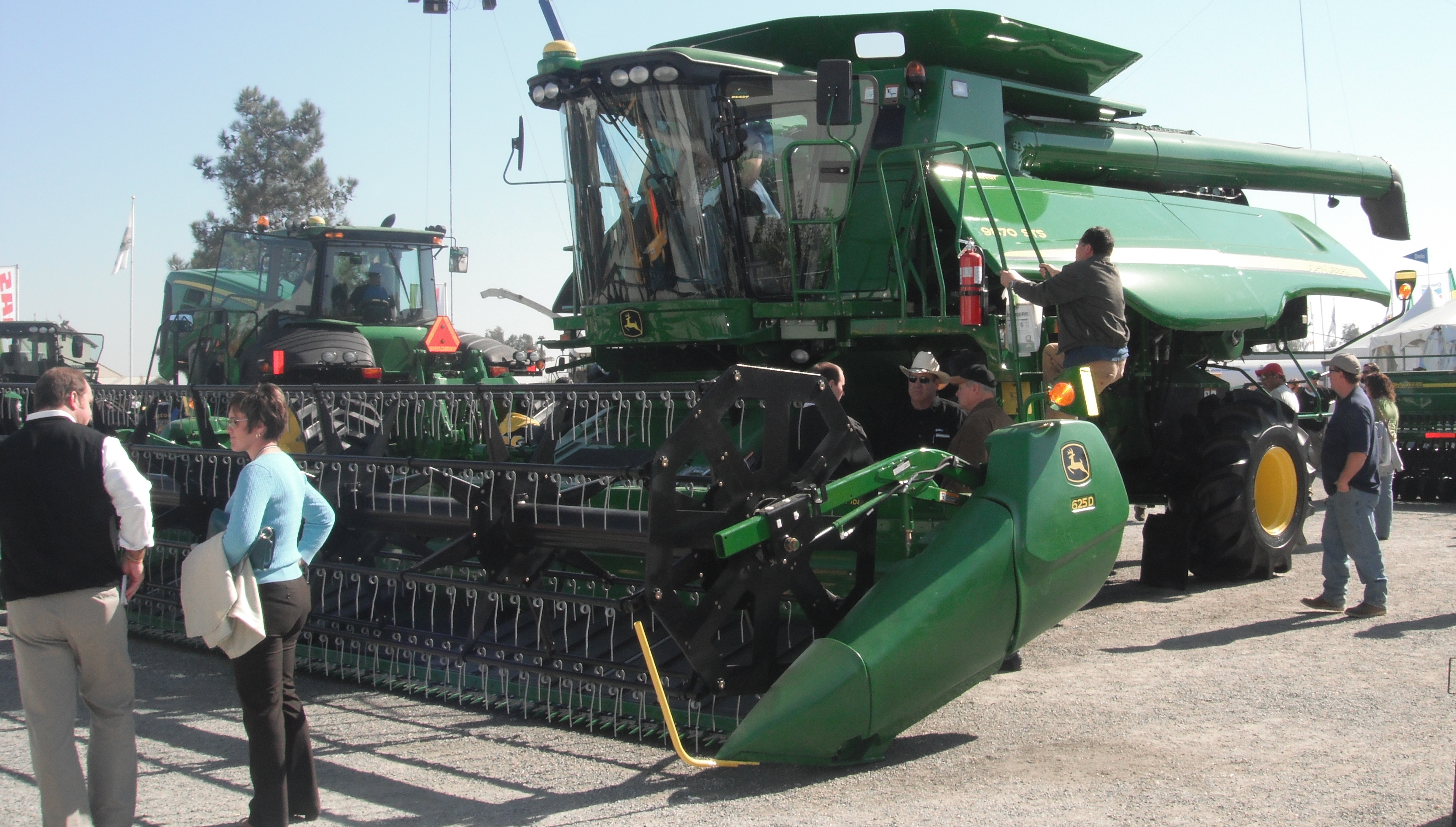
Combină de cereale de tip John Deere

- combină de cereale - mașină agricolă care efectuează secerarea, treierarea, separarea boabelor de paie și pleavă și colectarea acestora.
- combiner - operator agricol care conduce o combină agricolă.
- Comor - varietate a rasei de oi Caracul de slabă importanță economică.
- compactometru - aparat pentru măsurarea gradului de îndesare a solului.
- compas forestier - vezi: clupă.
- compas Wilkens - instrument folosit în zootehnie pentru măsurarea capului animalelor.
- complex adsorbativ al solului - ansamblu de compuși din sol cu suprafața activă, capabili să manifeste fenomenul de adsorbție; se compune din substanțe minerale, organice si organo-minerale ce provin din dezagregarea rocii-mame și consecutiv acțiunii microorganismelor asupra materiilor organice din sol.
- complex de soluri - asociație de solului care ocupă suprafețe restrânse și întrepătrunse astfel încât nu pot fi reprezentate separat pe hartă.
- complex zootehnic - sistem de exploatare format din mai multe adăposturi pentru animale în care procesele de muncă (hrănire, întreținere, muls, asigurarea condițiilor de microclimat) sunt mecanizate sau automatizate; mai cuprinde silozuri, fânare, magazii etc., precum și terenul necesar asigurării bazei furajere.
- compost - îngrășământ de natură organică, rezultat în urma fermentării diferitelor resturi vegetale sau animale (vezi și gunoi de grajd compostat).
- compresor - organ activ la unele mașini agricole, care comprimă plantele pe masa de legat în vederea legării acestora în snopi.
- con - inflorescența fructiferă a rășinoaselor.
- conac - (termen învechit) o treime din ziua de muncă.
- concentrat - nutrețuri cu valoare nutritivă ridicată, de regulă bogate în proteine și cu conținut redus de apă.
- consistența solului - modul de comportare a solului față de acțiunile mecanice de rupere sau deformare.
- consum specific - cantitatea de apă consumată de o plantă pentru a sintetiza o unitate de greutate de substanță uscată.
- contrabătător - organ al batozelor și combinelor de cereale, care, împreună cu bătătorul, formează aparatul de treierat.
- contrafoc - foc provocat pentru a împiedica extinderea unui incendiu în pădure.
- control fitosanitar - control al culturilor agricole, al plantațiilor și al produselor agricole pentru a constata starea lor de sănătate.
- contul euro SAPARD - contul în euro deschis în numele României de către Responsabilul Național cu Autorizarea Finanțării, pentru a primi plățile menționate și utilizat exclusiv pentru tranzacțiile SAPARD, nefăcând obiectul nici unei taxe sau vreunui impozit.
- conveier verde - sistem de organizare a bazei furajere, prin care se asigură hrănirea animalelor, fără întrerupere, din primăvară până în toamnă.
- conversia suprafeței de cultivat - perioada de timp dintre momentul în care un fermier depune cererea de certificare ecologică și până la obținerea certificării (vezi și perioadă de conversie).
- copcit - tăierea rădăcinilor adventive crescute din altoi, a lăstarilor crescuți din portaltoi și a rădăcinilor crescute din nodurile superioare ale tulpinii.
- copilit - eliminarea parțială sau totală a lăstarilor secundari (copili) crescuți la baza frunzelor și care nu sunt fertili.
- copită - formație cornoasă care cuprinde terminația degetelor la mamiferele copitate și care servește la protecția țesuturilor vii.
- coprolit - fosfat de calciu provenit din petrificarea în masă a excrementelor animalelor fosile din era secundară, întrebuințat ca îngrășământ.
- cordiță - porțiune din coarda de rod a viței de vie, căreia i se lasă la tăiere un număr mic de ochi.
- corhănit - transportul buștenilor de la locul unde au fost fasonați până la drumul de acces.
- coriză contagioasă - boală virotică sau microbiană, întâlnită mai ales la găini și curci, care se manifestă prin strănut, scurgeri mucopurulente din nări etc.
- cormană - parte a plugului, montată pe bârsă, care ridică, răstoarnă, deplasează lateral și mărunțește brazda tăiată de brăzdar.
- corn:

- fiecare din cele două excrescențe osoase ce cresc pe osul frontal (fruntea) al animalelor rumegătoare;
- fiecare din cele două mânere ale plugului, pe care se sprijină omul la arat.
- cornul secarei - boală a secarei produsă de ciuperca parazită Claviceps pupurea (sinonim: pintenul secarei).
- cositoare - mașină agricolă care efectuează cosirea fânului și a plantelor furajere.
- costrei - (Echinochloa crus-galli) plantă erbacee anuală care crește prin semănături ca buruiană, în special pe terenurile umede.
- coteț de pește - îngrăditură rotundă care servește drept capcană de pescuit.

### Cr - Cz
- Crâmpoșie - soi de viță de vie originar din Drăgășani, cu boabe de culoare alb-verzuie sau ruginie.
- crâng - pădure tânără cu arbori proveniți din lăstarii rămași în urma tăierilor.
- Creață - soi de viță de vie, cu struguri cilindrici de culoare verde-gălbuie, cultivată pentru vinuri obișnuite.
- crescătoare - vezi: eleveză.
- creșterea animalelor - una dintre principalele ramuri ale agriculturii care asigură produsele alimentare de bază (lapte, carne, ouă etc.) și aprovizionează cu materii prime industria ușoară și cea alimentară.
- Crețesc - soi de măr originar din Muntenia, cu fruct sferic-turtit, de diverse culori cu dungi și cu gust acrișor.
- crilă - denumire dată celor două aripi ale năvodului și care servesc la dirijarea peștelui spre matiță.
- criptorhidie - anomalie care rezultă din oprirea migrației testiculului fie în cavitatea abdominală, fie în canalul inghinal și care este mai frecventă la solipede, la vier, la berbec și mai rar la taur și la câine.
- crotalie (auriculară) - marcă de identificare, care se aplică la urechea a unui animal domestic, formată din două părți inscripționate identic.
- crupă - regiune a corpului unor mamifere, la partea superioară a trunchiului, cuprinsă între șale și baza cozii.
- crupe - produse alimentare obținute din boabe de cereale și alte plante și care sunt ușor asimilabile.
- crustă - stratul îndesat, uscat și întărit de la suprafața terenului arabil, format prin desfacerea agregatelor în urma precipitațiilor sau a bătătoririi cu mașinile agricole (sinonim: scoarță).
- cuib - construcție pe care o fac păsările, unii batracieni și pești pentru a-și depune și cloci ouăle.
- cuibul albinelor - faguri ocupați cu puiet și cu hrană, în care trăiește și se dezvoltă familia de albine.
- culegător de fructe - aparat format din două piese articulate, fixat în vârful unei prăjini și care servește la recoltarea fructelor.
- culegător de știuleți - mașină agricolă de recoltat care separă știuleții de porumb de tulpini și care poate fi purtată de tractor.
- culisă de arbuști - fâșie cultivată cu arbuști, plasată în direcția curbelor de nivel în scopul prevenirii eroziunii solului.
- cultivabil - vezi arabil.
- cultivator - mașină agricolă folosită la lucrările superficiale ale solului pentru afânare și distrugerea buruienilor, fără a răsturna brazda (exemplu: cultivator manual).
- cultura plantelor - ramură a producției agricole care asigură principalele produse alimentare, materii prime pentru industrie și nutreț pentru animale.
- cultură

- totalitatea lucrărilor și măsurilor agrotehnice aplicate plantelor agricole, de la pregătirea terenului și semănat până la obținerea recoltei;
- teren cultivat cu un anumit tip de plante agricole;
- creștere, prăsire a unor animale (exemplu: cultura viermilor de mătase).
- cultură accesorie - vezi cultură intercalată.
- cultură ascunsă - cultura unei plante cu creștere mai lentă sub protecția unei alte plante.
- cultură asociată - cultura a două sau mai multe plante pe același teren.
- cultură extensivă - sistem de cultivare a pământului în care creșterea producției agricole se obține numai prin extinderea suprafețelor cultivate.
- cultură forțată - cultura plantelor agricole în sere sau în răsadnițe.
- cultură intensivă - sistem de cultivare a pământului prin aplicarea căruia se obține o mare producție agricolă pe o suprafață de teren.
- cultură intercalată (sinonim: cultură accesorie):

- cultura unei plante, semănată rar printre rândurile altei plante;
- cultură cu creștere rapidă, semănata între două sezoane de semănat normale, sau semănată pentru a compensa o cultură principală compromisă.
- cultură în fâșii - mod de așezare a culturilor agricole pe terenuri în pantă, în fâșii orientate pe curbele de nivel.
- cultură în miriște - cultură a plantelor semănate vara, imediat după recoltarea plantei principale.

- cuniculicultură - ramură a zootehniei care se ocupă cu creșterea iepurilor de casă.
- cupajarea vinului - amestecarea unor soiuri de vin pentru a se obține tipul de vin dorit (sinonim: înfrățirea vinului).
- cupon - porțiune de pădure care se exploatează periodic.
- cușcaie - instalație pentru scoaterea lemnului de foc din pădurile de munte.
- cuțit de cultivator - organ activ al cultivatoarelor, care produce afânarea solului și distruge buruienile (sinonim labă de cultivator).
- cuțit de plug - organ activ al plugului care taie brazda în plan vertical.

## D

### Da - De
- dalac – vezi: antrax.
- dangá – semn care se imprimă prin diverse mijloace (fier înroșit, tunderea părului) pe corpul unui animal în scopul identificării acestuia.
- dansul albinelor – mijloc de semnalizare a albinelor, prin care este comunicată și celorlalte albine din stup găsirea unei surse de hrană.
- dăunător - organism animal sau vegetal care atacă plante, culturi agricole sau animale, provocând pagube.
- dârmon - sită care separă boabele de pleavă și paie la batozele și la unele combine de cereale.
- deburbaj – operația de limpezire a mustului înainte de fermentație.
- decoletare – operație de îndepărtare prin tăiere a coletului și a frunzelor sfeclei de zahăr.

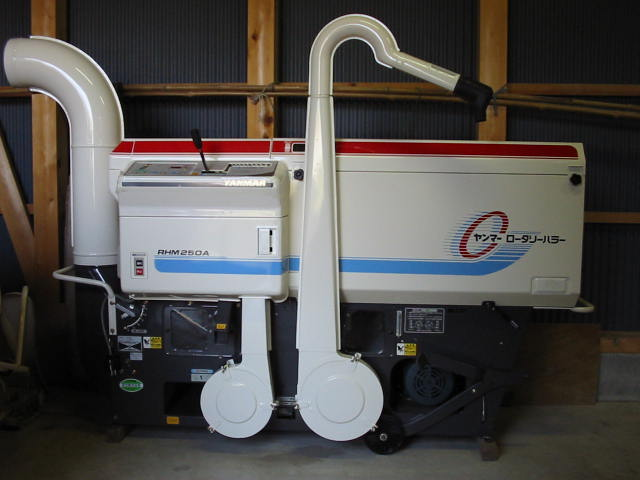
Mașină de decorticat

- decorticare – operație de înlăturare a cojilor de pe semințe, în vederea consumului acestora.
- decuscutare – operație de separare a semințelor de cuscută de semințele de lucernă, trifoi etc.
- defoliere – înlăturarea frunzelor de pe unele plante înainte de recoltare.

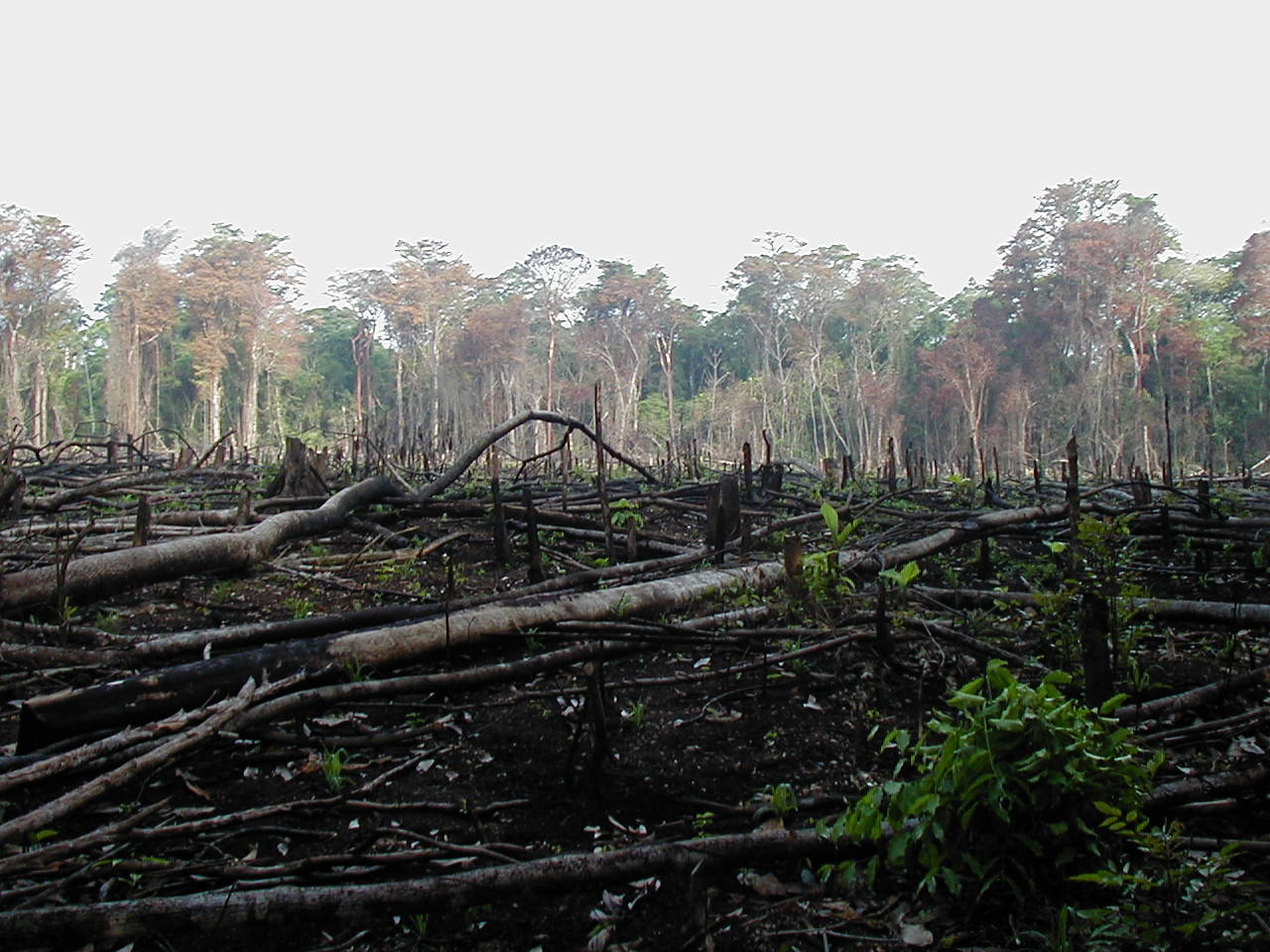
Defrișare prin incendiere

- defrișare – înlăturarea completă a arboretului de pe o anumită suprafață, pentru ca terenul să poată fi folosit în alte scopuri (sinonim: despădurire).
- degajare – îngrijirea arboretelor tinere, în vederea apărării speciilor valoroase pentru a nu mai fi copleșite de alte specii.
- degerminare – separarea embrionului din cereale în procesul de obținere a făinelor.
- deget – piesă componentă a aparatelor de tăiere la cositori, secerători, combine de cereale etc., care separă masa de plante în fâșii, pentru a putea fi tăiate mai ușor.
- degradarea solului – totalitatea schimbărilor produse în solurile spălate prin apa de infiltrație și care conduc la scăderea fertilității acestuia.
- degradarea terenului - combinație de procese a căror efect cumulativ este distrugerea potențialului de resurse din epigeosistem (roca superficială, relief, sol, biomasă, rezervoare de apă ș.a.)
- degresare – extragerea grăsimilor din anumite produse organice, alimente grase, fie în vederea unei prelucrări ulterioare, fie în scopuri dietetice.
- demineralizare – înlăturarea din apă a sărurilor dizolvate, pentru a o face proprie unor anumite utilizări.
- demucilaginare – rafinarea uleiurilor vegetale și a grăsimilor, prin eliminarea unor impurități ca: mucilagii, fosfatide, proteine, coloranți etc.
- dendrometrie – disciplină care se ocupă cu metodele de măsurare a volumului arborilor și arboretelor (sinonim: taxație forestieră).
- dendrometru – instrument utilizat pentru determinarea înălțimii arborilor în picioare.
- denicotinizare – înlăturarea unei părți din nicotina obținută în tutun.
- denitrificare – reducerea nitraților și nitriților din sol, proces invers celui de nitrificare, ceea ce conduce la scăderea fertilității acestuia.
- densitate – masa în kilograme a unei cantități de cereale raportată la numărul corespunzător de hectare.
- deparazitare – distrugerea paraziților vegetali și animali cu ajutorul unor substanțe chimice.
- depănușător – mașină destinată desfacerii pănușilor (frunzelor) de pe știuleții de porumb.
- déreș - (despre culoarea unui animal) care are părul alcătuit din fire albe, negre și roșii, amestecate în proporții diferite.
- deschidere a mlaștinilor - operații de desecare ale unui teren mlăștinos pentru a putea fi redat agriculturii.
- desfundare - lucrare a solului, de adâncime 50-80 cm, efectuată înainte de plantarea viței de vie, a puieților în pepiniere etc.
- despădurire - vezi: defrișare.
- despărțitor de lan - organ al mașinilor de recoltat, destinat separării plantelor care urmează a fi tăiate (sinonim: separator de lan).
- desțelenire - întoarcerea prin arătură a unei țelini (suprafață înierbată natural) sau a unui teren cultivat cu plante perene.
- dezaristator - organ al batozelor de cereale păioase, care are rolul de a desface aristele și paleele rămase pe boabe după trecerea acestora prin aparatul de treierat.
- dezastru natural - eveniment spontan de natură biotică sau abiotică care generează tulburări importante ale sistemelor de producție agricolă și/sau forestiere, în cele din urmă provocând pagube economice importante pentru sectoarele agricole sau forestiere (vezi și eveniment catastrofal).
- dezdrobonitor - mașină care separă ciorchinii strugurilor de boabe înainte de zdrobire și presare.
- dezghiogător - mașină destinată scoaterii semințelor de leguminoase din păstăi și separării acestora de pleavă și de alte impurități.
- dezinfectare - tratarea semințelor destinate însămânțării, a materialului de plantat, a solului etc., cu scopul de a distruge germenii bolilor și dăunătorilor.
- dezmiriștire - lucrare a solului cu plugul sau cu discuitorul, în scopul combaterii buruienilor și îmbunătățirii condițiilor de umiditate din sol.
- dezmiriștitor - mașină folosită la dezmiriștire și care poate fi un plug cu mai multe corpuri sau un discuitor.
- dezongulare - căderea cutiei cornoase a copitei la animale din cauza unor accidente sau boli infecțioase.

### Di - Dz
- diamonfos - îngrășământ care conține ca substanță de bază fosfatul diamoniacal, (NH4)2HPO4.
- diazotrofe - vezi bacterii fixatoare de azot .
- dictiocauloză - boală parazitară, întâlnită mai frecvent la oi și cauzată de anumite nematode.
- difterovariola aviară - boală contagioasă, întâlnită la păsări domestice, cauzată de un anumit virus și care se manifestă prin erupții pe piele și prin inflamarea mucoasei buco-faringiene.

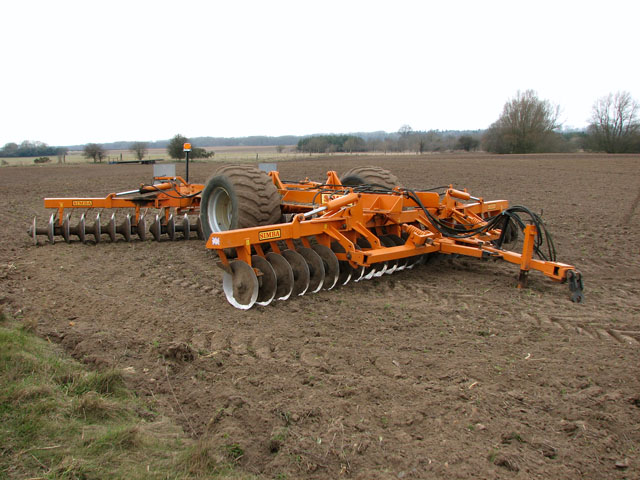
Discuitor

- discuire - lucrare a solului executată cu discuitorul, cu scopul mărunțirii bulgărilor, afânării solului și distrugerii buruienilor.
- discuitor - unealtă pentru lucrările superficiale ale solului, care are ca organe active mai multe discuri de oțel fixate pe un ax.
- distocie - desfășurare anormală a actului fătării la animale, când expulzarea fătului este imposibilă fără intervenție obstetricală.
- distomatoză - vezi: fascioloză.
- distribuție, aparat de ~ (sau distribuitor) - aparat al mașinilor de semănat și al celor de împrăștiat îngrășăminte care repartizează uniform semințele sau îngrășămintele.
- Domnesc, măr~: soi de măr originar din Moldova, cu fruct mare, de culoare galben-portocalie, cu dungi roșii.
- Dorking - rasă de găini provenind din Anglia (orașul Dorking), importantă pentru producția de carne.
- dospire a tutunului - proces de transformare a foilor de tutun, imediat după recoltare, într-un produs propriu prelucrărilor industriale.
- Doucin - (Malus pumila var. praecox) specie de măr folosit în pepiniere ca portaltoi.
- drajon - lujer format din rădăcină și care se poate individualiza, formând o nouă plantă.
- drept agrar - ansamblul normelor juridice aplicabile instituțiilor publice din agricultură, exploatațiilor agricole și bunurilor din patrimoniul lor, precum și activităților producătorilor agricoli.
- dresaj - instruirea unui animal să execute la comandă anumite mișcări.
- dresajul albinelor - metodă de intensificare a zborului albinelor în vederea cercetării de către acestea a culturilor agricole entomofile.
- drojdie furajeră - nutreț obținut prin cultivarea anumitor drojdii, utilizat în special în hrana porcilor și a păsărilor.
- Durham - rasă de taurine din Anglia (regiunea Durham) importantă pentru producția de carne (sinonim: Shorthorn).
- durină - boală parazitară a cailor produsă de Trypanosoma equiperdum și care se transmite prin montă.

## E
- ecarisaj - prelucrarea cadavrelor de animale în vederea transformării acestora în produse furajere sau industriale.
- echinococoză - boală parazitară, în special la câine, produsă de Echinococcus granulosus.
- eclampsie - sindrom de autointoxicație întâlnit în perioada de gestație în special la vacă și câine.
- ecloziune - procesul de ieșire a puilor din ou în urma incubației.
- ecologie agrară - vezi agroecologie.
- economie forestieră – sector al economiei naționale, având ca scop întreținerea pădurilor și exploatarea lemnului.
- ectimă - boală contagioasă a oilor și a caprelor care se manifestă prin erupții în jurul buzelor, nărilor, ugerelor și la extremitățile membrelor.
- ectoendoparazite - ciuperci parazite al căror miceliu se dezvoltă la suprafața organelor atacate și trimite unele prelungiri ale hifelor în țesutul acestora (vezi și : ectoparazite, endoparazite).
- ectoparazite:

- ciuperci parazite al căror miceliu se dezvoltă la suprafața organelor atacate; în corpul plantei-gazdă nu pătrund decât haustorii (vezi și: ectoendoparazite, endoparazite);
- animale care parazitează pe suprafața corpului (de exemplu: țânțari, căpușe, purici).
- edafon – totalitatea organismelor care trăiesc în sol, legate de anumite condiții de viață.
- Edelschwein - rasă de porci creată în Germania și care a contribuit la formarea rasei Alb de Banat.
- egrenare - separarea, cu ajutorul unei mașini speciale, semințelor de fibrele de bumbac pentru a obține puful de bumbac.
- elagaj - înlăturarea crengilor din partea inferioară a tulpinii arborilor (vezi și emondaj).
- eleveză - aparat folosit la creșterea artificială a puilor și bobocilor (sinonim: crescătoare).
- eligibilitate - suma criteriilor pe care un beneficiar sau un proiect trebuie sa le îndeplinească pentru acordarea fondurilor SAPARD, Fondul European Agricol pentru Dezvoltare Regională sau Fondul European pentru Pescuit.
- eluvionare - spălarea spre adâncime a unor componente din orizonturile superioare ale solului sub acțiunea apei de precipitații.

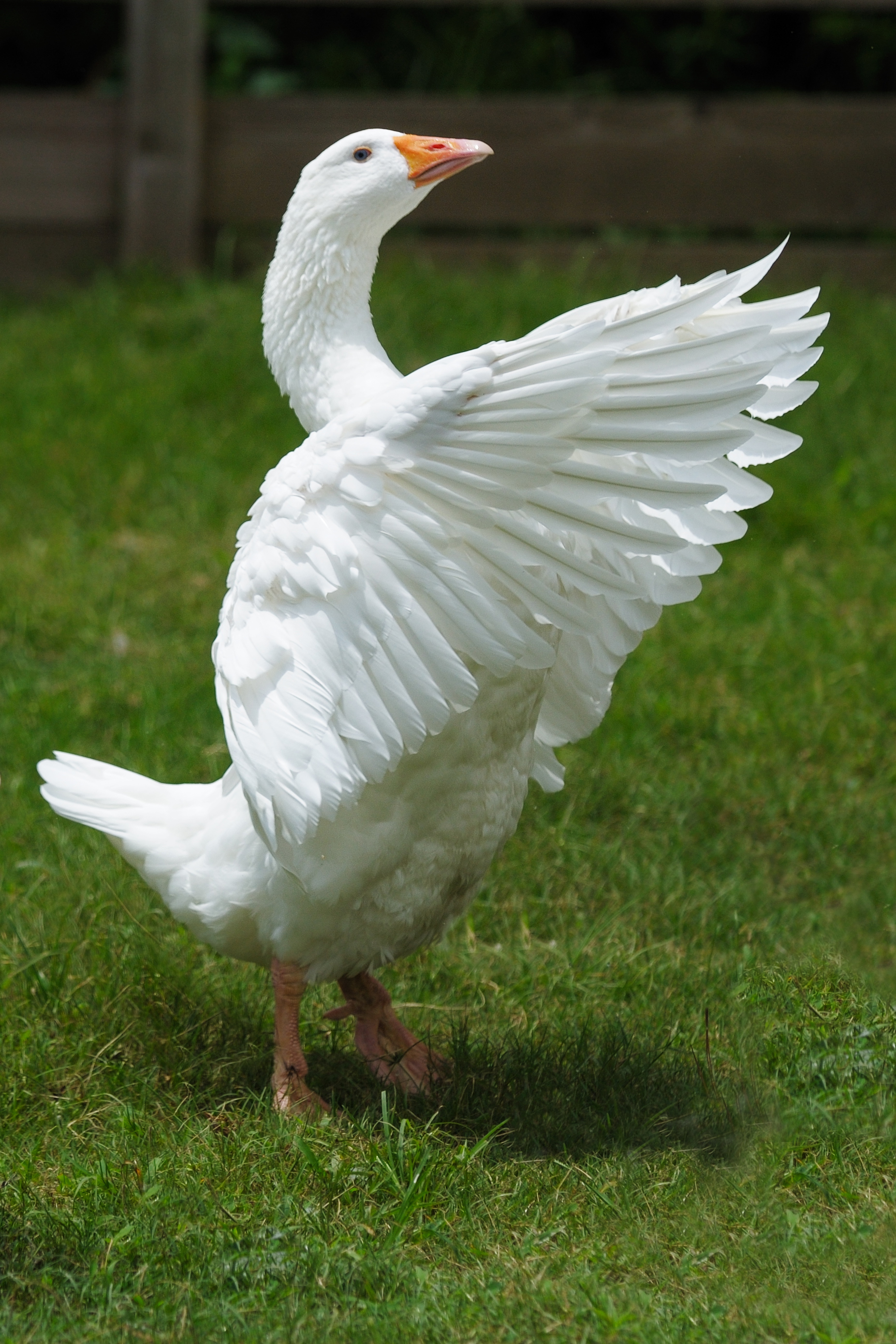
Gâscă de rasă Emden

- Emden - rasă de gâște originară din Germania.
- emondaj - operație de tăiere a ramurilor unui arbore pentru a se stimula creșterea în înălțime (vezi și elagaj).
- endofite - vezi: endoparazite.
- endoparazite

- ciuperci parazite al căror miceliu se dezvoltă în interiorul țesuturilor plantei-gazdă.
- organisme care parazitează în diferite organe ale corpului unui animal sau țesuturi ale unei plante (sinonim: endofite; vezi și: ectoparazite, ectoendoparazite).
- energie germinativă - mărime care caracterizează proprietatea germinativă a semințelor.
- enterotoxiemie infecțioasă - boală toxiinfecțioasă, care apare mai frecvent la oi.
- entomofag - insectă care se hrănește cu alte insecte dăunătoare, având astfel o deosebită importanță pentru combaterea dăunătorilor.
- entomofile - plante la care polenizarea se face cu ajutorul insectelor.
- enzootie - răspândirea unei boli contagioase doar la animalele dintr-un anumit teritoriu, fără tendința de difuzare.
- eparvén - exostoză situată pe fața internă a jaretului, la cal și la bou.
- epizootie - răspândire în masă a unei boli contagioase la animale.
- erbicid - (sau ierbicid) substanță care distruge ierburile dăunătoare agriculturii.
- eroziunea solului - procesul prin care particulele de sol sunt îndepărtate sub acțiunea apelor curgătoare, a vântului sau a altor factori.
- esență - denumire utilizată pentru anumite specii de arbori forestieri și care indică duritatea lemnului acestora.
- etichetă de certificare - o etichetă sau un simbol care indică certificarea unui produs agricol conform unor standarde verificate.
- etufare - distrugerea nimfei fluturelui de mătase din interiorul gogoșilor destinate filării, prin introducerea acestora în cuptor.
- evaluarea solului - stabilirea performanței sau potențialului solului în vederea amenajării sau folosirii.
- evapotranspirație - pierderea apei din sol atât prin evaporare cât și prin transpirația plantelor cultivate pe solul respectiv.
- eveniment catastrofal -  eveniment neprevăzut de natură biotică sau abiotică, provocat de acțiunea oamenilor, care generează perturbări importante ale sistemelor de producție agricolă sau ale structurilor forestiere (vezi și dezastru natural).
- exfoliere - manifestare a unei boli a arborilor provocate de ciuperca Physalospora cydoniae, în urma căreia scoarța se înnegrește și prezintă crăpături.
- extirpator - mașină agricolă din categoria cultivatoarelor, care taie rădăcinile buruienilor.
- extractor de miere - dispozitiv mecanic folosit la extracția mierii din faguri.

## F
- factor C/N - raportul dintre conținutul de carbon și cel de azot din sol și care indică modul de adminstrare a îngrășământelor.
- factori de vegetație – condiții care determină procesul de creștere și de dezvoltare a plantelor.
- factori edafici – totalitatea factorilor care se referă la sol și care determină aspectul și compoziția vegetației.
- factori pedogenetici – factori care contribuie la formarea și la evoluția solului și care se împart în: endodinamomorfi (roca, relieful, apa freatică etc.) și ectodinamomorfi (clima, vegetația, microorganismele, activitatea umană).
- facultate germinativă – capacitatea semințelor de a germina: procentul de semințe germinate în condiții optime și într-un timp stabilit.
- fagopirism - boală a animalelor domestice (în special oi, porci) care se manifestă prin sensibilitate la lumina solară, după ingerarea de hrișcă.
- fagure - strat de ceară cu celule hexagonale, produs de albine și care servește ca adăpost pentru ouă și miere.
- familie de albine - totalitatea albinelor dintr-un stup, alcătuită din matcă, albine lucrătoare și trântori.
- fanon - îndoitură a pielii la marginea inferioară gâtului la bovine (sinonim: salbă).
- FAO - vezi Organizația pentru Alimentație și Agricultură.
- farinotom - instrument pentru determinarea gradului de sticlozitate al boabelor de grâu și al orzului de bere.
- fascioloză - boală parazitară specifică rumegătoarelor și provocată de parazitul Distomum hepaticum (sinonim distomatoză, popular gălbează).
- fasonare

- (în silvicultură) grup de operații de prelucrare a arborilor doborâți: curățire de crengi, cojire, despicare etc,;
- (în horticultură și viticultură) scurtarea tulpinilor puieților pentru formarea de noi lăstari sau rădăcini.
- făinare - boală a plantelor produsă de ciuperci din familia erisifaceelor și caracterizată printr-un înveliș alb-cenușiu, prăfos la suprafața organelor atacate.
- făină animală - produs obținut din cadavre de animale și resturi din fabricile de conserve și folosit în hrana animalelor.
- făină de fosforiți - îngrășământ obținut prin măcinarea unor roci fosfatice și având drept compus chimic de bază fosfatul tricalcic Ca3(PO4)2.
- făină de oase - pulbere fină obținută prin măcinarea oaselor și folosită ca supliment în hrana animalelor.
- făină de pește - făină animală obținută din pește.
- făină Thomas - pulbere fină obținută prin măcinarea zgurii de la fabricarea oțelului și utilizată ca îngrășământ pentru solurile acide (sinonim: zgură Thomas).
- fâneață - teren de pe care se cosește iarbă, din care se pregătește fânul necesar animalelor.
- FEADR - vezi Fondul European Agricol pentru Dezvoltare Rurală.
- febră aftoasă - boală contagioasă la paricopitate, care se manifestă prin febră și erupții veziculoase.
- febră catarală malignă - boală infecțioasă acută a bovinelor, care se manifestă prin febră și inflamația mucoaselor capului (sinonim: coriză gangrenoasă).
- febră vitulară - boală acută la vaci, care apare în primele zile după fătare, caracterizată prin febră și paralizie generală.
- feculă - denumire dată amidonului provenit din organele subterane ale unor plante (exemplu: cartof, manioc).
- Federația Internaționala a Mișcării Organice în Agricultură (IFOAM) - organizație neguvernamentală care, în colaborare cu Serviciul Internațional de Acreditare Organică, acreditează instituții de certificare în conformitate cu anumite standarde.
- FEGA - vezi Fondul European pentru Garantare în Agricultură.
- fenomene climatice nefavorabile - fenomene meteorologice, cum sunt înghețul, furtunile și grindina, ploaieploile abundente sau seceta, care pot fi asimilate unor dezastre naturale.
- FEOGA - vezi Fondul European de Orientare si Garantare pentru Agricultură.
- FEP - vezi Fondul European pentru Pescuit.
- fermă - exploatație agricolă compusă din terenuri relativ întinse, efective de animale, parc de mașini agricole, amenajări și dotări speciale care servesc producției agricole (vezi și gospodărie agricolă).
- fermă de familie - exploatație agricolă aparținând persoanelor fizice în calitate de producători agricoli individuali, întreprindere individuală, întreprindere familială, înființată potrivit legislației în vigoare, care produce pentru consumul propriu, iar, după caz, surplusul este comercializat.
- fermier - persoană care desfășoară activități agricole pentru a produce alimente, furaje, fibre sau alte produse de origine vegetală sau animală, fie pentru consum personal, fie pentru comercializare.[necesită citare]
- fertilitate - însușire a solului de a asigura plantelor cultivate apa și substanțele nutritive de care au nevoie; un sol fertil trebuie sa aibă un conținut de cel putin 5% materie organică și humus și să fie structurat.
- Fetească Albă - soi de viță de vie cu struguri mici, cu boabe verzi-ruginii și care produce vinuri de calitate superioară.

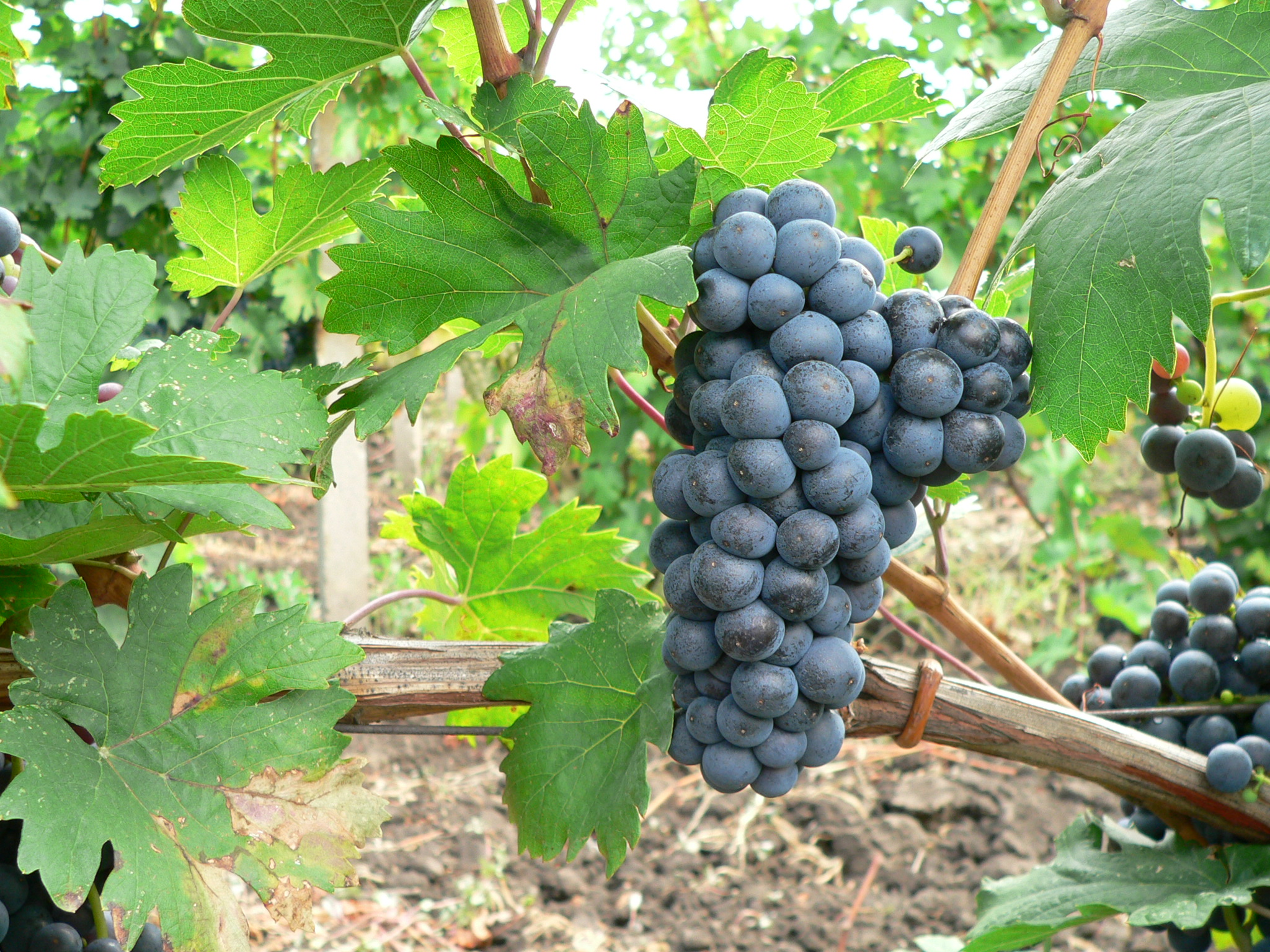
Fetească Neagră

- Fetească Neagră - soi de viță de vie, cu boabe de culoare neagră și care produce vinuri superioare.
- FIDA - vezi Fondul Internațional pentru Dezvoltarea Agricolă.
- fier lat - vezi: brăzdar.

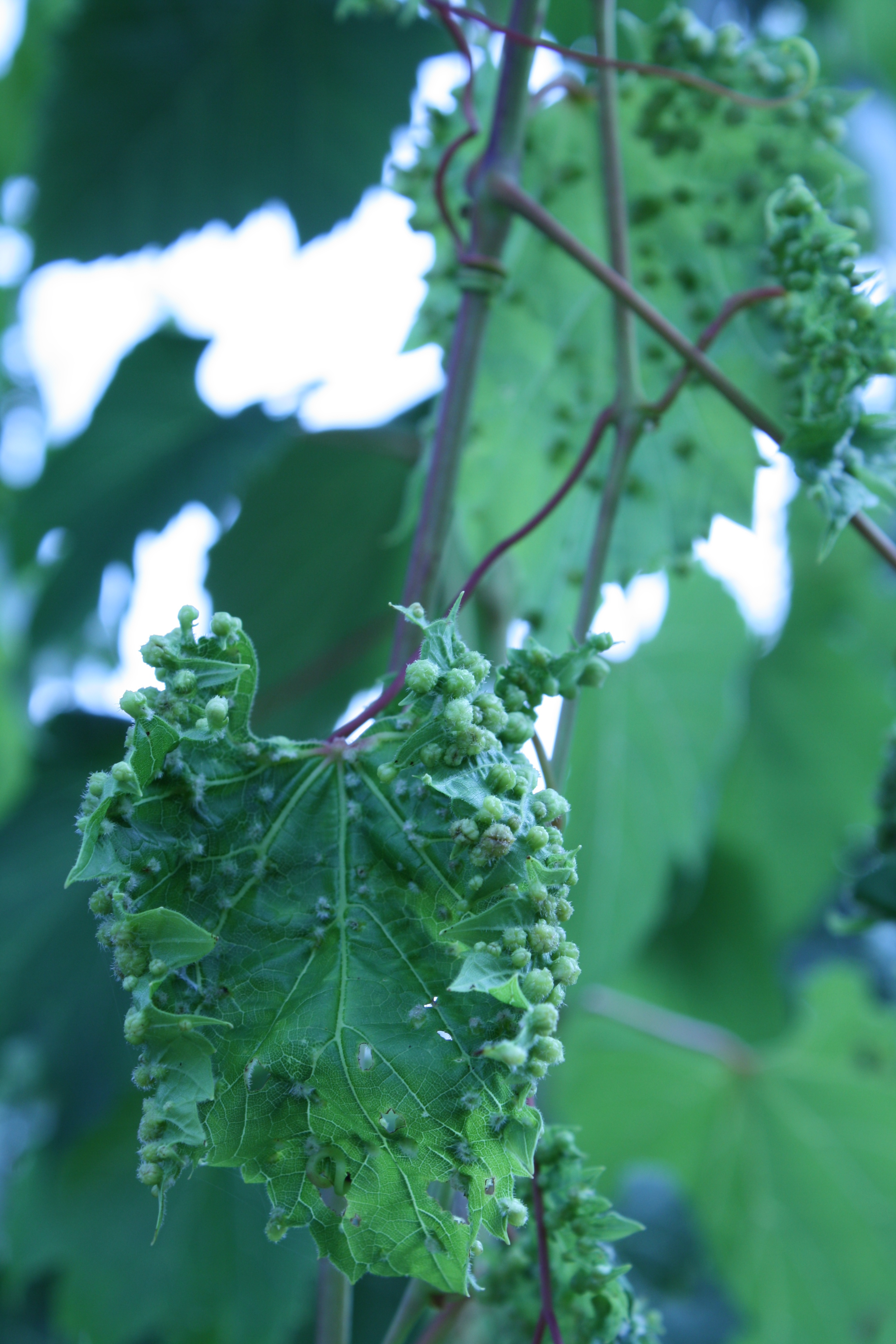
Frunze de viță de vie atacate de filoxeră

- filoxeră - (Daktulosphaira vitifoliae) insectă dăunătoare viței de vie.
- filozitate - simptom manifestat de tuberculii de cartof care sunt atacați de unele virusuri sau care au încolțit la întuneric.
- fitofag - animal care se hrănește cu plante, fiind de multe ori dăunător culturilor, ai pomilor fructiferi și ai pădurilor.
- fitohormoni - vezi auxine.
- fitopatogen - agent de natură fizică, chimică sau infecțioasă (parazitară) care produce îmbolnăvirea plantelor.
- fitopatologie - ramură a biologiei care se ocupă cu studiul bolilor plantelor și metodelor de combatere a acestora.
- fitotehnie - știință care cercetează cerințele plantelor cultivate față de mediul înconjurător și elaborează metodele de prelucrare a solului.
- fitoterapie - tratarea plantelor cultivate sau a semințelor în vederea combaterii bolilor și dăunătorilor.
- fitotoxic - preparat chimic care, în anumite concentrații, are o acțiune vătămătoare asupra plantelor.
- fitotron - instalație pentru studiul plantelor, care creează acestora condiții similare locului de origine.
- fixarea azotului - asimilarea azotului atmosferic de către unele microorganisme care trăiesc în simbioză cu rădăcinile unor plante (în special leguminoase).
- flanc - fiecare dintre cele două porțiuni laterale ale peretelui abdominal cuprinse între ultima coastă și șold.
- floricultură - ramură a horticulturii care cuprinde cultura plantelor ornamentale, folosite pentru grădini, parcuri sau apartamente.
- fluier - regiune a membrelor la animale cuprinsă între genunchi sau jaret și gleznă.
- focul bacterian - boală contagioasă care afectează merii, perii și alți membri ai familiei rozacee; altă denumire: ciuma de foc.
- foioase - denumire dată unor specii de arbori și de arbuști, din încrengătura angiospermelor, cu frunze late și căzătoare.
- foios - al treilea compartiment prestomacal la rumegătoare, care comunică la stânga cu rețeaua și la dreapta cu cheagul.
- fond funciar - totalitatea suprafețelor de teren (inclusiv cele acoperite cu apă) ale unei țări, regiuni sau societăți agricole.
- fond mutual - sistem care permite fermierilor afiliați să încheie o asigurare, prin care cei afectați de pierderi economice cauzate de fenomene climatice nefavorabile, manifestarea unei boli a animalelor sau a plantelor sau de un incident de mediu beneficiază de plăți compensatorii din partea acestui sistem.
- Fondul European Agricol pentru Dezvoltare Rurală- instrument de finanțare creat de Uniunea Europeană pentru implementarea Politicii Agricole Comune (abreviere FEADR).
- Fondul European de Orientare si Garantare pentru Agricultură - fond de investiții care finanțează dintr-un buget comun, cheltuielile Politicii Agricole Comune (abreviere FEOGA).
- Fondul European pentru Garantare în Agricultură - fond creat de Uniunea Europeană în vederea dezvoltării agriculturii statelor membre ale acesteia (abreviere FEGA).
- Fondul European pentru Pescuit - instrument financiar al Uniunii Europene, conceput pentru a asigura dezvoltarea durabilă a sectorului european de pescuit și acvacultură prin reducerea efortului de pescuit și protejarea mediului marin (abreviere FEP).
- Fondul Internațional pentru Dezvoltarea Agricolă - proiect care se derulează în zonele mai defavorizate din arealul montan și este destinat finanțării proiectelor agricole menite să asigure creșterea producției agricole în țările în curs de dezvoltare (abreviere: FIDA).
- formulă dentară - mod de prezentare, sub formă unor fracții ordinare a numărului și felului dinților unei specii de animale.
- forțarea semințelor - tratament aplicat semințelor pentru forțarea germinației.
- forțarea vițelor - tratament aplicat viței de vie altoite pentru formarea calusului, pornirea lăstarului și a rădăcinilor.
- fosfatare - îngrășare cu fosfați a terenurilor de cultură.
- fosfat de Cioclovina - îngrășământ natural provenit din peștera Cioclovina.
- fosfați - săruri ale acidului fosforic, utilizați și ca îngrășământe.
- fosfogips - îngrășământ utilizat pe soluri alcaline.
- fosforobacterín - îngrășământ bacterian, care conține o cultură din specia Bacillus megatherium phosphaticum și care transformă fosforul în compuși asimilabili de către plante.
- franc - denumire dată portaltoiului obținut din sămânța soiurilor cultivate.
- frate - lăstar care crește din nodurile subterane ale tulpinii la cerealele păioase.
- freză - mașină agricolă pentru lucrat terenurile înțelenite, mlăștinoase, turboase, prevăzută cu un ax cu cuțite care taie și mărunțesc solul.
- Friză - rasă de oi specializată pentru producția de lapte.
- fructificație:

- proprietate a pomilor fructiferi și a viței de vie de a da lăstari fertili;
- perioadă în care se formează fructele.
- frunze de ferigă - boală a tomatelor produsă de un virus și care se transmite prin intermediul insectei Myzodes persicae.
- fuleu - spațiul parcurs de un cal în timpul unui pas, marcat prin două urme succesive ale aceluiași picior.
- fulg - categorie de pene, caracterizate prin faptul că au jumătate din lamă pufoasă (vezi lanțetă).
- fumagină - boală provocată de ciuperca Apiosporium salicinum în special la pomi fructiferi.
- fungicide - substanțe pentru combaterea ciupercilor și a bolilor provocate de acestea.
- fungistatic - care are însușirea de a opri dezvoltarea ciupercilor.
- furaj - produs de origine vegetală sau animală pentru hrana animalelor.
- furaje combinate - nutrețuri complexe obținute pe cale industrială prin amestecarea a diferite concentrate cerealiere și leguminoase, la care sunt adăugate vitamine, microelemente, antibiotice.
- furbură - inflamație acută a bureletului, frecventă la cal și care se manifestă prin înțepenirea membrelor.
- furcuță - parte a copitei la cal, așezată în porțiunea posterioară a tălpii, de forma unei piramide cu vârful înainte.
- Furioso - varietate de cai formată în Ungaria din încrucișarea armăsarilor pur sânge de galop englez Furioso cu iepe din diferite rase.
- Furmint - soi de viță de vie formată în Ungaria, cu boabe dese și omogene, de culoare verde-gălbuie.
- furtișagul albinelor - fenomen întâlnit în anii lipsiți de floră, când albinele din alte familii intră într-un stup pentru a fura mierea.
- fuzarioză - boală a plantelor, produsă de ciuperci din genul Fusarium și care se manifestă prin acoperirea organelor atacate cu o pâslă deasă de culoare albă-roz.

## G
- Galbenă de Odobești – soi de viță de vie, cu struguri de mărime mijlocie, cu boabe dese de culoare galbenă-verzuie și din care se obțin vinuri albe de calitate.

Cal în galop

- galop – alura (v. alură) cea mai rapidă a calului, reprezentată printr-o succesiune de salturi, separate prin momente de suspensie totală (plutirea în aer).
- Gamay Beaujolais – soi de viță de vie originar din Franța, cu strugurii de mărime mijlocie, cu boabele dese de culoare neagră-roșcată și care, vinificat în amestec cu soiul Cabernet Sauvignon, dă vinuri roșii de calitate.
- gard (de pește) – împletitură de nuiele, de trestie etc. cu care se face un baraj de-a curmezișul unei ape curgătoare pentru prinderea peștelui sau pentru ca acesta să nu se refugieze pe terenurile inundate.
- gard viu - împrejmuire realizată din plante lemnoase, cultivate la distanță mică între ele, pe unul sau pe mai multe rânduri.
- gastrofiloză - boală parazitară la cai și măgari, provocată de larvele insectei Gastrophylus equi și care se manifestă prin colici grave și care poate ajunge la perforarea stomacului.
- gazon - suprafață de teren acoperită cu ierburi ca Lolium perenne sau Lolium aristatum și care constituie element de bază în amenajarea parcurilor și a spațiilor verzi.
- găină - specie de păsări domestice, crescute pentru producția de carne și ouă.
- gălbează - vezi: fascioloză.
- Gât golaș de Transilvania - rasă de găini bună producătoare de ouă și de carne și care au capul și gâtul lipsite de pene și penajul mai rar pe piept și abdomen.
- gelivură - crăpătură longitudinală provocată de ger pe tulpina arborilor.
- generație - totalitate a animalelor domestice care aparțin aceleiași specii sau rase și care s-au născut în același an.
- germicid - agent sau substanță care distruge germenii provocator de boli.
- ghemul albinelor - starea în care se află familia de albine când, din cauza frigului, se adună în partea călduroasă a stupului.
- ghiveci nutritiv - vas alcătuit dintr-un amestec de pământ, nisip, mraniță (sau turbă) și îngrășăminte chimice, în care se plantează răsadurile de legume.
- Gidran - varietate de cai anglo-arabă, cu aptitudini pentru tracțiune în agricultură și pentru călărie.
- glei, orizont cu ~ - sol bogat în oxizi de fier, format în condiții de umiditate excesivă.
- gleizare - proces de reducere a oxizilor ferici din sol sub influența umidității excesive.
- gleznă - regiune a membrelor la animale, având ca bază anatomică articulația metacarpofalangiană (între fluier și chișiță).
- glomerulă de sol - agregat cu diametrul cuprins între 0,25 și 10 mm, rezultat din alipirea particulelor elementare ale solului.
- gogoașă de mătase - înveliș protector caracteristic viermilor de mătase.
- gol de munte - teren situat deasupra limitei superioare a pădurii, acoperit cu vegetație ierboasă sau lemnoasă pitică.
- gomă - secreție mucilaginoasă produsă de unele plante sub acțiunea mai multor bacterii parazite, de exemplu bacteria Xanthomonas phaseoli care atacă fasolea (vezi și gomoză).
- gomoză - boală a plantelor provocată de bacterii fitopatogene, caracterizată prin scurgerea din țesutul atacata unei secreții mucilaginoase (vezi și gomă).
- Gordin - soi de viță de vie autohton, cu struguri de mărime mijlocie, cu bobul ovoid, verde -gălbui.
- gospodărie agricolă - societate comercială în care se obține o producție agricolă vegetală și animală (vezi și fermă).

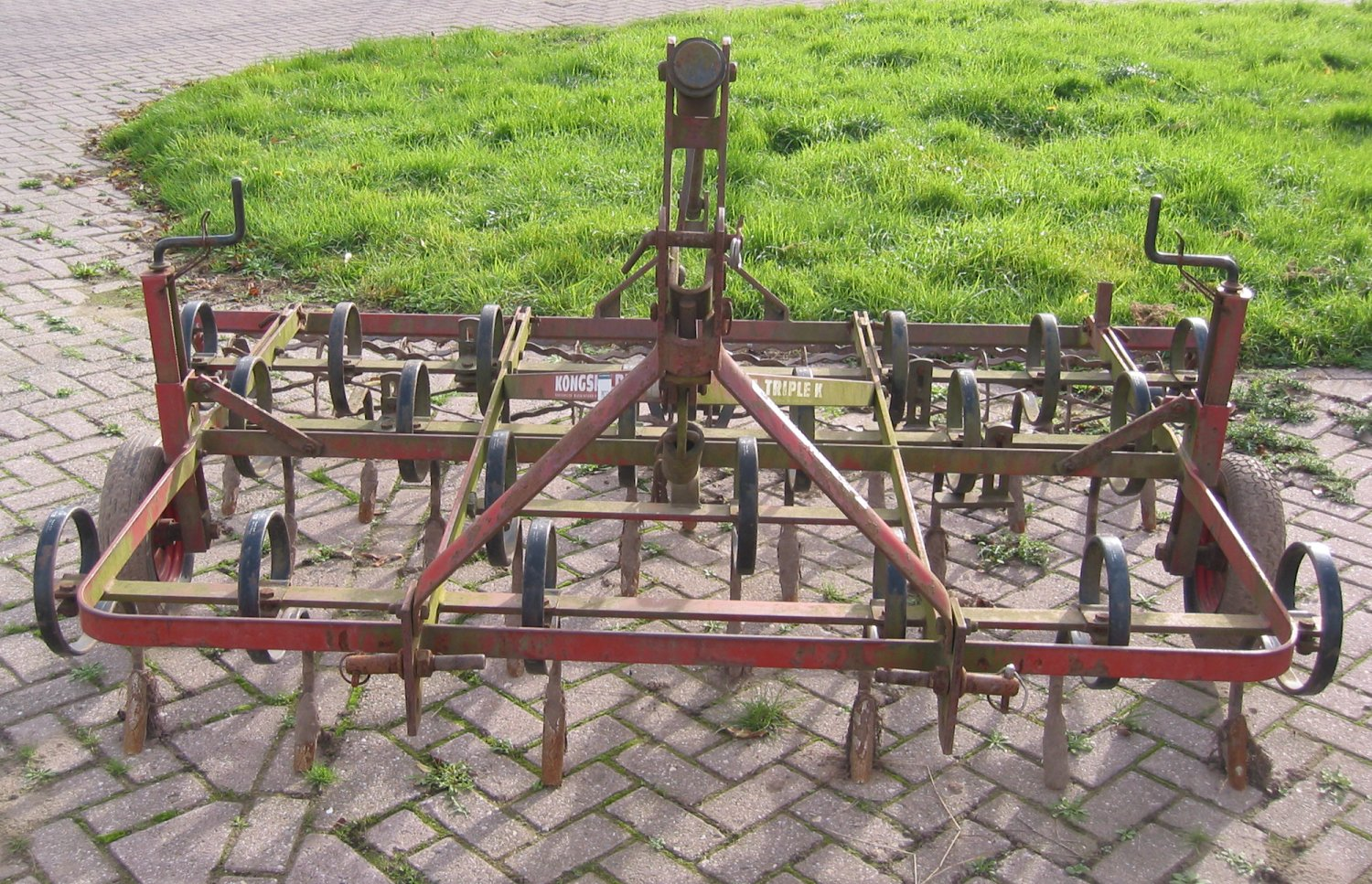
Grapă

- grapă - unealtă utilizată pentru spargerea bulgărilor și nivelarea solului după arat (sinonim: boroană).

- grapă articulată - grapă cu cadrul format din mai multe compartimente, legate atât între ele, cât și de o bară comună de tracțiune, și care prezintă avantajul de a se putea adapta ușor denivelărilor suprafeței pământului.
- grapă rulantă (sau stelată) - grapă cu roți dințate care, prin învârtirea lor, sparg coaja și fărâmă bulgării de pământ.

- Grasă de Cotnari - soi de viță de vie autohton, cu boabe dese și neomogene, de culoare galbenă-verzuie, din care se produc vinuri superioare.
- graset - regiune a membrului posterior la animale, având ca bază anatomică rotula și articulația femuro-tibiorotuliană.
- grădină

- spațiu liber plantat în jurul unei construcții și având un rol decorativ sau de agrement;
- teren cultivat în general cu plante horticole.

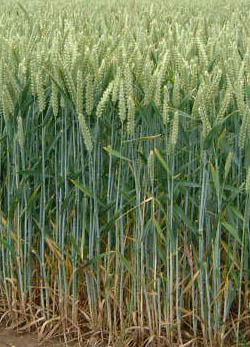
Lan de grâu

- grăpat - lucrare superficială a solului executată cu grapa și prin care se mărunțește și se nivelează solul.
- grăsun - denumire dată porcilor tineri, de circa 3-4 luni.
- grâu - gen de plante anuale din familia gramineelor și care constituie materia primă pentru fabricarea pâinii, a pastelor făinoase și pentru hrana animalelor.
- greabăn - regiune a corpului la bovine, cabaline, situată între gât și spinare.
- greblă mecanică - mașină agricolă destinată strângerii fânului sau altor culturi după cosit sau secerat.
- greutate absolută - greutate a unui număr de 1.000 de semințe, exprimată în grame.
- greutate hectolitrică - greutate a unui hectolitru de semințe, exprimată în kilograme.
- greutatea specifică a solului - raportul dintre greutatea unei probe de sol uscat și volumul pe care acesta îl ocupă.
- greutatea volumetrică a solului - raportul dintre greutatea unei probe de sol uscat și volumul ei total.
- grifă - instrument prevăzut cu lamă de oțel pentru marcarea arborilor.
- grindei - organ component al plugului cu tracțiune animală, pe care se montează trupița, cuțitul lung, antetrupița și coarnele (vezi și avantren).
- gripă aviară - boală contagioasă gravă a păsărilor, cu sfârșit letal, care se poate transmite și la om.
- grosiere - nutrețuri fibroase cu conținut ridicat de celuloză brută, de exemplu: paiele, pleava de cereale, cocenii de porumb și care au o valoare nutritivă scăzută.
- grumaz - vezi: cerbice.
- grup de arbori - ansamblu format de un număr relativ mic de arbori, situați în interiorului unui arboret de altă specie.
- guano - depozit natural de fosfați provenit din acumularea excrementelor de animale, ce poate fi utilizat ca îngrășământ natural (vezi și fosfat de Cioclovina).
- Guernsey - rasă de taurine, originară din insula Guernsey, bună producătoare de lapte.
- gunoi de grajd - dejecții provenite de la animale la care se pot adăuga: resturi alimentare, ape uzate, păr, pene sau alte materiale.
- gunoi de grajd compostat (vezi și compost):

- dejecții animale fermentate pe o platformă special amenajata, proces care permite eliberarea azotului;
- îngrășământ organic neinflamabil.
- gunoire - lucrare de îngrășare a solului cu gunoi de grajd (bălegar).
- gurmă - boală infecțioasă a cailor tineri, provocată de un streptococ.
- gust foxat - gust neplăcut pe care îl au vinul și anumiți struguri de slabă calitate.

## H
- haldán – numele dat plantelor feminine de cânepă semănate rar prin porumb, pentru obținerea semințelor.
- hambar - incintă de dimensiuni mici pentru depozitarea porumbului recoltat în gospodăriile mici; sinonim: pătul.
- hantru – unitate de măsură folosită în planificarea lucrărilor cu tractoarele; reprezintă echivalentul executării cu tractorul a unei arături de 18-20 cm adâncime pe un hectar de teren de consistență mijlocie.
- hardpan – strat de pământ compact, gros de 2-10 cm, care se întâlnește imediat sub adâncimea de lucru a plugului; influențează negativ permeabilitatea și împiedică pătrunderea rădăcinilor în adâncime.
- hat:

- fâșie îngustă de teren nearat care desparte două terenuri agricole care aparțin unor gospodării diferite;
- (regionalism) câmp nelucrat, pârloagă.
- hârleț - vezi cazma.
- heder - partea din față a combinei de cereale, care conține aparatul de tăiere, despărțitoarele de lan, transportorul cu șnec etc.

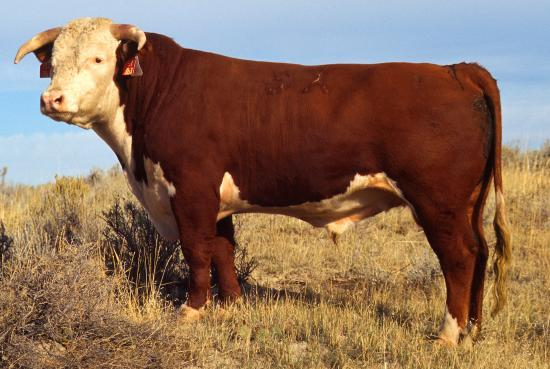
Taur rasa Hereford

- helmintosporioză - boală a plantelor provocată de ciuperci parazite din genul Helminthosporium și care se manifestă prin apariția unor pete brune pe frunze.
- heptaclor - insecticid foarte toxic utilizat pentru combaterea termitelor și a altor insecte din sol, combaterea malariei, protejarea culturilor de bumbac.
- Hereford - rasă de taurine creată în Anglia, specializată în producția de carne.
- herghelie - crescătorie de cai, alcătuită din animale de reproducție și din exemplare de diferite vârste, care cresc sau pasc împreună.
- herminat - culoare a penajului specifică unora din varietățile raselor de găini Sussex, Brahma etc.; se caracterizează printr-un fond alb, având penele din coadă și din vârful aripilor negre, iar penele de pe gât (lanțetele) negre, mărginite cu alb.
- hernia verzei - boală a verzei provocată de ciuperca Plasmodiophora brassicae și care se manifestă prin apariția unor umflături pe rădăcinile plantelor.
- hibrid - plantă sau animal rezultat în urma hibridării între doi indivizi aparținând la soiuri, rase, specii sau genuri diferite.
- hibrid direct producător - denumire dată soiurilor de viță de vie provenite din încrucișarea unor specii roditoare cu specii sălbatice.
- hibridare vegetativă - metodă de hibridare, care la plante se realizează prin altoire, iar la animale prin transplant.
- hidroameliorații - lucrări de îmbunătățiri funciare pentru menținerea în sol a unui raport favorabil între apă și ceilalți factori de fertilitate.
- hidrocultură - procedeu de cultivare a plantelor în apă sau în soluții nutritive, renunțându-se la pământ.
- hidromodul - debit de apă necesar în timpul unui sezon pentru irigarea suprafeței de un hectar, calculat pentru fiecare cultură agricolă.
- hidroponică - cultură de plante în soluții nutritive, prin care circulă o soluție apoasă de îngrășăminte.
- higrómă - inflamație a pungilor seroase de sub piele în dreptul unor articulații sau proeminențe osoase la animale, provocată de traumatisme sau infecții.
- himeră de altoire - plante ale cărei țesuturi sunt diferite din punct de vedere genetic.
- hipersensibilitate - sensibilitatea excesivă a unei plante la atacurile unui agent patogen.
- hipiatrie - știință care se ocupă cu studiul bolilor la cai.
- hipodermoză - boală parazitară a animalelor rumegătoare provocată de larva muștelor Hipoderma și care atacă pielea animalelor bolnave.
- histomonoză - boală parazitară a păsărilor provocată de protozoarul Histomonas meleagridis.
- histosol - sol cu orizonturi organice, format în condiții de saturație cu apă și insuficiență de oxigen, cu acumulare rapidă a materialelor organice datorită unei descompuneri lente.
- holera păsărilor - boală infecțioasă gravă a păsărilor domestice, provocată de un microb din grupa Pasteurella și care poate avea evoluție mortală (sinonim: pasteureloză).
- holoparazit - plantă lipsită de clorofilă, care trăiește parazitar pe o altă plantă.
- Holstein - varietate de taurine din rasa Ostfriză, de culoare bălțată alb cu negru.
- Holsteiner - rasă de cabaline folosită în agricultură și transport.
- horticultură - știința agronomică care se ocupă cu studiul și aplicarea metodelor optime de cultivare a pomilor și arbuștilor fructiferi, viței de vie, legumelor și florilor precum și vinificarea strugurilor.
- hulub - (despre unele taurine) care are culoarea cenușie.
- humificare - transformarea în humus a materialului organic (vegetal sau animal) încorporat solului.
- humus - material organic care se află în sol și stă la baza fertilității acestuia.
- Huțul - rasă de cai mici de munte, buni pentru tracțiune.

## I
- iaka – soi de tutun oriental care intră în componența tutunurilor superioare (sinonim: iaka de Macedonia).
- Ialomițeană – rasă de vaci și cai formate în condițiile de viață din Câmpia Dunării și Valea Ialomiței.
- iarbă:

- nume generic dat plantelor erbacee, în special cele din familia gramineelor care cresc pe pajiști naturale sau artificiale;
- nutreț verde, proaspăt cosit.
- iarovizare - tratare a semințelor și a plantelor de cultură, în urma căreia acestea se adaptează la temperaturi scăzute.
- iavașá - instrument cu care se strânge buza superioară a animalelor pentru a fi stăpânite când sunt supuse la tratamente și proceduri dureroase sau incomode.
- iaz - bazin de apă amenajat pentru piscicultură.
- ie - regiune corporală la animale, reprezentată printr-o îndoitură a pielii situată la partea inferioară a locului de prindere a membrelor posterioare de trunchi.
- iepuraș - exostoză manifestată printr-o umflătură pe fața jaretului la cal, cauzată de supunerea animalului la munci excesive.
- IFOAM - vezi Federația Internaționala a Mișcării Organice în Agricultură.
- igienă culturală - măsuri care se aplică pentru înlăturarea focarelor de infecție și împiedicarea răspândirii agenților patogeni la plante.
- ihneumonide - grup de insecte din ordinul himenopterelor și care sunt folositoare, deoarece distrug multe insecte dăunătoare agriculturii.
- inceptisol - tip de sol tânăr, cu profil puțin dezvoltat; se găsește la gurilor marilor râuri și este favorabil cultivării orezului.
- incident de mediu - evenimente ca poluarea, a contaminarea sau degradarea în calitatea mediului, cu o extindere geografică limitată.
- incizie inelară - operație executată în cursul vegetației plantelor, prin care se extrage un inel din scoarța unei ramuri pentru a dirija către inflorescențe o cantitate mai mare de substanțe nutritive.
- incubator - instalație pentru clocire artificială, care asigură dezvoltarea normală a embrionului din ou.
- incubație - proces de dezvoltare a embrionului de păsări sub influența unor anumitor factori fizici (temperatură, umiditate etc.).
- infecție - (în fitopatologie) pătrundere a unui agent patogen în corpul plantei-gazdă.
- infestare cu dăunători - apariția unuia sau mai multor specii de dăunători într-o regiune unde numărul și impactul acestora au potențial să atingă un nivel intolerabil.
- infestație - invadare a organismului cu paraziți animali.
- inginer agronom - specialist în științele agricole care aplică cunoștințe științifice, tehnice și economice pentru a îmbunătăți procesele de cultivare a plantelor, creștere a animalelor și gestionare a resurselor naturale, cu scopul de a obține producții agricole sustenabile, eficiente și adaptate condițiilor de mediu.[2]
- inhibitor - preparat sau tratament care frânează sau împiedică un proces fiziologic, dezvoltarea unui agent patogen.
- inima fructului - fructul propriu-zis la unii pomi fructiferi; este separat de reestul fructului prin fascicule de vase sau prin celule pietroase.
- insecticid - substanță folosită pentru distrugerea insectelor parazite sau dăunătoare.
- insecticid remanent - insecticid a cărui acțiune toxică persistă un timp mai îndelungat.
- insectofungicide - produse chimice folosite pentru combaterea insectelor dăunătoare și a ciupercilor parazite.
- instalație de irigație - instalație destinată irigării terenurilor agricole, format dintr-un grup motopompă, din conducte și aspersoare (vezi și sistem de irigații).
- intercalare - vezi cultură intercalată.
- intrazonal, sol ~ - sol în formarea căruia, pe lângă influența condițiilor bioclimatice ale zonei naturale în care apare, se simte și influența unor condiții locale de relief, de litologie și de strate acvifere.
- Ionatan - soi de măr, originar din SUA, cu fructul de mărime mijlocie, de culoare roșie-sângerie, cu dungi carmin și puncte albicioase.
- irigație - măsură de îmbunătățiri funciare care constă în aprovizionarea dirijată a solului cu cantități de apă suplimentare față de cele primite prin precipitații.
- Isker - rasă de taurine din Bulgaria, obținută prin încrucișarea rasei locale cu vitele ilirice Bos brachiceros.
- izabel - (despre animale) care are corpul; acoperit uniform cu păr galben de diferite nuanțe.
- izlaz - pajiște naturală destinată pentru pășunatul animalelor.

## Î
- îmbunătățiri funciare - ansamblu de procedee tehnice și biologice pentru valorificarea agricolă a unor terenuri improprii sau slab productive, prin crearea unui raport favorabil dintre apă și sol (sinonim: ameliorații).
- împerechere - potrivire a perechilor de animale în vederea montei, în scopul obținerii unei combinații optime a însușirilor productive.
- înălbire - creștere forțată a unor legume la întuneric pentru a obține frunze alb-gălbui care să nu aibă gust amar.
- încastelură - deformare a copitei la cal, constând în apropierea exagerată a călcâielor, care provoacă dureri în timpul mersului.
- încrețirea frunzelor - boală provocată de diverse virusuri la unele plante.
- încrucișare - denumire dată în zootehnie hibridizării sexuate.
- îndiguire - măsură pentru apărarea de inundare a terenurilor agricole prin construirea unor diguri.
- îndopare - metodă de îngrășare a păsărilor prin hrănirea forțată a acestora.
- îndulcirea cartofilor - boală care apare atunci când tuberculii de cartofi sunt păstrați un timp mai îndelungat la temperaturi scăzute.
- înflorire:

- fenomenul creșterii și dezvoltării bobocilor care se transformă în flori;
- durata de timp în care o plantă se menține înflorită.
- înflorirea albă - boală a porumbului provocată de ciuperca Fusarium moniliforme și care se manifestă prin crăparea boabelor.
- înfrățire - formare de lăstari laterali la baza tulpinii principale a gramineelor păioase (grâu, orz, ovăz, orez), în faza de creștere care urmează imediat după răsărire.
- înfrățirea vinului - vezi cupajarea vinului.
- îngenunchierea tulpinilor - boală a cerealelor provocată de mai multe specii de ciuperci și care se manifestă prin îndoirea tulpinilor în porțiunea bazală.
- îngrășare - proces fiziologic prin care animalele supuse unui regim de hrană abundentă acumulează, într-un timp scurt, o anumită cantitate de carne.
- îngrășământ - amestec de substanțe organice sau minerale care se aplică, pe sol sau pe plante, în scopul creșterii producției agricole.
- îngrășământ organic - produs rezultat din procesarea substanțelor animale sau vegetale și care conține o cantitate suficientă de nutrienți pentru plante pentru a avea valoare ca îngrășăminte.
- îngropatul viei - lucrare agrotehnică executată la vița de vie, cu scopul de a o feri de temperaturile joase și care constă în mușuroirea butucului, aplecarea coardelor și acoperirea acestora cu pământ.
- înierbare - proces prin care un teren se acoperă cu o vegetație ierboasă (vezi și înțelenire).
- înnegrirea bazei tulpinii - boală a cartofului provocată de bacteria Erwinia phytophthora, care se manifestă prin înnegrirea părții inferioare a tulpinii.
- înnegrirea spicului - boală a grâului provocată de ciuperca Dilophia graminis (când spicul este prins într-o masă neagră cărbunoasă) sau Mycosphaerella tulasnei (când spicul este acoperit cu puncte mici negre).
- înrădăcinare - dezvoltarea și pătrundrea rădăcinilor unei plante în straturile de sol.
- însămânțare - lucrarea care constă în punerea semințelor (sau fructelor) de plante în condiții de încolțire la o anumită adâncime, într-un teren pregătit adecvat.
- însămânțare artificială - introducere a gameților masculi în organele genitale femele cu ajutorul unor instrumente, fără a avea loc împreunarea femelei cu masculul.
- însilozare - mod de pregătire și de conservare a nutrețurilor verzi și suculente prin fermentație lactică, pentru a asigura hrănirea animalelor pe timp de iarnă (sinonime: ansilaj, murare).
- înspicare - apariție a spicului în teaca ultimei frunze, la cerealele cu spic (grâu, orz, secară) sau a paniculului (la orez, ovăz, mei)
- întinerirea pomilor - lucrare aplicată pomilor îmbătrâniți caer constă într-o tăiere severă a ramurilor, iar rănile provocate se ung cu mastic.
- înțărcare:

- procesul de separare definitivă  a sugarului de mamă;
- întrerupere a mulsului la animalele gestante înaintea fătării.
- înțelenire - proces de înierbare, naturală sau artificială, prin care diferitele specii de ierburi perene, cresc și se dezvoltă întrețesând cu rădăcinile stratul de pământ de la suprafață.
- învechirea vinului - proces de maturizare a vinului, care se petrece în primii 3-5 ani de la vinificație.

## J
- jaret – articulație a membrului posterior la patrupede, situată între gambă și fluierul piciorului.
- jariște – pădure arsă, pe locul căreia se dezvoltă ulterior o vegetație secundară.

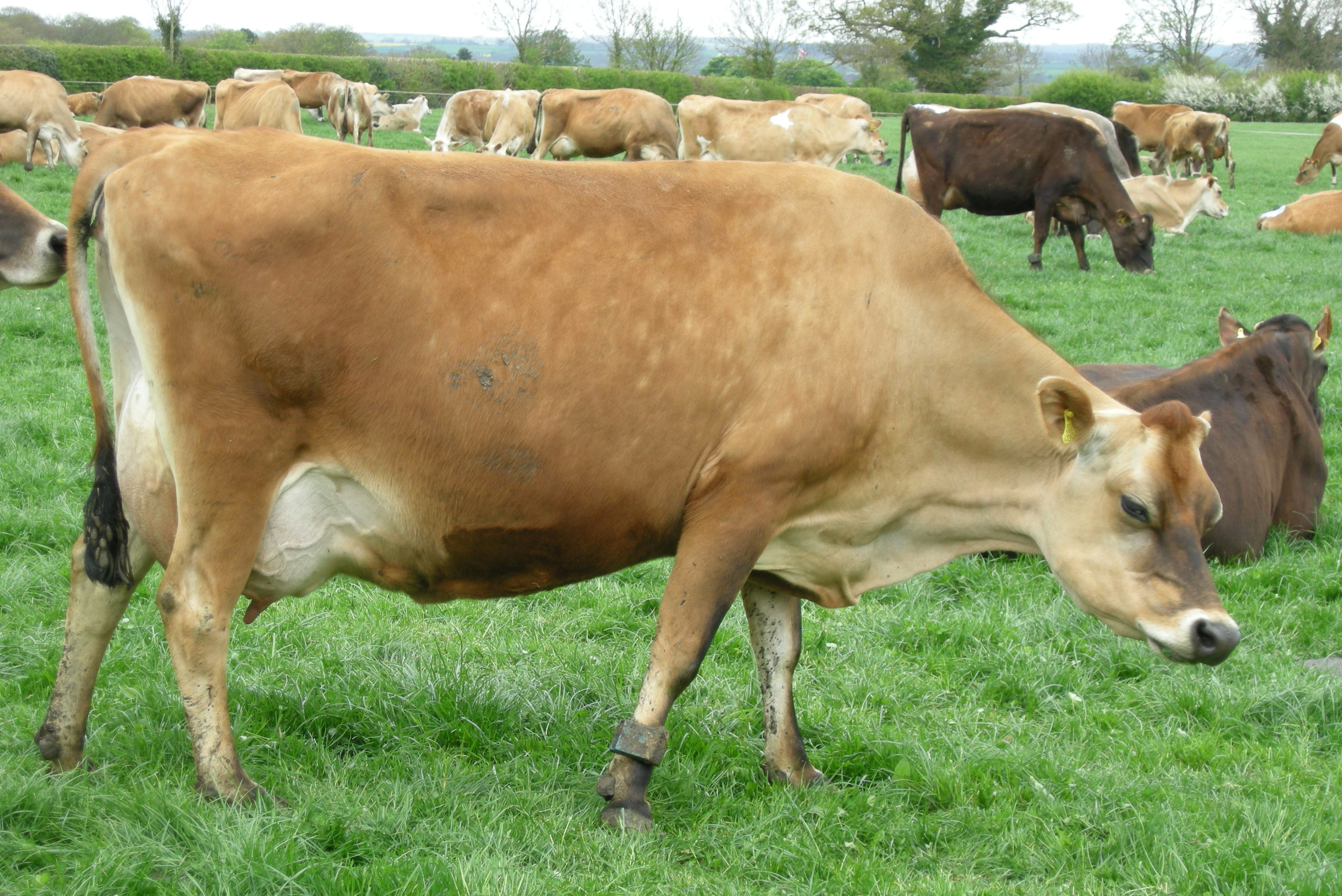
O vacă rasa Jersey

- Jersey – rasă de taurine originară din Insula Jersey, cu laptele bogat în grăsime.
- jgheab – regiune corporală la animale, delimitată de cele două ramuri ale maxilarului superior.
- jigodie - vezi boala lui Carré.
- jigou – denumire dată regiunilor coapsei și fesei unor animale, la ovine reprezentând carnea de calitate superioară.
- jintiță – subprodus al laptelui, obținut din zerul rezultat la prepararea brânzeturilor.
- jir – fructul fagului, folosit uneori ca hrană de bază pentru porci.
- jug - dispozitiv de lemn care se pune pe gâtul animalelor cornute care trag la car, la plug etc. sau la coarnele acestora.
- jugan – armăsar sau taur castrat.
- juncan – mascul taurin de 2-3 ani.
- juvelnic – ladă pentru păstrarea peștelui viu în apă.

## K
- Khaki Campbell - rasă de rațe creată în Anglia din încrucișarea rasei locale cu rasa Alergătoare indiană.
- Kiș-miș – soi de viță-de-vie de origine asiatică, cu boabe fără semințe, utilizate la obținerea stafidelor.
- Kostroma - rasă de taurine, creată prin încrucișarea rasei locale din regiunea orașului omonim cu rasa Schwyz.

## L
- labă de cultivator - vezi cuțit de cultivator.
- Lacryma Christi⁠(d) – denuire dată vinurilor italiene albe sau roșii, produse în podgoriile de la poalele Vezuviului.
- lactație – proces de formare și de secreție a laptelui prin glandele mamare ale femelelor mamiferelor.
- lactofiltru – dispozitiv utilizat pentru determinarea impurităților din lapte.

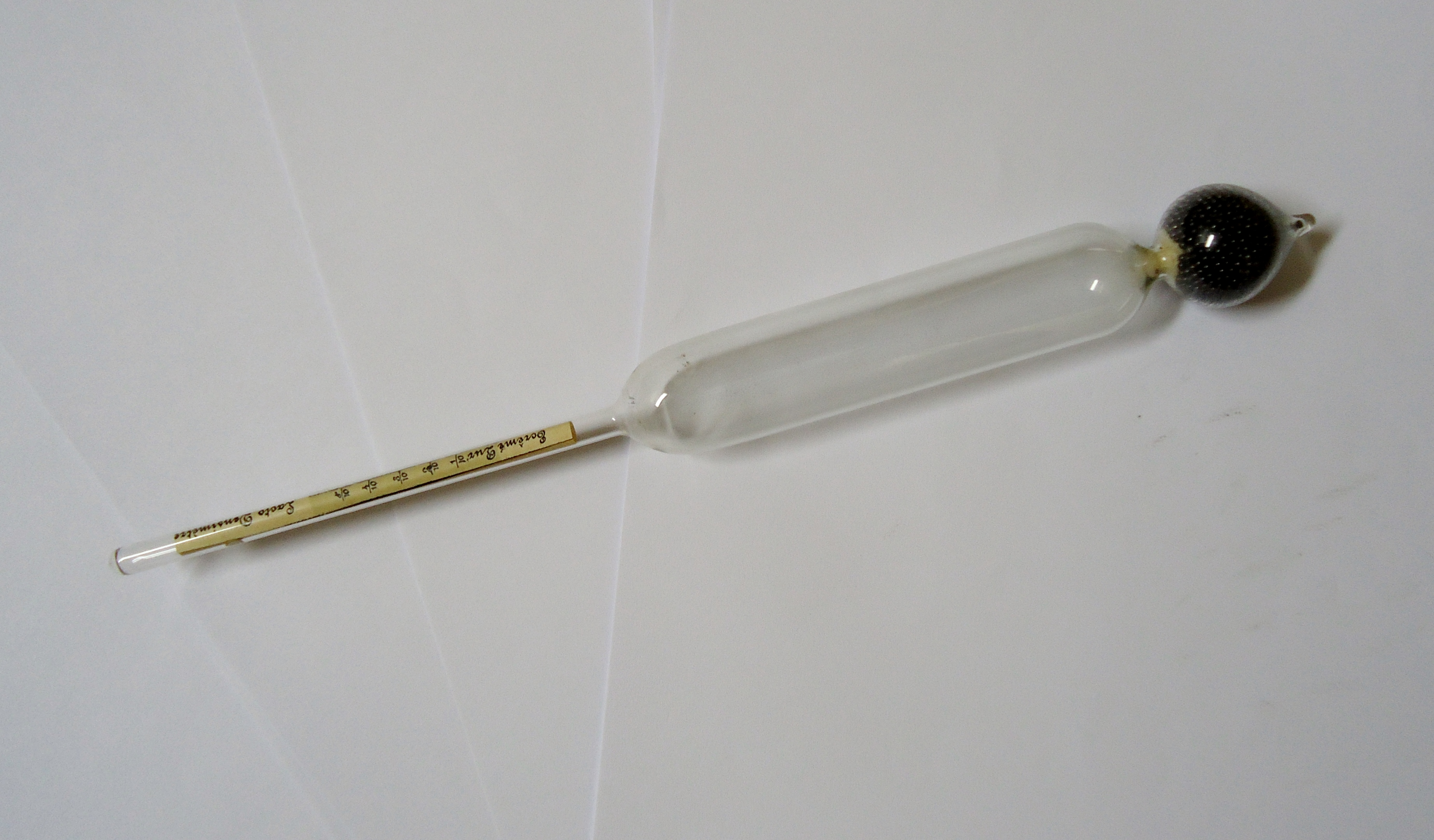
Lactometru

- lactometru – instrument utilizat pentru determinarea purității laptelui.
- lance de stropit – conductă de metal prevăzută cu un cap de pulverizare.
- Landrace – rasă de porci bună producătoare de carne, orginară din Danemarca.
- lanț alimentar⁠(d) - activitățile de colectare, sortare, depozitare, ambalare, procesare, implicate în crearea și consumul produselor alimentare.
- lanțetă – categorie de fulgi (la păsări) lungi și colorit viu.
- lapte – produs de secreție al glandelor mamare, care servește drept hrană puilor mamiferelor, cel de vacă și de oaie prezentând importanță deosebit pentru alimentația oamenilor.
- lapți – produsele sexuale masculine ale peștilor.
- lăcovíște - grupă de soluri formate pe terenuri cu exces de apă stagnantă la adâncime mică.
- lăptișor de matcă - produs de secreție al glandelor faringiene ale albinelor-doici, utilizat și în medicină și în cosmetică.
- lână - totalitatea fibrelor produse de celulele epidermice ale ovinelor și altor animale; lâna constituie o fibră textilă de bună calitate, cu multe aplicații în domeniul textil.
- Leghorn - rasă de găini bune producătoare de ouă, obținută în SUA.
- legumicol - referitor la legume.
- legumicultură:

- ramură a agriculturii care se ocupă cu studiul plantelor leguminoase;
- sector al producției agricole care cuprinde cultura legumelor în unitățile agricole.
- leguminoase - familie de plante dicotiledonate al căror fruct este o păstaie.
- leptospiroză - boală infecțioasă a animalelor, provocată de microbi din genul Leptospira și care se manifestă prin febră, icter, pierderea sarcinii etc.
- Leșească - rasă de rațe originară din America de Sud, crescută pentru producția de carne.
- leucoza găinilor - boală de natură virotică, care se transmite de la o găină la alta prin ouă (sinonim: neurolimfomatoză).
- levigare - fenomen de transport în apa freatică asubstanțelor solubile în sol, aflate în soluție sau în stare de dispersie coloidală.
- Lincoln - rasă de porci, creată în Anglia și reprezentată prin animale de talie mare, cu urechile lungi și aplecate, cu părul ondulat și de culoare albă-gălbuie.
- linie - grup de animale din cadrul unei rase sau al unei varietăți, descendent dintr-un strămoș comun cu care se aseamănă.
- Lipițan - rasă de cai de tracțiune ușoară și de călărie, originară din Slovenia.
- listerioză - boală infecțioasă, mai frecventă la oi și la porci, provocată de microbul Listeria monocytogenes și care se manifestă prin tulburări nervoase și prin avorturi.
- livadă - teren plantat cu pomi fructiferi.
- lizimetru - instalație care colectează apa infiltrată într-un anumit volum de sol și care studiază modul în care se înmagazinează și circulă apa pe diferite tipuri de soluri.
- loca - denumire dată unor boli infecțioase ale puietului de albine, cauzate de Bacillus larvae sau de Bacillus pluton.
- lot - parcelă de teren.
- lotizare - parcelare, împărțire pe loturi.
- lucernă - plantă erbacee perenă (Medicago sativa), cultivată ca plantă furajeră, având o valoare nutritivă ridicată.
- lucrare a solului - operație de întoarcere, mărunțire, amestecare și afânare a solului, executată pentru ca semințele plantelor cultivate să aibă condiții favorabile germinării, cresterii și dezvoltării.

- lucrare conservativă (a solului) - lucrare agricolă prin care o parte din suprafață rămâne acoperită de resturi vegetale și care dăunează solului mai puțin decât lucrările tradiționale; vezi și agricultură conservativă.

- lupă - excrescență lemnoasă care apare pe trunchiul sau pe crengile arborilor.
- lupinoză - intoxicație care apare la animale în urma consumului plantei Lupinus și care se manifestă prin febră, icter, diaree, putând provoca moartea.
- lupoaie - plantă parazită (Orobanche) care trăiește pe rădăcinile de floarea soarelui, tutun, cânepă și care poate dăuna culturilor agricole.
- lut - material detritic sedimentar, format dintr-un mestec de argilă, praf și nisip, friabil în stare uscată și plastic în stare umedă.

## M
- maiá – mediu nutritiv care conține microorganisme necesare anumitor procese de fermentație.
- maizenă – amidon de porumb folosit la prepararea unor produse dietetice.
- Majarcă – soi de viță-de-vie cu boabele mari, de culoare verzuie pătată, din care se obține vin de calitate.
- maleină – substanță obținută din germeni cultivați în bulion, folosită pentru diagnosticarea morvei la cai.
- malligand – aparat cu care se determină gradul de alcool din vin prin stabilirea temperaturii de fierbere a vinului respectiv.
- malț – produs obținut prin germinarea unor cereale și utilizat la fabricarea berii și a spirtului.
- mamelă – organ glandular al femelelor mamiferelor care, în timpul lactației, secretă laptele.
- mamită – boală infecțioasă a ugerului la animalele în lactație.
- mană – boală infecțioasă și contagioasă a plantelor, provocată de ciuperci parazite.

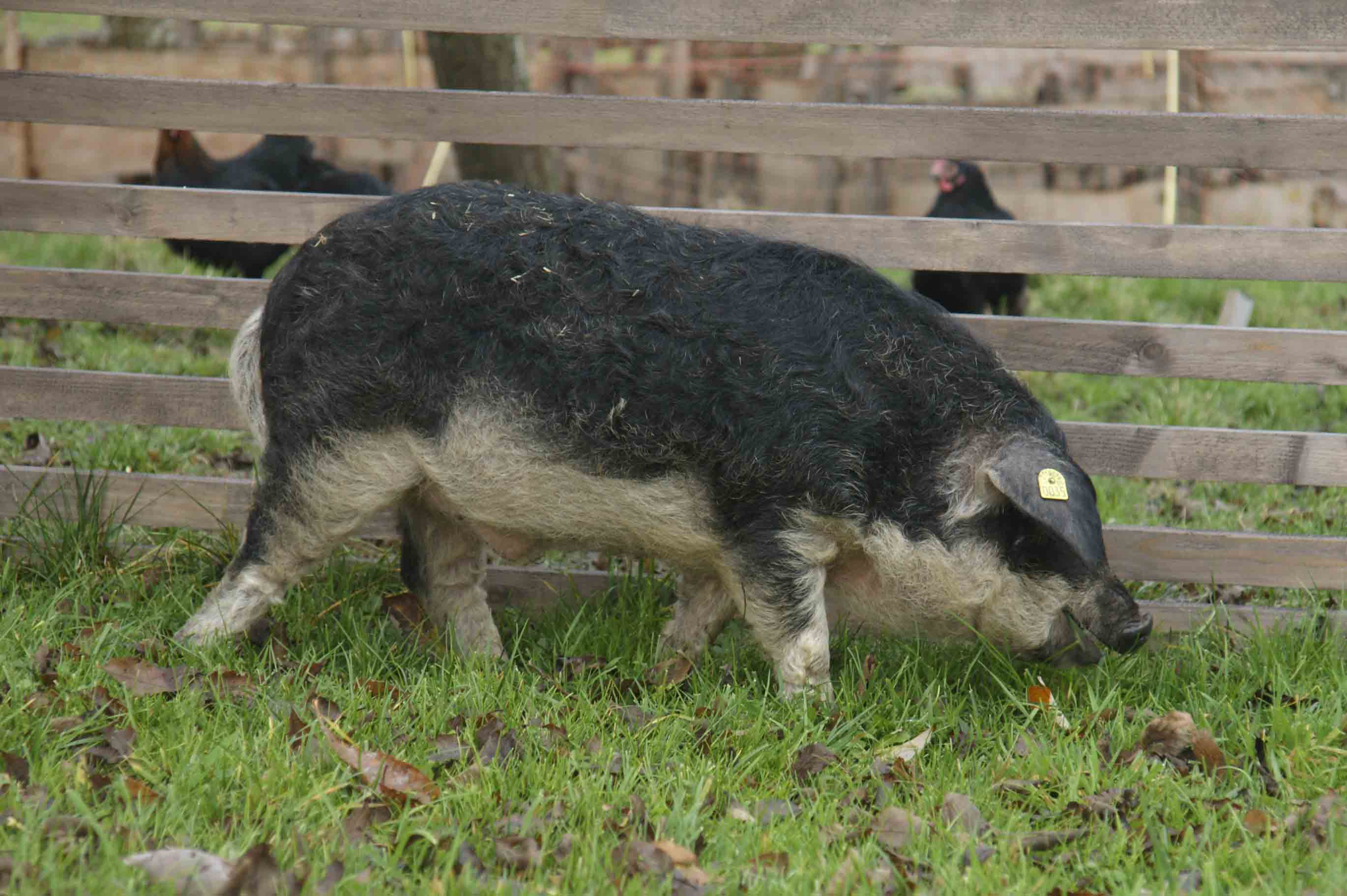
Porc rasa "Mangalița"

- Mangálița - rasă de porci, crescută în special pentru producția de grăsime.
- maniament - loc de depozitare a grăsimii sub piele (salba, capul pieptului, șoldul etc.) și prin a cărui palpare se poate aprecia gradul de îngrășare al animalului respetiv.
- marcator - unealtă pentru marcarea locului de plantare sau de semănare a culturilor agricole.
- marcotaj - metodă de înmulțire vegetativă a plantelor, folosită în special la vița de vie și care constă în aplecarea unei coarde dintr-un butuc și îngroparea ei în pământ astfel încât vârful să rămână în afară.
- Marele Alb - rasă de porci creată în Anglia, crescută pentru carne.
- Marele Negru - rasă de porci creată în Anglia, crescută pentru carne și caracterizată printr-o culoare întunecată a pielii.
- mastíc - amestec de colofoniu, ceară, seu și alte substanțe folosit pentru uns locul de altoire sau de rănire la pomii fructiferi.
- mașină agricolă - mașină de lucru folosită pentru mecanizarea agriculturii; exemple: plugul, grapa, combina de cereale.
- matcă:

- albină femelă cu organele sexuale bine dezvoltate, având rolul de a depune ouă; regină, mamă;
- stup de cel puțin un an, care a roit o dată sau de mai multe ori; roi.
- mălúră - boală a grâului, secarei, a orzului provocată de unele ciuperci din genul Tilletia și care se manifestă prin prezența în boabe a unei mase pulverulente.
- mătase - fire subțiri, cafenii-gălbui, care învelesc știuletele porumbului și care ies din pănuși în formă de smoc.
- mătură - plantă erbacee (Kochia scoparia), înaltă de peste un metru, din care se fac mături.
- mături de vrăjitoare - simptom de boală la pomii fructiferi, caracterizat prin apariția pe ramuri a numeroase ramificații subțiri, care formează un mănunchi ca o mătură (sinonim: patul vântului).
- mânz - denumire dată cabalinelor de la naștere până la înțărcare.
- mânzat - denumire dată vițeilor înțărcați, până la vârsta de un an (după alți autori, între 6 luni și 2 ani).
- mânzare - denumire dată oilor în lactație.
- mecanizarea agriculturii - introducerea și folosirea tractoarelor, mașinilor agricole și a altor mașini și agregate în procesul de producție agricol, în scopul creșterii producției, productivității și folosirii judicioase a suprafețelor agricole.
- medicină veterinară - știință care are drept obiect apărarea sănătății animalelor, cuprinzând cunoștințe referitoare la bolile acestora, preîntâmpinarea apariției, tratamentul lor, igiena animalelor precum și despre protecția sănătății oamenilor față de bolile ce se pot transmite de la animale.
- mei - plantă erbacee anuală (Panicum miliaceum) ale cărei boabe erau folosite în alimentație, mai ales înaintea introducerii porumbului.
- Merinos - rasă de oi originară din Spania, care constituie principala producătoare de lână fină și a cărei masculi au un cap masiv cu coarne bine dezvoltate.
- Merinos de Pallas - rasă de ovine specializată pentru lână și carne, creată la Institutul de Cercetare Palas din Constanța.
- Merinos de Transilvania - tip de ovine obținut în partea de vest a României, prin absorbția raselor locale Țigaie și Țurcană și încrucișare cu alte tipuri de Merinos.
- Merlot - soi de viță de vie, originar din Franța, cu struguri cilindrici, cu bobul negru, rotund și mic; produce vinuri roșii superioare.
- miază - denumire dată bolilor provocate unor animale de larvele unor insecte care se localizează în diferite țesuturi sau cavități.
- micoză - boală infecțioasă și contagioasă a plantelor, provocată de ciuperci parazite.
- Micul Alb - rasă de porci creată în Anglia, crescută pentru producția de grăsime, cu talie mică, corp scurt și rât concav și scurt (sinonim: York Mic).
- miere - produs rezultat din nectarul floral cules și preparat de albine, constituind un valoros aliment, cun un conținut bogat de zaharuri, săruri minerale, enzime etc.
- Minorca - rasă de găini, originară din Spania, bună producătoare de ouă.
- mioară - femelă din specia ovină, de la vârsta de un an până la 2 ani.
- mirajul ouălor - operația de examinare cu ajutorul ovoscopului a ouălor, supuse incubației pentru a urmări starea și dezvoltarea embrionului.
- miriște - teren pe care au rămas, după recoltare, părțile inferioare ale tulpinilor plantelor cultivate.
- mițuit - tundere parțială a mieilor când aceștia aung la 3-4 luni.
- mobilizarea solului - vezi afânarea solului.
- mocirlă - porțiune de teren în care stratul superficial de pământ este amestecat în proporție mare cu apă.
- modúl de irigație - cantitatea de apă necesară în unitatea de timp pentru irigarea unui hectar cu o anumită cultură.
- mohair - denumire dată părului de capră Angora, folosit în industria textilă pentru stofe, covoare, fetru etc.
- mohor - gen de plante erbacee (Setaria) din familia gramineelor, care este răspândit prin locurile cultivate, prin câmpii etc.
- mollisol - sol neutru sau ușor acide din latitudinile temperate care este acoperit cu ierburi; fiind bogat în minerale, este bun pentru agricultură.
- monilioză - boală a pomilor fructiferi, provovcată de ciuperci din genul Monilinia, în care fructele atacate prezintă cercuri concentrice de mucegai, apoi putrezesc.
- monocultură:

- sistem de cultură a unei specii de plantă agricolă pe aceeași suprafață și mai mulți ani consecutiv;
- predominare a unei singure culturi agricole în cadrul unei țări, regiuni.
- montă - împreunare a două animale de sex opus în vederea reproducerii (vezi și însămânțare artificială).
- morvă - boală contagioasă a calului și a altor solipede, provocată de Bacillus mallei și care se manifestă prin noduli și prin ulcere pe mucoasa nazală, pe piele și pe alte organe (sinonim: răpciugă).
- motocultivator, motocultor, motofreză, motosapă - mașină agricolă echipată cu motor și disc cu cuțite care pregătește solul pentru cultură.
- mozaic - viroză a plantelor care se manifestă prin apariția unor pete decolorate pe frunze și care îi dau aspectul unui mozaic.
- mraniță - îngrășământ agricol obținut din gunoi de grajd descompus sau din descompunerea altor materiale organice, în special frunze.
- mulard - hibrid obținut în urma încrucișării dintre masculul din rasa de rață leșească cu femela de rasă Pekin.
- mulci - strat de materie organică cum ar fi paie, frunze, resturi vegetale, rumeguș etc.; se aplică pe suprafața solului pentru a păstra umiditatea prin scăderea evaporării și pentru a împiedica creșterea buruienilor.
- muls - extragerea laptelui din glanda mamară la femelele unor animale domestice în timpul perioadei de lactație.
- muls (aparat de ~) - aparat destinat executării mulgerii mecanice.
- mumifiere - proces de uscare, de zbârcire a fructelor ca urmare a atacului unor ciuperci din genul Monilinia.
- murare - vezi: însilozare.
- Muscat -   exemple: Muscat Ottonel, Muscat de Hamburg.
- muscă - cavitate înnegrită pe care o prezintă dinții calului, după care i se poate aprecia vârsta.
- must - soluție apoasă, bogată în zahăr, care nu a început să fermenteze, obținută prin zdrobirea și presarea boabelor de struguri.
- mustometru - aparat folosit pentru determinarea densității și a procentului de zahăr din must.

## N
- nadă – hrană folosită pentru ademenirea peștelui la pescuit.
- nanism - încetinire sau oprire a creșterii plantelor ca efect al unor condiții nefavorabile (secetă, boli etc.).
- naștere – actul prin care fătul, ajuns la maturitate, este expulzat sau extras pe cale naturală din cavitatea uterină.
- năpastă – vezi: prostovol.
- năpârlire – înnoire a învelișului corpului la unele animale, la păsări și la unele mamifere având caracter periodic.
- năvod – plasă lungă cu care se adună peștele de pe suprafețe întinse.
- necrobaciloză - boală infecțioasă a animalelor domestice, produsă de bacilul Actinomyces necrophorus și care se manifestă prin focare necrotice pe pieele și mucoase.
- necroză - simptom de boală la plantele atacate de unii agenți patogeni, caracterizat prin înnegrirea țesuturilor ca urmare a mortificării acestora.
- Negru moale - soi autohton de viță de vie, cu ciorchinii cilindrici și bobul violet; produce vin roșu de calitate.
- Negru vârtos - soi autohton de viță de vie, cu ciorchinii mărunți ramificați și bobul negru-violaceu.
- netezitoare - unealtă agricolă folosită la netezirea solului după arat (sinonim: târșitoare).
- Neuburger - soi german de viță de vie, cu struguri mici, cilindrici și cu bob verde-gălbui; produce un vin alb de calitate superioară.
- neurolimfomatoză - vezi leucoza găinilor.
- nitragin - îngrășământ bacterian, compus din bacterii simbiotice (genul Rhizobium) izolate din nodozitățile plantelor leguminoase și înmulțite pe diferite medii de cultură.
- nitrocalcamoniu - îngrășământ fabricat din azotat de amoniu în amestec cu piatră de var măcinată, marnă sau dolomit.
- nitrofóska - îngrășământ fabricat din uree sau azotat de amoniu și alte componente.
- Nonius - rasă de cai, crescută în special în Banat și în Transilvania, de culoare dominantă neagră.
- normă de hrană - necesarul de substanțe nutritive ale unui animal în timp de 24 de ore.
- normă de irigare - cantitatea de apă necesară pentru irigarea unui hectar de teren cultivat cu o anumită plantă.
- normă de udare - cantitatea de apă dată solului în cursul unei udări, astfel încât umiditatea stratului activ de pământ să ajungă la valoarea optimă.
- nozemóză - boală contagioasă a albinelor, produsă de parazitul monocelular Nosema apis.
- nutreț - vezi: furaj.
- nutrienți ai solului - elemente chimice existente în soluri, care sunt esențiale pentru creșterea plantelor.
- nutriét - denumire dată blănițelor de miel care imită blana de nutrie.

## O
- oaie – animal rumegător din familia cavicornelor, subfamilia ovideelor, genul ovis, prezentând importanță economică privind producția de carne, lapte și lână.
- oaie brumărie - varietate de oaie cu lâna pestriță, alb cu negru.

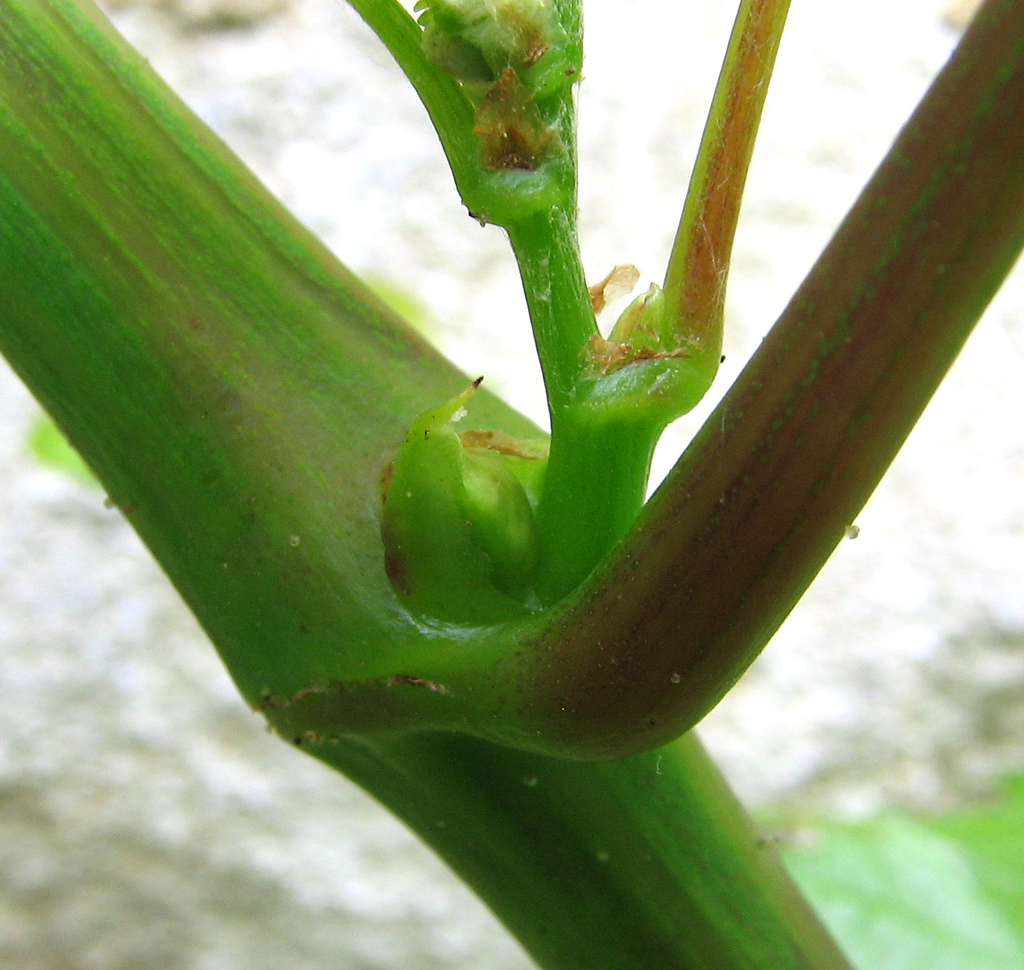
Ochiul la vița de vie

- ochi – complex de muguri formați la partea de jos a frunzelor de viță-de-vie, care are un mugur principal, doi latenți și mai mulți de înlocuire.
- OCP - vezi Organizarea Comună a Piețelor agricole.
- oenologie - știință care se ocupă cu vinificația și cu studiul produselor derivate ale viei și ale vinului.
- oestroză - boală parazitară a oilor și a caprelor, produsă de larvele mustei Oestrus ovis și care se localizează în sinusuri.
- ofilire - simptom al plantelor atacate de agenți patogeni (ciuperci, bacterii) care patrund în vasele conducătoare și ducând la uscarea plantei.
- oglinda ugerului - porțiune de piele, netedă și lucioasă, la femelele bovinelor și ale altor animale, în dreptul perineului și al feselor, în care sensul firelor de păr este îndreptat de jos în sus.
- ogor:

- suprafață arată sau care urmează a fi lucrată în vederea cultivării plantelor agricole;
- suprafață de pământ semănată cu același fel de plante agricole.
- ogor negru - sistem de folosire a unui teren agricol, care în cursul unui an nu este însămânțat, totuși este lucrat după anumite reguli.
- oídium:

- nume generic dat stadiului conidian (anamorf) al unor ciuperci parazite din familia erisifaceelor;
- boală a viței de vie provocată de Uncinula necator (forma conidiană Oidium tuckeri).
- Olandeză - rasă de vaci creată în Olanda, fiind una dintre cele mai perfecționate rase specializaste în producția de lapte.
- oligotrof - se referă la soluri sau roci sărace în substanțe de nutritive pentru plante.
- omidă - larvă de fluture cu corpul vermiform, dăunătoare arborilor și culturilor agricole.
- organism modificat genetic (OMG) - organism al cărui material genetic a fost schimbat prin intermediul ingineriei genetice pentru a se crea specii noi, creșterea rezistenței la dăunători sau aclimatizarea unor specii la alte medii.
- Organizarea Comună a Piețelor agricole (OCP) - sistem de prevederi valabile la nivel comunitar, care guvernează producția și comerțul produselor agricole în toate statele membre al UE și care de la introducerea Politicii agricole comune, acestea au înlocuit treptat organizațiile nationale de piață.
- organizarea teritoriului - organizarea repartiției suprafețelor de teren dintr-o unitate agricolă astfel încât să asigure cea mai eficientă folosire a lor.
- Organizația pentru Alimentație și Agricultură (FAO) - agenție specializată a Organizației Națiunilor Unite,  al cărei scop este eliminarea foametei pe scară mondială, îmbunătățirea alimentației, prin coordonarea activităților guvernelor în domeniul agriculturii, silviculturii și în industria piscicolă.
- orizont de sol - strat component al profilului de sol diferențiat sub acțiunea proceselor de formare a solului și care se caracterizează prin culoare, structură, textură, capacitate de apă, permeabilitate, compoziție chimică etc.
- orizont eluvial - orizont de sol din care lipsesc anumite substanțe care sunt îndepărtate prin spălare (săruri, argilă, oxizi de fier etc.).
- orizont iluvial - orizont de sol în care se acumulează substanțele spălate din stratele superioare.
- ornitoză - boală contagioasă produsă de un virus, întâlnită la păsări și transmisibilă la om.
- Orpington - rasă de găini din Anglia, bună producătoare de carne și ouă.
- órstein - strat de sol bine cimentat prin depuneri de hidroxizi ferici și substanțe humice.
- orz - (Hordeum) gen de plante anuale din familia gramineelor, utilizat în special ca furaj.
- orzoaică - (Hordeum distichon) specie de orz cu boabele mai bogate în amidon, fiind utilizată atât ca furaj, cât și la fabricarea berii.
- osteofibroză - boală a animalelor domestice și sălbatice care se manifestă prin îngroșarea oaselor capului și ale membrelor.
- Ostfriză - rasă de vaci formată în Germania prin încrucișarea rasei Olandeze cu rasele locale, fiind perfecționată în producția de lapte.
- otăvire - însușire a plantelor erbacee de a se regenera după cosit sau după pășunat.
- ovăscior - (Arrhenatherum eltius) plantă erbacee perenă din familia gramineelor, utilizată ca plantă furajeră.
- ovăz  - (Avena sativa) plantă anuală din familia gramineelor, cultivată ca plantă furajeră.
- ovine  - denumire generică dată, în limbajul științific, oilor.
- ovoscop - aparat utilizat în avicultură pentru studiul ouălor supuse incubației.
- Oxford - rasă de oi provenită din Anglia și crescută pentru producția de carne.
- oxiclorură de cupru - fungicid pentru prevenirea și stoparea atacului de mană.
- oxifil - (despre plante) care preferă solurile acide.
- oxisol - sol tropical puternic dezagregat, întâlnit cu precădere în Africa și în America de Sud, unde există un climat stabil cu umiditate ridicată.

## P
- padoc – spațiu destinat întreținerii și mișcării în aer liber a diferitelor specii de animale domestice.
- pai – tip de tulpină simplă, fără ramificații, caracteristic diferitelor tipuri de cereale.
- pajiște – suprafață de teren ocupată de vegetație, utilizată pentru obținerea nutrețului (masă verde sau fân).
- palatabilitate - însușire organoleptică a furajelor și nutrienților pe baza senzațiilor de gust, miros, aromă și care indică plăcerea cu care hrana este consumată de animale.
- Palatin – rasă de porci asemănătoare cu rasa Stocli, dar cu o masă corporală mai mare.
- palisaj – legarea unei ramuri de un suport pentru a da pomilor fructiferi forma dorită sau pentru nu fi rupți de vânt.
- pană - pănușă de porumb.
- panzootie - extindere a unei boli contagioase a animalelor pe teritorii foarte întinse (chiar țări și continente).
- paratifoză - vezi: salmoneloză.
- paratuberculoză - boală infecțioasă a rumegătoarelor mari, provocată de un microb înrudit cu bacilul tuberculozei.
- parchet:

- fiecare dintre suprafețele delimitate în care este împărțită o pădure, în vederea exploatării acesteia;
- suprafață delimitată de teren de pe care a fost tăiată o parte a pădurii sau pădurea.
- Parmen Auriu - soi de măr originar din Anglia, al cărui fruct este galben-auriu, cu dungi carmin.
- pasteureloză - vezi: holera păsărilor.
- patul vântului - vezi: mături de vrăjitoare.
- pădure - suprafață de teren care se întinde pe mai mult de 0,25 ha, cu arbori mai înalți de 5 m și consistența de peste 10%.
- pământ vegetal - stratul superior al solului, care are cea mai mare concentrație de materie organică⁠(d) și microorganisme.
- păsări de curte - păsări domestice crescute în gospodării sau ferme, în principal pentru obținerea de ouă, carne, pene sau alte produse.
- păstúră - polen floral adunat și depozitat de către albine în celulele fagurelui; are o bogată valoare nutritivă.
- pășune - suprafață ocupată cu vegetație ierboasă utilizată pentru producerea nutrețului, consumat de animale în stare verde prin pășunat (vezi și pajiște).
- pătare - boală a plantelor provocată de unele ciuperci, bacterii și virusuri, care se manifestă prin apariția unor pete pe organele atacate.

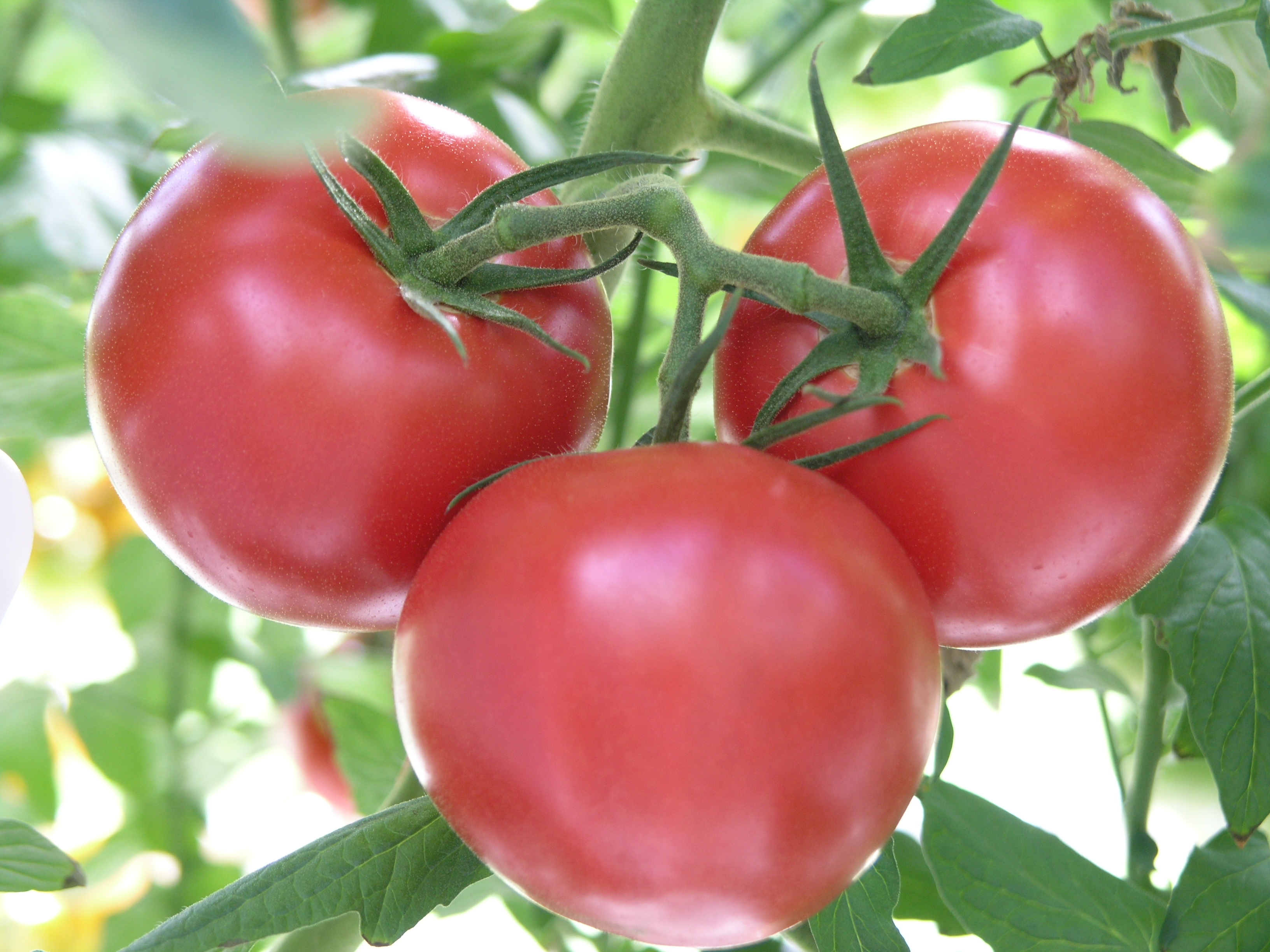
Roșii

- pătlăgele roșii - (Lycopersicum esculentum) plantă din familia solanaceelor, al cărui fruct, de culoare roșie, este folosit frecvent în alimentație.
- pătlăgele vinete - (Solanum melongena) plantă din familia solanaceelor, al cărui fruct, de culoare violetă, este folosit frecvent în alimentație.
- Pătúl - Soi de măr românesc, altoit pe măr sălbatic sau pe portaltoi pitic, al cărui fruct are mărimea mijlocie și o culoare galbenă-limonie.
- pătul - vezi hambar.
- pebrină - boală parazitară a viermilor de mătase, provocată de parazitul Nosema bombycis.
- pedigri:

- ascendenții paterni și materni pentru mai multe generații ai unui reproducător;
- document care indică acești ascendenți.
- pedologie - știință care se ocupă cu studiul solurilor arabile și al rocilor din care s-au format acestea; sinonim: agrogeologie.
- Pekin(g) - rasă de rațe bună producătoare de carne.
- pepenărie - vezi bostană.
- pepinieră - teren cultivat cu material săditor pomicol, viticol sau dendrologic, pe care se aplică diferite lucrări până la plantarea lui la locul definitiv.
- percolare - procesul prin care apa pluvială se mișcă prin sol, trecând prin porii și interstițiile sale.
- perdea antierozională - plantație de arbori și arbuști  pe terenurile în pantă, supuse eroziunii.
- perdea forestieră - formațiune cu vegetație forestieră, amplasate la o anumită distanță față de un obiectiv cu scopul de a-l proteja împotriva efectelor unor factori dăunători și/sau pentru ameliorarea climatică, economică și estetico-sanitară a terenurilor.
- perioadă de conversie - perioadă specifică, pe parcursul căreia standardele de certificare ecologică trebuie aplicate în totalitate, la o anumită unitate de producție dată (vezi și conversia suprafeței de cultivat).
- Perlă de Csaba - soi de viță de vie originar din Ungaria, cu struguri de formă cilindrică și boabe îndesate, de culoare alb-verzuie.
- pestă - denumire generică dată unui grup de boli produse de virusuri la taurine, porcine, păsări, caracterizate printr-o evoluție acută și răspândire rapidă.

- pestă porcină africană - boală virală hemoragică febrilă extrem de contagioasă și foarte severă a porcilor domestici și mistreților, care, în formele acute, are o mortalitate de 90-100%.

- pesticide -  substanțe chimice cu toxicitate mare folosită în agricultură pentru distrugerea dăunătorilor.
- piatră vânătă - vezi sulfat de cupru.
- pichetare - lucrare de transpunere pe teren a sistemului de plantare a pomilor în livadă sau a viței de vie și care constă în marcarea cu țăruși (picheți) a locului unde urmează a fi plantați.
- picior(ul unui plug) - piesă de fier între grindei și brăzdar, care se poate ridica și coborî, având rolul de a regla adâncimea brazdei.
- pielicică - blăniță provenită de la mieii de rasă Caracul, sacrificați în primele zile după naștere.
- Pinot gris - soi de viță de vie originar din Franța, cu struguri cilindrici, principalul soi al Podgoriei Murfatlar.
- Pinot noir - soi de viță de vie originar din Franța, cu struguri cilindrici, cu boabe negre mărunte, fiind prezemnt în podgoriile de la Segarcea, Sâmburești și Ceptura.
- pintenul-secarei - vezi: cornul secarei.
- Pinzgau1 - rasă de taurine, originară din Austria și crescută pentru producția mixtă de lapte și de carne;
- Pinzgau2 - rasă de cai grei de tracțiune.
- piramidă - sistem de susținere a vițelor port-altoi, compus dintr-un stâlp din vârful căruia pornesc sârme, ancorate cu câte un țăruș lângă fiecare butuc de viță.
- piroplasmoză - denumire dată unui grup de boli parazitare ale animalelor domestice, provocate de paraziți din ordinul Piroplasmidea.
- pivot - rădăcină principală, verticală, îngroșată a unor plante ca morcovul, sfecla etc.
- plantare - lucrare de fixare cu rădăcinile în pământ la locul definitiv a materialului săditor, crescut și pregătit special în acest scop (sinonim: sădire).
- plantat (mașină de ~) - mașină de lucru, destinată plantării diferitelor culturi (răsaduri, puieți de pomi etc.).
- plantație:

- suprafață cultivată cu pomi fructiferi, viță de vie, arbori forestieri etc.;
- mare gospodărie caracterizată prin monocultura unor plante tehnice sau alimentare, care cer condiții speciale de climă.
- plantă de cultură - plantă cultivată de om pentru folosul pe care îl aduce.
- plantă furajeră - plantă folosită în stare verde, uscată sau murată, pentru hrănirea animalelor domestice.
- plantă industrială - plantă agricolă cultivată în vederea prelucrării industriale.
- plantă prășitoare - plantă care cultivă în rânduri distanțate, ceea ce permite lucrarea de prășire.
- plantă medicinală - plantă cultivată sau sălbatică care are proprietăți terapeutice.
- plantă ornamentală - plantă cultivată în parcuri, grădini, locuințe în scop decorativ.
- plaz - piesă de sprijin al plugului cu brăzdar care se află la partea inferioară a trupiței (în dosul cormanei) și care servește la menținerea stabilității plugului; talpă.
- Plăvaie - soi românesc de viță de vie, cu struguri cilindrici bătuți, cu boabe albe sau albe-verzui, pentru vinuri albe de masă.
- pleavă - totalitatea resturilor de spice și de păstăi, rezultate la treieratul cerealelor și al leguminoaselor și folosită ca nutreț.
- plivit - lucrare de îngrijire a culturilor agricole prin care se realizează distrugerea buruienilor.
- ploaie artificială - vezi aspersiune.

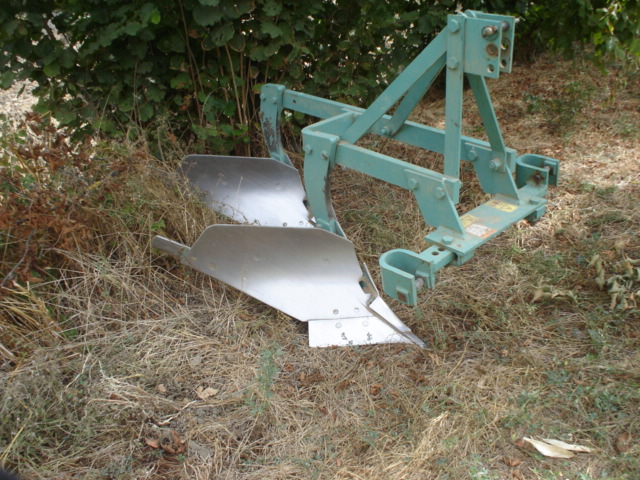
Plug

- plug - unealtă agricolă folosită la executarea lucrărilor de arătură și care este acționat de cal sau de tractor.
- plug cu discuri - plug format dintr-un cadru pe care sunt montate mai multe discuri.
- plug reversibil - plug care conține mai multe perechi de trupițe care se pot roti cu 180o față de cadru.
- plum-pox - boală virală a prunilor și a altor sâmburoase, care se manifestă prin apariția unor pete galbene pe frunze (vărsatul prunelor).
- Plymouth - rasă de găini de origine americană, cu producție mixtă (carne și ouă).
- poamă boierească - soi de struguri cu boabe mari și dese.
- podgorie - regiune întinsă, de obicei deluroasă, plantată cu viță de vie.
- podzól - grup de soluri format sub vegetația pădurilor în condițiile climatului temperat, rece și umed.
- podzolire - proces pedogenetic de formare a podzolurilor.
- polenizare suplimentară artificială - lucrare prin care se realizează polenizarea completă a florilor prin frecarea inflorescențelor între ele.
- policultură - sistem agricol cuprinzând cultivarea mai multor soiuri de plante.
- politica agricolă comună - set de reguli și mecanisme care reglementează producerea, procesarea și comercializarea produselor agricole în Uniunea Europeană și care acordă o atenție deosebită dezvoltării rurale.
- politică agricolă -  set de legi referitoare la agricultura internă, dar și la importul de produse agricole externe.
- poluare agricolă - afectarea mediului prin: contaminarea cu pesticide, îngrășăminte, eroziunea și praful rezultat în urma lucrărilor agricole etc.
- pomicultură:

- ramură a agriculturii care cuprinde studiul biologiei și al agrotehnicii plantelor pomicole;
- sector al producției agricole care cuprinde cultura pomilor și a arbuștilor fructiferi.
- ponei - rasă de cai de mici dimensiuni, utilizați pentru munci ușoare sau pentru agrement.
- pontă - proces de eliminare și de depunere a icrelor la pești și a ouălor la insecte, păsări, la reptile etc.
- porc - mamifer paricopitat din familia suideelor, crescut pentru carne și grăsime.
- porcine - denumire generică dată în limbajul științific porcilor.
- portaltói - plantă cu rădăcini viguroase și rezistente, pe care cresc, în urma altoirii, soiuri valoroase de pomi fructiferi.

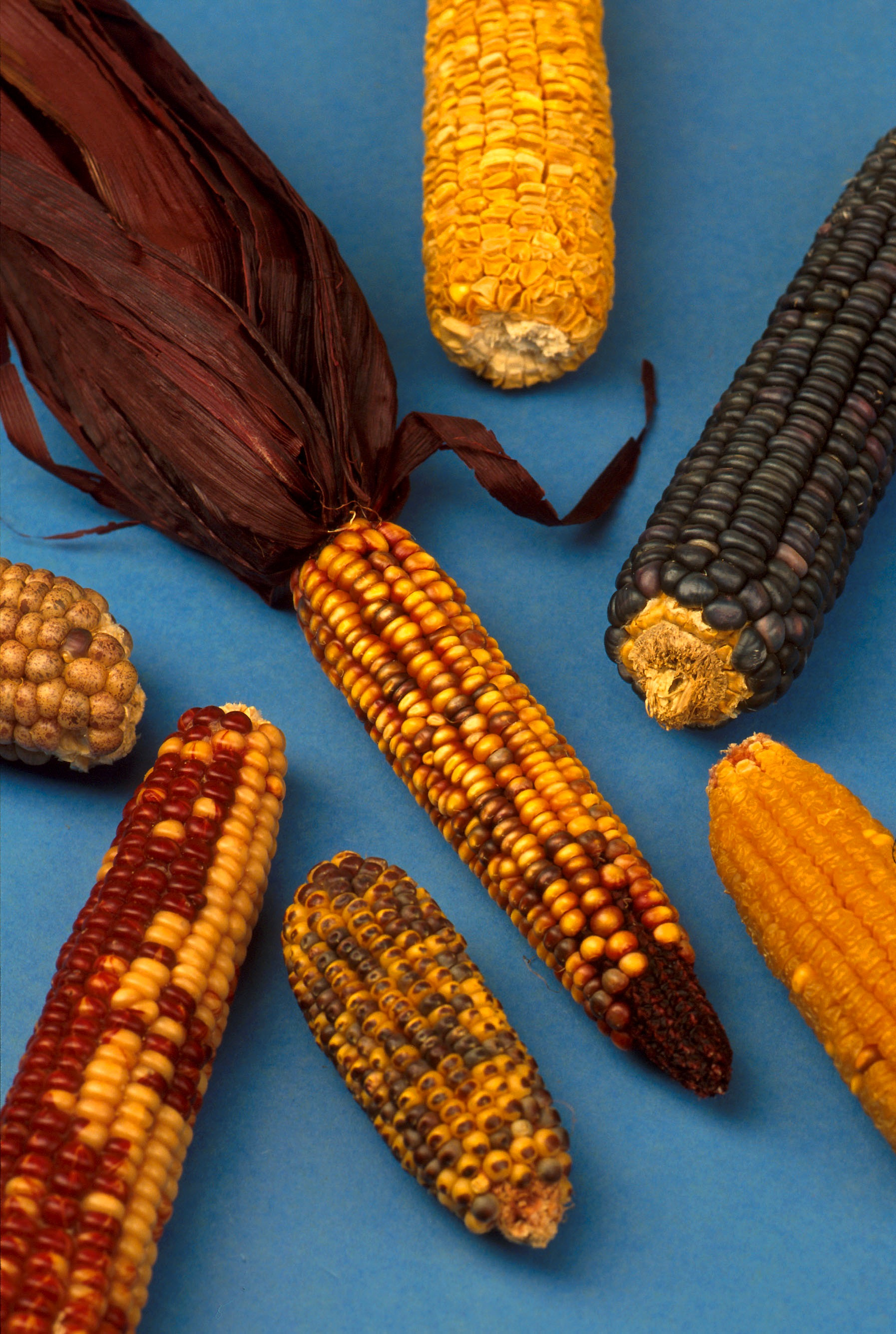
Știuleți de porumb

- porumb - (Zea mays) plantă anuală din familia gramineelor, întrebuințată în alimentația omului, ca furaj pentru animale și ca materie primă pentru fabricarea amidonului, glucozei, uleiului, alcoolului etc.
- porumbacă - (despre culoarea penajului la păsări) care are penele colorate cu dungi transversale de culoare închisă, alternând cu dungi cenușii sau albe.
- prăfuit, mașină de ~ - mașină de lucru destinată împrăștierii de pulberi insecticide și fungicide pe culturile de câmp, livezi sau pe terenurile forestiere.
- prășit - lucrare de îngrijire a culturilor agricole semănate în rânduri distanțate și prin care se distrug buruienile și se afânează stratul; superficial al solului.
- prășitoare - unealtă agricolă destinată prelucrării superficiale a solului, compus dintr-un cadru pe care sunt fixate niște cuțite, similare cu cele ale cultivatorului.
- precocitate - însușire a animalelor de a termina într-un timp scurt procesele de creștere și de dezvoltare.
- presă - mașină agricolă destinată presării în baloturi a fânului sau a paielor.

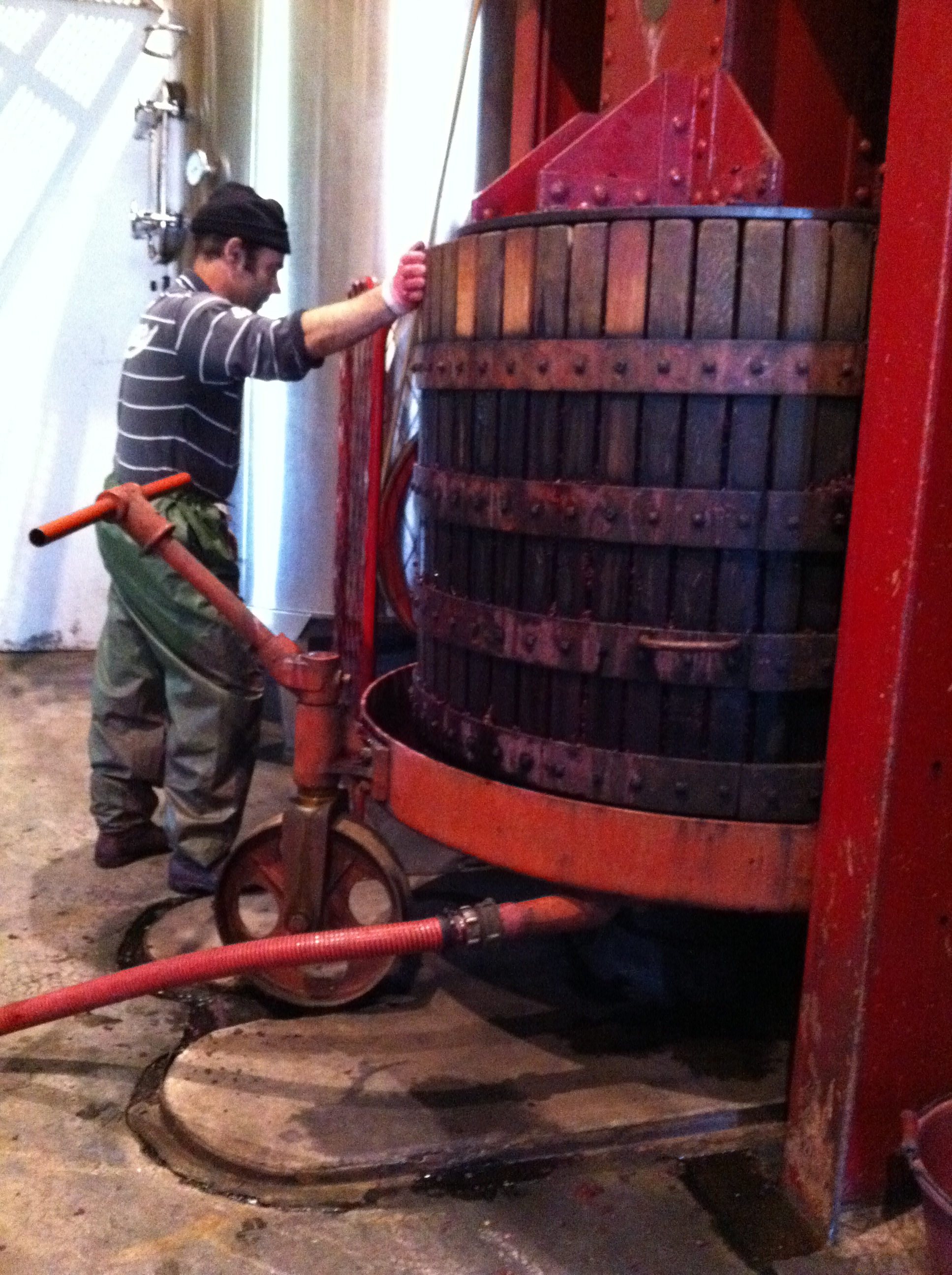
Presă de struguri în Franța

- presă de struguri - presă folosită la extragerea mustului din struguri.
- prisacă - vezi: stupină.
- pritocul vinului - separare a drojdiei de vin după depozitarea acesteia pe fundul recipientelor.
- producție ecologică - sistem de producție administrat în conformitate cu legea și reglemetările din acest domeniu, care răspunde condițiilor specifice, domeniu integrând practicile agricole, biologice și mecanice, care intensifică ciclurile resurselor, promovează echilibrul ecologic și conservă biodiversitatea.
- produs certificat ecologic - produs obținut dintr-o cultură agricolă care nu utilizează substanțe chimice periculoase (conservanți, coloranți, pesticide, fungicide) și nici nu este rezultatul vreunei manipulări genetice.
- profil de sol - succesiune de strate (orizonturi) care se observă într-o secțiune verticală a solului, de la suprafață până la roca-mamă sau până la apa freatică.
- prognoză - prevedere a apariției unor boli criptogamice sau a unor dăunători ai plantelor de cultură, în vederea asigurării din timp a măsurilor de combatere.
- progradáre - proces de evoluție a solului, determinat de înlocuirea vegetației arborescente a pădurii cu vegetație ierboasă de pajiști și de alți factori (schimbarea condițiilor climatice, ridicarea nivelului apei freatice, activitate biologică mai intensă etc.).
- Programul Alimentar Mondial - agenție specializată a Organizației Națiunilor Unite, cu rol umanitar pentru acordarea de ajutoare internaționale în alimente.
- prolificitate - indice care reprezintă numărul total de produși născuți la o fătare de femelelele mamiferelor multipare.
- propolis - substanță rășinoasă aromată culeasă de albine de pe mugurii arborilor și folosită la acoperirea crăpăturilor din stup; este întrebuințat și cu scop terapeutic.
- pruină - strat de materie ceroasă care acoperă pielița fructelor și care îngreunează pierderea apei și deci ofilirea.
- prune brumării - varietate de prune acoperite cu o pulbere fină, albicioasă ca bruma.
- puf - penajul din imediata apropiere a corpului păsărilor, având rolul de protecție contra frigului.
- puierniță - adăpost destinat creșterii puilor și bobocilor de la ecloziune până la vârsta de 1-2 luni, unde se asigură condiții optime de microclimă și de hrană.
- puiet - plantă lemnoasă tânără, din momentul în care formează primele frunze până ce atinge înălțimea de 1-2 metri.
- pungă de rod - ramură roditoare caracteristică mărului, părului și gutuiului, care se formează pe locul unde a fost prins fructul (sinonim: bursă de rod).
- putrezire uscată - boală a știuletelui de porumb provocată de ciuperca Nigrospora oryzae care produce scăderea în greutate a boabelor.

## R
- rabator – organ de lucru cu poziție reglabilă, prezent la numite mașini agricole.
- rabie – vezi: turbare.
- raionarea solurilor – repartizarea teritorială a celor mai valoroase soiuri de plante în funcție de condițiile pedoclimatice.
- randament la tăiere – greutatea netă a cărnii animalului sacrificat, exprimată în procente din greutatea vie.
- ranicultură - vezi batracocultură.
- rapăn – boală a merilor și a perilor provocată de ciuperca Endostigme inaequalis.
- rasă amelioratoare – rasă formată în urma unei selecții artificiale, sistematice, cu o productivitate ridicată și specializată pe un anumit tip de producție.
- rat - (cuvânt rar) șes de-a lungul unei ape curgătoare, pe care crește iarbă pentru cosit sau pentru pășunat.
- Rațcă - varietate de oi cu lâna groasă, aparținând rasei Țurcană.
- rație de hrană - cantitate de nutrețuri dată unui animal timp de 24 de ore și menită să asigure necesarul de substanțe nutritive în vederea obținerii producției urmărite.
- razachie - soi de viță de vie cultivat pentru producerea strugurilor de masă.
- răpciugă - vezi morvă.
- răsad - plantă tânără crescută din sămânță în răsadniță sau seră, cu scopul de a fi plantată pe câmp, în parcuri etc.
- răsfug alb - vezi agalactie contagioasă.
- răsucirea frunzelor - boală virotică a cartofului, pătlăgelelor roșii și tutunului, care se manifestă în special prin răsucirea și îngălbenirea frunzelor.
- rățișoară - insectă coleopteră (Tanymecus palliatus), lungă, de culoare brună-cenușie, cu gura lățită, care atacă culturi ca: porumb, ovăz, sfeclă.
- râia neagră a cartofului - boală a cartofului provocată de ciuperca Synchytrium endobioticum, care se manifestă prin apariția unor excrescențe negricioase pe părțile subterane ale plantei.
- recensământ general agricol - operație administrativă care constă în înregistrarea statistică a animalelor domestice, terenurilor și inventarului agricol din țară.
- recoltare:

- vezi recoltă;
- în domeniul cinegetic,  acțiunea de a vâna și de a obține animale sălbatice, în scopul consumului alimentar sau a altor utilizări.
- recoltă:

- cantitate de cereale sau de alte roade adunate într-o anumită perioadă; rod;
- operație de strângere a roadelor produse de plantele agricole; recoltare, culegere; cules.
- regim hidric - ansamblul fenomenelor de mișcare și de reținere a apei în sol, care determină raportul dintre apa provenită din precipitații, din scurgerile de suprafață, din apa subterană și cea pierdută prin evaporare și prin infiltrare.
- registru genealogic - document care cuprinde date privind cele mai bune animale de prăsilă din cadrul unei specii de animale domestice.
- remiză - pădure sau tufiș plantat care servește ca adăpost pentru vânatul mic.
- rendzină - grupă de soluri intrazonale formate pe calcare, dolomite, gipsuri, marne calcaroase într-un climat umed sau semiumed, sub o vegetație de pajiști sau de păduri cu covor ierbos.
- Renet Ananas - soi de măr de origine olandeză, cu fruct conic, galben-limoniu, cu puncte ruginii proeminente.
- repaus mamar - intervalul de timp de la încheierea unei lactații (încetarea mulsului) până la următoarea fătare a vacilor și a oilor.
- repicare - lucrare excutată în răsadnițe și în sere, care constă în răsădirea la distanțe mai mari a plantelor tinere.
- reproducător - animal folosit la împerechere, în scopul asigurării înmulțirii efectivelor.
- rețea - compartiment al stomacului la rumegătoare, situat între rumen și foios și unde sunt reținute corpurile străine înghițite întâmplător.
- rezistență la boli - capacitate a unei plante sau culturi agricole de a se opune infecției produse de un anumit agent patogen (vezi toleranță la boli).
- Rhode Island  - rasă de găini obținută în SUA, specializată pentru producția de ouă și carne.
- ridicător de plante - dispozitiv al combinei de cereale care adună plantele căzute în timpul recoltării.
- ridicător hidraulic - ansamblu constructiv al tractorului, care servește la ridicarea sau coborârea mașinilor agricole purtate (sinonim: mecanism hidraulic de ridicare).
- Riesling de Rin - soi de viță de vie originar din Germania, cu struguri cilindrici și boabe rotunde verzi-gălbui.
- Riesling Italian - soi de viță de vie originar din Italia, cu struguri cilindrici și boabe mici verzui.
- rigolă - canal mic dintr-o rețea de irigație (vezi și brazdă de udare).
- rinită atrofică - boală a porcinelor care se manifestă prin strâmbarea râtului, atrofia corneților nazali și dezvoltarea întârziată a animalelor.
- Riparia Gloire - soi de portaltoi pentru vița de vie folosit pe solurile afânte, fertile, cu conținut mic de calciu.
- rizoctonióză - boală a cartofului și a tutunului cauzată de ciuperca Rhizoctonia Solani și care se manifestă prin înmuierea părților aeriene ale plantei.
- robă - denumire folosită pentru definirea în ansamblu a culorii corpului unui animal și a particularităților acestei culori.
- roíre - ieșirea in stup a unei părți din familia de albine, împreună cu matca, în căutarea unui adăpost nou.
- Romney-Marsh - rasă de oi originară din Anglia, crescută pentru producția de carne.
- Roșie daneză - rasă de taurine obținută în Danemarca și crescută pentru producția de lapte.
- Roșie de stepă - rasă de taurine bună producătoare de lapte, obținută în Rusia.
- rotație (a culturilor) - mod de succesiune a culturilor agricole în timp, pe același teren, în cadrul asolamentului, în scopul eficientizării producției.
- rugét - boală infecțioasă a porcilor, provocată de bacilul Erysipelothrix rhusiopathiae suis și care se manifestă prin apariția unor pete roșii pe piele.
- rugină - boală infecțioasă a plantelor, provocată de ciuperci microscopice și care se manifestă prin apariția unor pete brun-ruginii pe frunze, tulpini etc.
- rujet - boală infecțioasă a porcilor, care se manifestă prin febră și prin apariția unor pete roșii pe piele și care se poate transmite la om prin carnea de porc infectată; denumire populară: brâncă.
- Rupestris du Lot - soi de portaltoi pentru viță de vie, folosit pe soluri sărace, bogate în carbonat de calciu.

## S

### Sa - Se
- Saanen - rase de capre originară din Elveția, crescută pentru producția de lapte.
- sacoviște - instrument utilizat pentru pescuitul la mal.
- sadă - butaș de salcie folosit la împăduriri.
- saivan - adăpost pentru ovine, cu acoperișul din materiale ușoare.
- salbă - vezi: fanon.
- salinitate - conținut în săruri minerale al unei ape sau al unui sol.
- salinizare - proces de acumulare sau de reținere a sărurilor solubile în sol.
- salmoneloză - grup de boli infecțioase ale mamiferelor și păsărilor produse de bacteriile din grupa Salmonella (sinonim: paratifoză).
- salpetru de Chile - azotat de sodiu, folosit ca îngrășământ natural.
- Santa-Gertruda - rasă de taurine, bună producătoare de carne.
- SAPARD - instrument financiar oferit de UE pentru a ajuta țările din Europa Centrală și de Est care sunt în curs de aderare la Uniunea Europeană, cât și pentru a pregăti participarea acestora la politica agricolă comună.
- sarcosporidioză - boală parazitară a mamiferelor și păsărilor, provocată de paraziți din genul Sarcocystis.
- sare potasică - îngrășământ provenit din amestecarea clorurii de potasiu cu săruri naturale de potasiu.

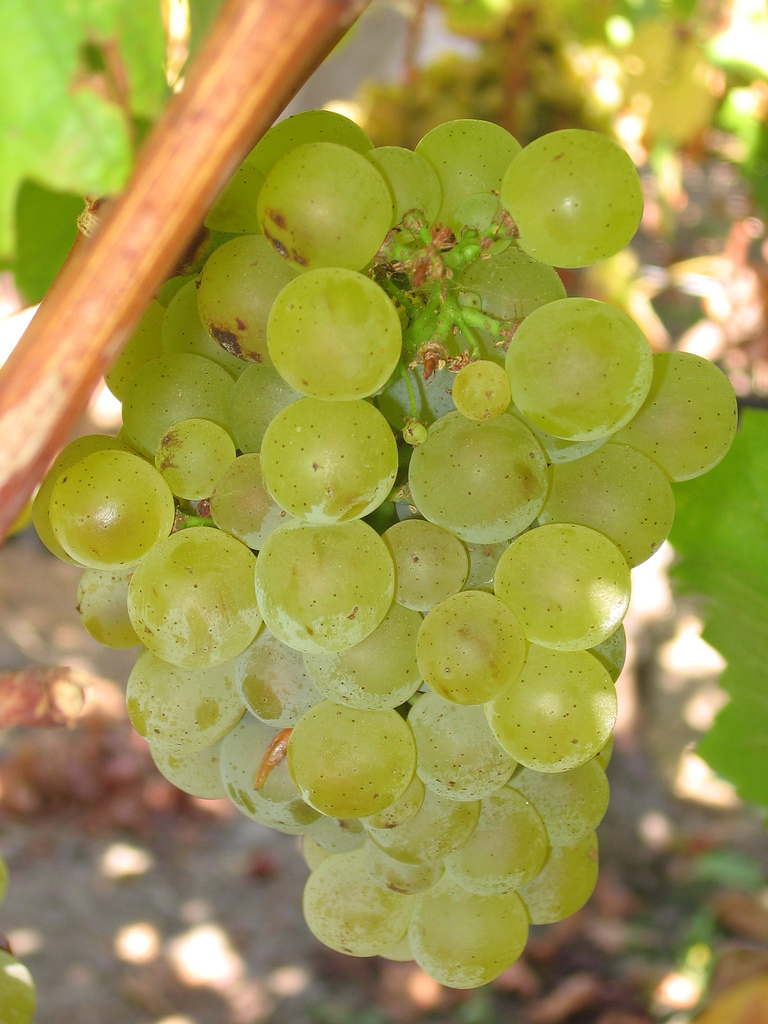
Strugure Sauvignon blanc

- Sauvignon - soi de viță de vie  originar din Franța, cu struguri mici și îndesați de culoare verzuie, care produce vinuri demiseci superioare.
- sădire - vezi: plantare.
- sămânțoase - grup de plante pomicole cu fructe cărnoase, exemple: mărul, părul, gutuiul etc.
- sărătură - denumire pentru solurile care au conținut ridicat de săruri solubile.
- săruri de diazoniu - denumire generică pentru diazoderivații aromatici.
- sâmburoase - grup de plante legumicole care produc fructe cu câte un sâmbure, exemple: prunul, caisul, piersicul, cireșul, vișinul (sinonim: drupacee).
- scabie - boală parazitară, produsă de Sarcoptes scabiei și care produce pagube importante în special la animalele cu blană.
- scarificator - mașină agricolă prevăzută cu mai multe cuțite subțiri dispuse vertical, care servește la afânarea pământului cu scopul de a asigura pătrunderea aerului la rădăcina plantelor.
- Schwyz - rasă de taurine originară din Elveția, crescută pentru lapte și carne.
- secerat - recoltarea cerealelor păioase prin tăiere, de regulă cu combina.
- secetă - perioadă de timp când precipitațiile cad în cantități foarte mici și temperatura aerului este ridicată.
- segetal - termen care se referă la plante sau asociații vegetale răspândite ca buruieni în culturile agricole; exemple de plante segetale: nemțișorul, macul de câmp, albăstrița, mohorul, pălămida (legate de culturile păioase), pir, știr, zămoșița (care însoțesc culturile prășitoare), costreiul (pe terenuri umede).
- seină - denumire dată oilor cu lână neagră, când, la înaintarea în vârstă, lâna devine roșcat-cenușie.
- selector - mașină agricolă care execută curățarea și sortarea semințelor de diferite culturi.
- semănat - lucrare agricolă prin care semințele plantelor cultivate sunt încorporate într-un sol lucrat în prealabil, astfel încât să se asigure condițiile pentru încolțit și răsărit.
- semănătoare - mașină agricolă care execută semănatul culturilor agricole, introducând semințele în sol la o adâncime constată și repartizându-le uniform.
- semincer:

- lot dintr-o cultură agricolă destinat producerii semințelor pentru asigurarea însămânțărilor;
- știulete de porumb nedezghiocat păstrat pentru sămânță;
- arbore dintr-o pădure lăsat la tăierea pădurii pentru sămânță în vederea regenerării naturale a suprafeței din jur; plante lăsate neculese odată cu restul recoltei pentru a servi ca plante de sămânță.
- semi-subzistență - exploatațiile care produc, în principal, pentru consumul propriu, dar care comercializează și o parte din producția realizată.
- sensibilitate - stare de predispoziție a plantelor la diferite boli; în general, sensibilitatea este mai mare la plantele cultivate decât la cele spontane.
- seră - construcție specială, cu pereții și acoperișul din sticlă sau din material plastic, destinată adăpostirii și cultivării plantelor care nu suportă frigul, în perioada rece a anului.
- sericicultură - ramură a zootehniei care are ca obiect creșterea și înmulțirea viermilor de mătase.

### Sf - Sp
- sfeclă de zahăr - (Beta vulgaris - saccharifera) plantă bienală din familia chenopodiaceelor, cultivată pentru zahărul din rădăcini.
- sfeclă furajeră - (Beta vulgaris) plantă bienală din familia chenopodiaceelor, cu rădăcina mai mare decât a sfeclei de zahăr, dar cu un conținut de zahăr mai redus (sinonim: sfeclă roșie).
- sfeclă de frunze - vezi mangold.
- Shorthorn - vezi Durham.
- siguranță alimentară - reguli și norme prin care se urmărește respectarea parametrilor de calitate și igienă pe întregul circuit al produselor agroalimentare, pentru asigurarea unor produse care să satisfacă cerințele consumatorilor; concept integrat în totalitate în politica agricolă comună.
- siloz - structură pentru depozitarea în vrac a cerealelor sau furajelor.
- Silvaner - soi de viță de vie originar din Germania, cu struguri de mărime mijlocie, cilindro-conici, cu boabele dense și cu pielița groasă.
- Simmental - rasă de taurine originară din Elveția, bună producătoare de lapte și de carne.
- sistem altern - sistem bazat pe alternarea culturilor.
- sistem de irigații - ansamblul instalației de alimentare cu apă și amenajările necesare pentru distribuirea uniformă a apei pe terenul irigat; cuprinde: stația de pompare (sau bazinul cu apă), rețeaua de irigație și terenul amenajat (vezi și instalație de irigație).
- smiceá - ramură roditoare la măr și la păr, care în vârf poartă mugure vegetativ, care după 1-2 ani devine mugure de rod.
- soi - grup de plante agricole care aparține aceleiași specii, varietăți sau subvarietăți și care posedă aceleași însușiri morfologice sau fiziologice ereditare.
- sol - strat afânat, moale și friabil care se găsește la suprafața scoarței Pământului și care, împreună cu atmosfera învecinată, constituie mediul de viață al plantelor.
- sol acid - sol cu reacție acidă din cauza proporției mari a ionilor de hidrogen.
- sol brun - tip de sol care se formează mai ales sub pădurile de fag și gorun, fiind favorabil în special pentru culturile pomicole, vița-de-vie și tutun
- solódiu - grupă de soluri intrazonale care au suferit un proces avansat de levigare și de degradare; rezultă prin spălarea și debazificarea solonețurilor.
- solonceác - grupă de soluri intrazonale, caracterizate printr-un conținut ridicat de săruri solubile, în special cloruri, sulfați și carbonați.
- solonéț - grupă de soluri intrazonale, caracterizate printr-un conținut ridicat de sodiu.
- somatometrie - măsurare a diferitelor regiuni ale corpului la animale, operație importantă pentru selecție.
- Southdown - rasă de oi originară din Anglia, crescută pentru producția de carne și de lână.
- spalier - suport format din stâlpi plantați la 8-12 m, între care sunt întinse câteva rânduri de sârme pentru susținerea viței de vie sau a altor plante agățătoare.
- Spancă - varietate de oi, obținută prin încrucișarea raselor Merinos cu Țigaie.
- spațiu lacunar - spațiu care există între particulele elementare de sol sau între agregatele constituite din particulele elementare; este ocupat de apă și aer.
- spirochetoza păsărilor - boală infecțioasă a păsărilor domestice provocată de spirocheți și transmisă în special prin intermendiul căpușelor Argas persicas.
- spodosol - sol foarte acid, format mai ales pe un subsol nisipos.

### St - Sz
- stabulație - menținerea animalelor în adăposturi și care poate fi temporară sau permanentă.
- stafide - struguri uscați, proveniți din anumite soiuri și utilizați ca ingredient în alimentație.
- stație de pompare - ansamblu de construcții și de instalații pentru pomparea apei necesară în irigații.
- stațiune de avertizare - centru de observație situat în regiunile viticole care are rolul de a aviza momentul optim pentru efectuarea stropirii viilor împotriva manei.
- stațiune de mașini și tractoare - centre care dispun de mașini agricole și infrastructura necesară reparării și întreținerii acestora.
- Steinschiller - soi de viță de vie cu struguri de mijlocii, cu boabe rotunde, roșii brumate, cu miezul nearomat și pielița groasă.
- stimulator - substanță organică, biologic activă, conținută în plante sau obținută prin procedee chimice care, în cantități mici, accelerează dezvoltarea plantelor.
- Stocli - rasă de porci primitivă, considerată ce mai veche dintre rasele crescute în România.
- Stogóșă - tip de oi provenit din încrucișarea raselor Țigaie și Țurcană.
- stólbur - boală comună tomatelor, vinetelor și ardeilor provocată de un virus și transmisă prin intermediul insectei Hyalestes obsoletus.
- strat - fâșie de pământ, cu cărări pe margini, pe care se seamănă legume sau flori; fâșia de pământ împreună cu vegetația respectivă.
- stratificare - procedeu prin care semințele de pomi fructiferii sunt așezate în straturi care alternează cu straturile de nisip, turbă, mușchi, asigurându-se astfel condiții optime de temperatură și umiditate.
- stratul arbuștilor ( sau stratul arbustiv) - vezi subarboret.
- Strei - rasă de porci pentru carne și grăsime, de culoare neagră, formată prin încrucișarea dintre rasele Stocli și Cornwall.
- strongilatóze - grup de boli parazitare ale animalelor, provocate de nematode parazite din ordinul Strongylata.
- structura solului - modul în care sunt grupate particulele elementare în masa solului; însușirile optime se realizează atunci când glomerulele (formate prin unirea particulelor) au diametrul de 0,25-10 mm și se găsesc în proporție de 75-80% în stratul arabil.
- stup - adăpost al familiilor de albine, care cuprinde și cuibul cu proviziile de hrană.
- stupărit pastoral - sistem de practicare a apiculturii în timpul sezonului activ și prin care stupina se transportă în diferite regiuni, astfel încât să poată asigura albinelor un cules permanent de nectar.
- stupină - loc pe care sunt amplasate familiile de albine cu stupii respectivi, cabana apicolă și instalațiile anexe.
- subarboret - totalitatea arbuștilor care cresc sub coronamentul arborilor și constituie cel de al doilea etaj de vegetație al unei păduri; alte denumiri: stratul arbuștilor, stratul arbustiv.
- subarendare - înțelegere, utilizată mai ales în agricultură, prin care un arendaș transmite cuiva, în schimbul unei plăți, folosința temporară a unui bun deținut de acesta în arendă.
- subsol - parte a solului de sub stratul arabil, până la adâncimea la care pătrund rădăcinile plantelor.
- subsolaj - lucrare agricolă prin care se afânează zona inferioară adâncimii la care pătrunde plugul.
- subvenție - ajutor bănesc nerambursabil acordat (de stat, de o organizație etc.) unui producător agricol în scopul atenuării efectelor sociale ale modificărilor economice de structură.
- succesiune - vezi rotație.
- suculente - nutrețuri provenite din plantele tuberculifere (cartofi și topinamburi) și rădăcinoase (sfeclă, morcovi, napi), utile în special pentru vacile de lapte.
- Sufolk - rasă de oi de carne, cu lână scurtă, obținută în Anglia.
- suine - subfamilia de paricopitate din familia suideelor, care au dat naștere tuturor raselor actuale de porci domestici.
- sulfat de amoniu - îngrășământ azotat, fabricat din acid sulfuric și amoniac, indicat mai ales pe solurile alcaline, pe stepă și pe sărături.
- sulfat de cupru - ({\displaystyle CuSO_{4}\cdot 5H_{2}O}) sarea de cupru a acidului sulfuric, utilizat și ca fungicid, cunoscut și sub denumirea de piatră vânătă.
- Sultanină - soi de viță de vie cultivat pentru producerea stafidelor, în România se cultivă în Dobrogea.
- superficie, drept de ~ - dreptul de proprietate asupra clădirii construite sau plantației aflate pe terenul altei persoane și drept de folosință asupra acelui teren.
- superfosfat - îngrășământ fosfatic, care se obține din fosfați naturali sau din făină de oase, prin tratare cu acid sulfuric; se utilizează mai ales în solurile de stepă.
- Sură de stepă - rasă de taurine indigenă, de lapte și de carne, caracterizată printr-o rezistență deosebită și pretenții reduse față de hrană.
- Sussex - rasă de găini crescută pentru ouă și pentru carne; în România, a stat la baza obținerii rasei Herminată de Bonțida.

## Ș
- șarg - (despre culoarea unui cal) care are părul de pe corp galben și negru pe coadă și coamă.
- șasla - vezi ceaslá.

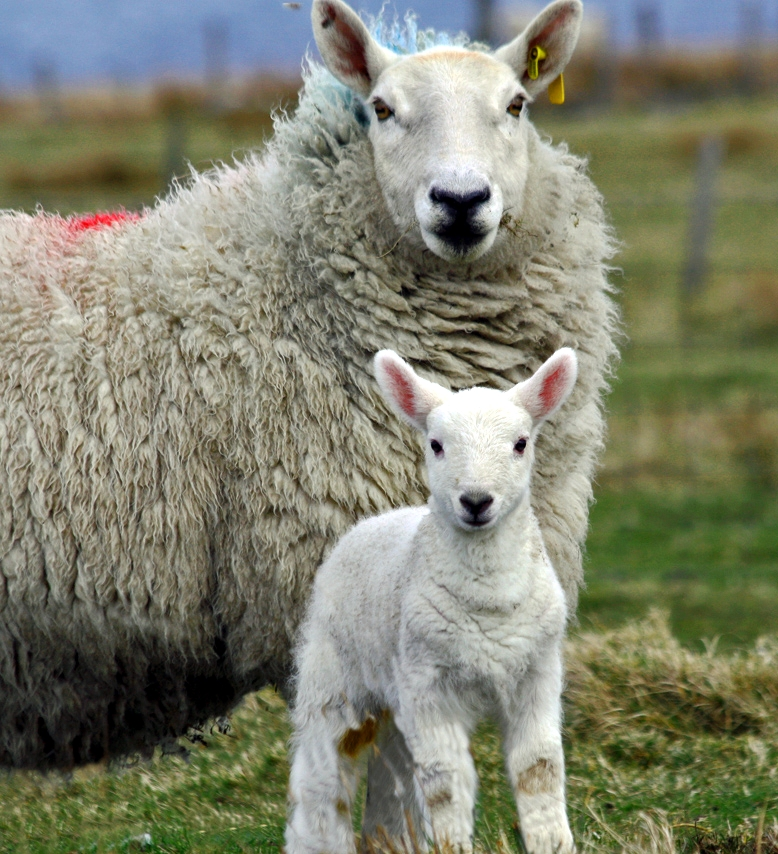
Oi rasa Șeviot

- Șeviot - rasă de oi de munte, originară din Anglia.
- șroturi - furaje concentrate, rezultate din măcinarea reziduurilor provenite de la extragerea uleiurilor din semințe de floarea-soarelui, soia, arahide, bumbac etc.
- șură - construcție anexă a unei gospodării rurale, în care se adăpostesc vitele și se păstrează diferite unelte.

## T
- tabún - sistem folosit pentru întreținerea cailor în libertate, pe pășune, în majoritatea timpului din an.
- tapiocă - produs alimentar extras din rădăcina de manioc.
- tarlá:

- teren mărginit de patru drumuri care se întretaie;
- cultura pe un astfel de teren.
- tasare - lucrare de îndesare a solului, care astfel devine mai puțin afânat.
- tason - punct de concentrare a materialului lemnos de-a lungul drumurilor de exploatare forestieră.
- tatuaj - operație de inividualizare a animalelor, care constă în imprimarea pe piele a unor semne sau cifre.
- taur:

- mascul necastrat din specia taurinelor, cu capul mare, pielea groasă, părul de pe frunte lung și adesea creț; (Bos taurus); denumire populară: buhai;
- denumire dată masculilor speciei taurine.
- taurine - specie de rumegătoare domestice de talie mare, din familia bovinelor și crescute pentru lapte și carne.

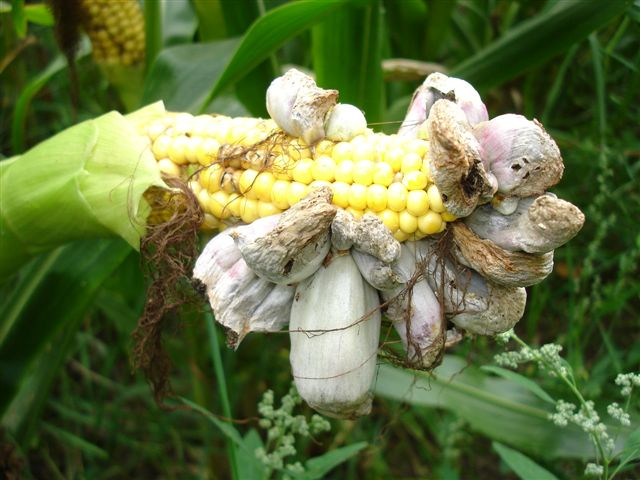
Porumb atacat de tăciune

- tăciune - boală infecțioasă a plantelor, provocată de ciuperci din genul Ustilago.
- tăiței de sfeclă - reziduu de la fabricarea zahărului, utilizat în hrana animalelor.
- tăvălug - unealtă agricolă compusă din unul sau din mai mulți cilindri, folosită la fărâmarea bulgărilor de pământ și la netezirea și tasarea solului înainte și după însămânțare.
- Tămâioasă românească - soi autohton de viță de vie, cu boabe verzi gălbui.
- Tămâioasă de Bohotin - soi de viță de vie, cu boabe violet-roșcate.
- tăun - insectă parazită, care provoacă la animale boli virotice și bacteriene (dalacul, pesta bovinelor etc.).
- tânăr fermier - persoană cu vârsta de până la 40 de ani la momentul depunerii cererii, care deține competențele și calificările profesionale adecvate și care se stabilește pentru prima dată într-o exploatație agricolă ca șef al respectivei exploatații (conform regulmentului UE nr. 1305/2013).
- târg agroalimentar - eveniment care are loc în mod regulat sau ocazional într-un anumit loc, unde producătorii locali și/sau regionali își expun și vând produsele agroalimentare, precum fructe, legume, carne, lactate, produse de panificație, dulciuri, băuturi și alte produse tradiționale sau locale.
- târg de animale - eveniment organizat de autoritățile locale sau de organizatori privați, în care animalele sunt aduse spre vânzare sau schimb de către proprietarii lor sau agenții specializați.
- târșitoare - vezi: netezitoare.
- temperatura solului - temperatură care se determină cu termometre speciale, în diferite puncte, la suprafața solului și la diferite adâncimi.
- teren agricol - suprafață de teren din categoriile de folosință teren arabil, pajiști permanente și culturi permanente, care au fost folosite în scopuri agricole pe parcursul ultimilor 2 ani.
- teren arabil -  teren care poate fi arat si folosit pentru a cultiva culturi.
- teren neagricol - suprafața de teren care nu este utilizată în scop agricol sau care are utilizare agricolă și are categoriile de folosință teren arabil, pajiști permanente și culturi permanente.
- termofază - etapă de iarovizare a plantelor.
- terra preta - tip de sol artificial din regiunea Amazonului.
- terroir - teren specializat pe o anumită producție agricolă.
- tescovină - produs secundar rezultat în urma zdrobirii și presării strugurilor, din care se obține rachiul de tescovină.
- tetanos - boală întâlnită la om, dar și la animale ca: porci, cai și oi, provocată de bacilul tetanic Clostridium tetani.

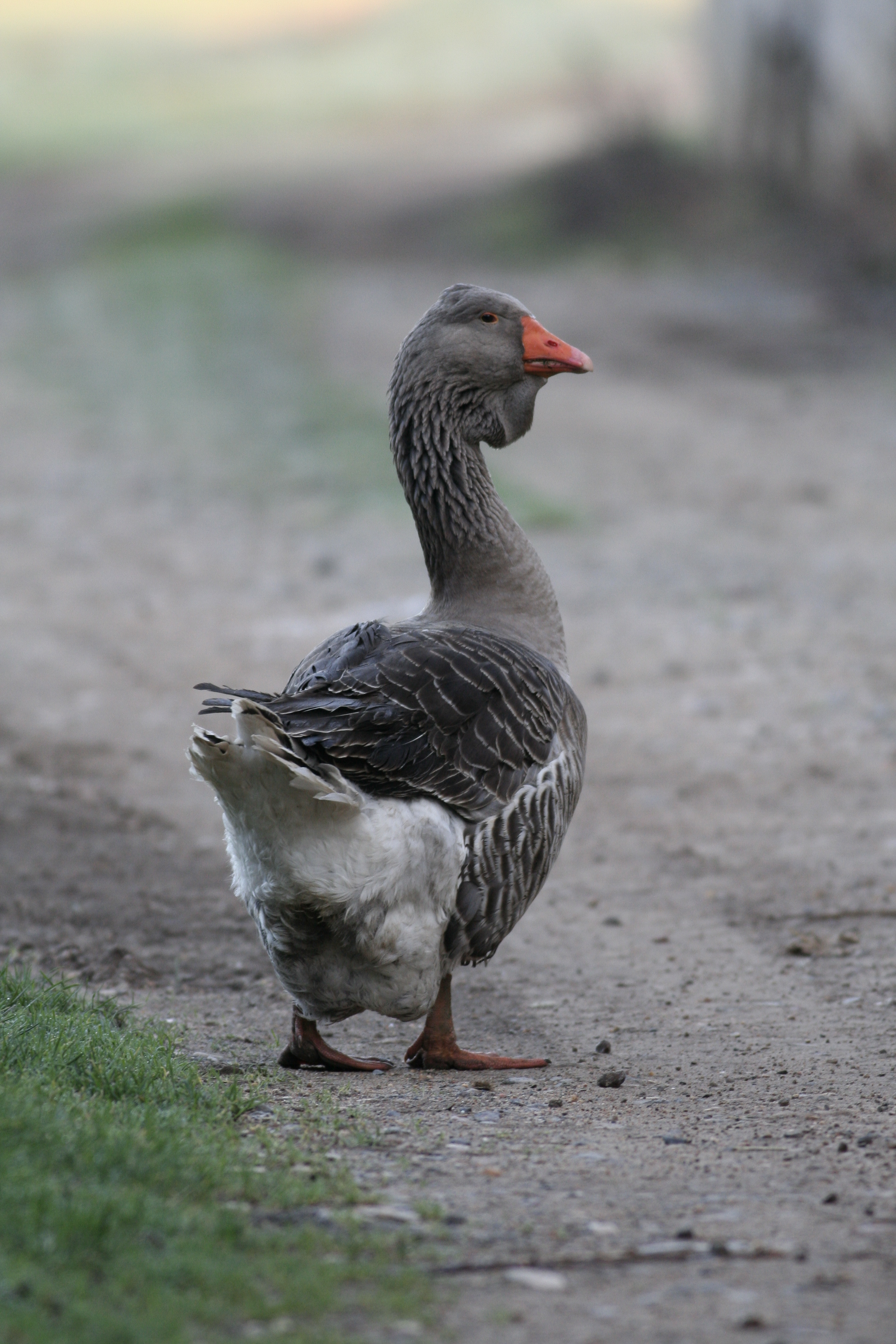
Gâscă rasa Toulouse

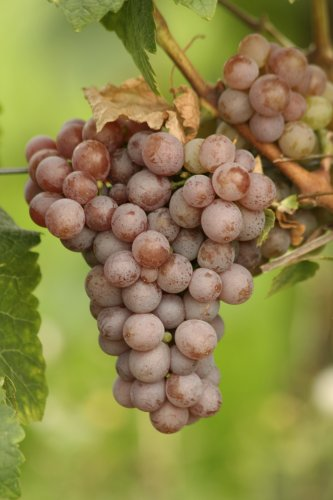
Ciorchine de Traminer roz

- textura solului - alcătuirea mecanică sau granulometrică a solului, reprezentată prin proporția diferitelor particule minerale elementare.
- tipologie forestieră - ramură a silviculturii care cuprinde clasificarea pădurilor din punctul de vedere al caracterelor naturale.
- toleranță la boli - capacitate a unei plante sau culturi agricole de a continua să se dezvolte, fără a prezenta simptome grave, în ciuda infectării cu un agent patogen (vezi și rezistență la boli).
- Toulouse - rasă de gâște bune producătoare de carne.
- tractor - autovehicul cu forță de tracțiune mare, folosit la mecanizarea agriculturii.
- tractor pentru păsări - adăpost mobil folosit în special pentru păsări de curte, care poate fi mutat pe terenul agricol sau pe o peluză, permițând păsărilor să aibă acces la iarbă proaspătă, insecte și alte surse naturale de hrană, în timp ce le protejează de prădători.
- traheobacterioză - boală infecțioasă și contagioasă a plantelor, provocată de bacterii care trăiesc pe vasele conducătoare.
- traheomicoză - boală infecțioasă și contagioasă a plantelor, provocată de unele ciuperci care trăiesc pe vasele conducătoare.
- Traminer - soi de  viță de vie, originar din Germania, cu boabe mici, de culoare roz-murdar și care produce vinuri superioare.
- transhumanță - deplasare sezonieră a păstorilor cu turmele de animale (în special oi), în vederea asigurării hranei acestora în tot timpul anului.
- tratament aviochimic - procedeu de tratare a culturilor cu ajutorul substanțelor chimice împrăștiate din avioane utilitare special amenajate.
- tratare - (în fitopatologie) metodă chimică de combatere a bolilor și dăunătorilor plantelor.
- trăpaș - denumire dată raselor de cai de mare viteză la trap, destinați în special alergărilor pe hipodrom.
- trântor - denumire dată indivizilor masculi din familia de albine.
- treierat - separarea boabelor de plantele de cultură prin batere.
- treierat, aparat de ~ - ansamblul funcțional al combinelor sau batozelor de cereale, în care se efectuează operația de treierat.
- treierătoare - mașină staționară care separă boabele de cereale de celelalte părți ale plantei.
- trichinella - specie de vierme nematod care poate fi parazit în mușchii unor animale domestice, a căror carne consumată de om poate provoca trichineloza.

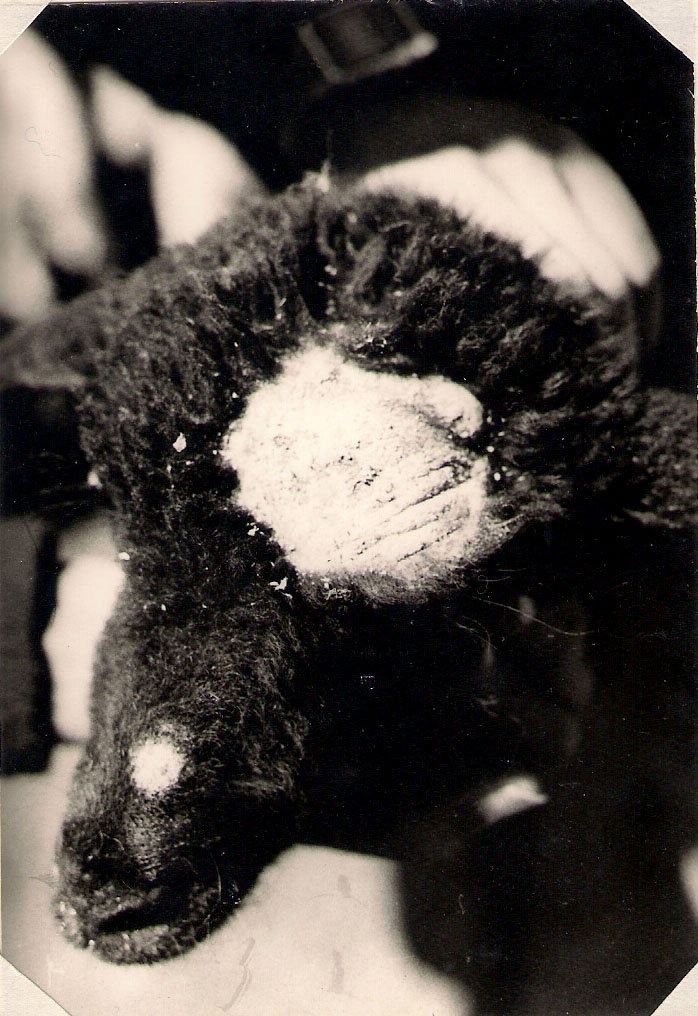
Oaie atinsă de tricofiție

- tricofiție - boală a taurinelor, cabalinelor și câinilor, provocată de ciuperci din genul Trichophyton și care se manifestă prin căderea părului.
- tricomonas - (Trichomonas) gen de protozoare care pot provoca tricomoniază, boală care poate afecta atât taurinele, cât și păsările.
- triór - mașină folosită pentru separarea semințelor de cereale sau de plante tehnice de semințele de buruieni.
- trupiță - organ de lucru al unui plug, format din bârsă, cormană și plaz și fixat de cadrul plugului prin intermediul bârsei.
- tularemie - boală infecto-contagioasă a rozătoarelor produsă de Bacterium tularense și care poate fi transmisă și animalelor domestice.
- Tuleu gras - soi de prun, cu fructul ovoid-alungit, de culoare vânătă.
- turbare - boală infecto-contagioasă comună omului și animalelor, provocată de virusul rabic și care produce în final paralizie și moarte.
- turte furajere - produse rezultate în urma extragerii uleiului din plantele oleaginoase și utilizate în alimentația animalelor.

## Ț
- țelină - suprafață de teren înierbată, de obicei cu vegetație spontană, utilizată pentru pășune sau fâneață.
- Țigaie - rasă de oi autohtonă, crescută pentru lâna semifină, carne și lapte.
- Țurcană - rasă autohtonă de oi, cunoscută pentru lâna semifină.

## U
- uium - cantitate de produse reținută la batoză, la moară etc., ca plată în natură pentru diferite servicii.

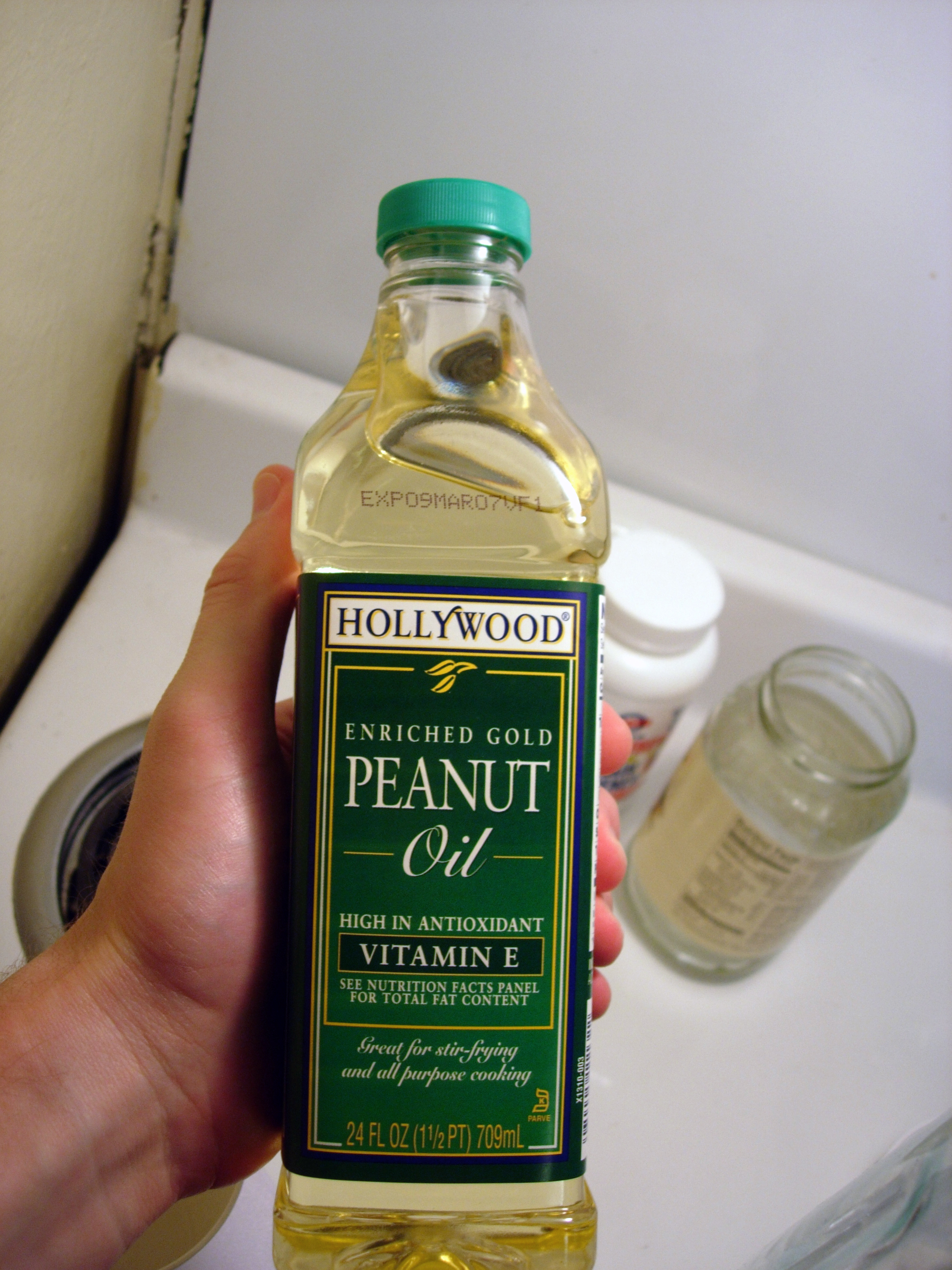
Ulei de arahide

- ulei comestibil - ulei vegetal obținut din semințele sau din fructele anumitor plante: floarea soarelui, soia, arahide etc.
- ultisol - solurile din zonele tropicale și subtropicale care sunt moderat până la puternic acide din cauza dezagregării intense și a eluvionării.
- uluc:

- vas din scânduri ori scobit într-un trunchi de copac sau în piatră, folosit pentru adăpatul vitelor; adăpătoare;
- jgheab prin care curge făina la moară.
- umiditatea solului - cantitatea de apă care se găsește în sol la un moment dat și în funcție de care se programează lucrările agricole.
- unitate de dimensiune economică - unitatea prin care se exprimă dimensiunea economică a unei exploatații agricole determinată pe baza marjei brute standard a exploatației.
- unitate de producție și/sau protecție - suprafața de fond forestier pentru care se elaborează un amenajament silvic.
- unitate nutritivă - valoare nutritivă a unui kilogram de nutreț cu efect de producție cunoscut, luat ca etalon.
- unitate vită mare - indicator folosit în zootehnie pentru stabilirea densității animalelor și a necesarului de bază furajeră.
- unt - produs alimentar obținut prin aglomerarea globulelor grase din lapte.
- unt vegetal - grăsime cu consistență păstoasă, obținută prin presare sau extracție din semințele sau miezul unor fructe.
- uperizare - tratament termic de scurtă durată la care este supus laptele în vederea conservării acestuia.
- urdiniș - deschizătură în peretele stupului, pe unde intră și ies albinele.
- urluitoare - mașină agricolă folosită la sfărâmarea unor nutrețuri concentrate până la dimensiuni sub 1 mm, produsul rezultat numindu-se urluială.
- uscarea frunzelor - boală a plantelor provocată de acțiunea diferiților paraziți animali și vegetali și care produce uscarea și căderea frunzelor.
- usuc - produsul de secreție al glandelor sebacee și sudoripare ale ovinelor, care protejează fibrele de lână și le menține rezistența și elasticitatea.

## V
- vaccină - boală a bovinelor provocată de un virus și caracterizată prin prezența unor pustule.
- vaginită granuloasă - boală contagioasă răspândită la vaci și care se manifestă prin erupții pe mucoasa vaginală.
- valoare nutritivă - însușire a unui furaj sau a unei rații de a satisface cerințele de substanțe nutritive ale organismului animal.
- vărsatul prunului - boală virală a prunilor și a altor sâmburoase, care se manifestă prin apariția pe frunze a unor pete galbene și pe fructe a unor gropițe (vezi plum-pox).
- vânăt - (despre culoarea unui animal) care are părul alcătuit din fire albe și negre sau roșcate.
- vânturătoare - mașină agricolă care, cu ajutorul curentului de aer produs de un ventilator, sortează semințele obținute de la combine sau de la batoze.
- vârșă - unealtă de pescuit de forma unui sac lung și ascuțit la capăt și a cărui deschizătură este răsfrântă spre interior.
- verigă de rod - cuplu format dintr-o coardă de rod și un cep, care se lasă la tăierea viței de vie.
- verminoză - vezi: helmintiază.
- vermorel - aparat portativ folosit pentru stropirea grădinilor, viilor sau pomilor de înălțime mică cu substanțe chimice pentru tratament.
- verticilioză - boală infecțioasă a plantelor provocată de ciuperci din genul Verticillium.
- veterinar - profesionist care practică medicina veterinară tratând boli, tulburări și leziuni la animale.
- vibrioză - boală infecțioasă, întâlnită la taurine și ovine și provocată de microbi din grupul Vibrio.
- vier - denumire dată masculilor din specia porcine, folosiți pentru reproducere.
- vin - băutură alcoolică provenită din fermentarea mustului de struguri.
- vinificație - ansamblul operațiilor de prelucrare a strugurilor, condiționarea mustului, prepararea vinului și învechirea acestuia.
- viroză - (în fitopatologie) boală infecțioasă și contagioasă a plantelor provocată de virusuri.
- vite mari - denumire pentru boi și vaci.
- vite mici - denumire pentru oi și capre.
- viticultură - sector al agriculturii care cuprinde cultura viței de vie și asigură materia primă pentru producerea vinului.
- volieră - adăpost din rețea de sârmă, destinat întreținerii păsărilor ca porumbei, fazani.
- voloc - plasă de pescuit întinsă la cele două capete pe câte un suport de lemn.

## W
- Windrover - mașină agricolă folosită la recoltarea în două faze a cerealelor păioase, secerându-le și depunându-le pe miriște sub formă de brazdă continuă.
- Wyandotte - rasă de găini de origine americană, pentru ouă și carne.

## X
- xilofag - (despre unele animale) care se hrănesc cu lemn și care sunt dăunători ai arborilor.
- xilologie - știință care se ocupă cu studiul structurii lemnului și al proprietăților acestuia.

## Y
- York - rasă de porci  de culoare albă, originară din Anglia.
- York Mic - vezi: Micul Alb.

## Z
- zahăr - aliment de bază al omului, care conține în principal zaharoză extrasă din trestia de zahăr sau sfecla de zahăr.
- zăvoi - pădure de mică întindere (salcie, plop), situată în lunca râurilor mari.
- zdrobitoare - mașină pentru mărunțirea, strivirea unor legume, semințe, fructe.
- zeamă cupru-amoniacală - vezi apă celestă.
- Zghihară de Huși - soi de viță de vie autohtonă, cu boabe albe-gălbui, nearomate și care produce vinuri de larg consum.
- zi-pereche-animale - unitate de măsură convențională, care exprimă volumul de lucru efectuat timp de zece ore de un atelaj cu două animale.
- zonare - lucrare prin care se delimitează cele mai favorabile zone de cultură a plantelor agricole în funcție de cerințele acestora față de factorii pedoclimatici.
- zoometru - instrument pentru măsurarea dimensiunilor animalelor.
- zoonoză - boală infecțioasă sau parazitară care se transmite de la animale la om.
- zootehnie - știință care se ocupă cu cunoașterea, creșterea și exploatarea animalelor domestice.
- Zyklon B - substanță toxică pe bază de acid cianhidric, folosită pentru combaterea dăunătorilor în încăperi închise.